# Weimarer Republik

Flagge der Weimarer Republik

Als Weimarer Republik (zeitgenössisch auch Deutsche Republik) wird der Abschnitt der deutschen Geschichte von 1918 bis 1933 bezeichnet, in dem erstmals eine parlamentarische Demokratie im Deutschen Reich bestand. Diese Epoche löste die konstitutionelle Monarchie der Kaiserzeit ab und begann mit der Ausrufung der Republik am 9. November 1918. Sie endete de facto mit der Machtergreifung der NSDAP infolge der Ernennung Adolf Hitlers zum Reichskanzler am 30. Januar 1933. In neun Wochen wurden die demokratischen Strukturen durch Verordnungen des Reichspräsidenten vom 4. Februar und 28. Februar sowie mit Inkrafttreten des Ermächtigungsgesetzes am 24. März 1933 beseitigt. Es folgte der NS-Staat.
Die Weimarer Republik entstand im Zuge der Novemberrevolution. Diese Bezeichnung der ersten auf nationalstaatlicher Ebene verwirklichten deutschen Republik ist auf den ersten Tagungsort der Verfassunggebenden Nationalversammlung, die Stadt Weimar, zurückzuführen. Der amtliche Staatsname Deutsches Reich wurde jedoch beibehalten.
Nachdem zunächst der Rat der Volksbeauftragten die Regierungsgewalt ausgeübt hatte, wurde auf Beschluss des Reichsrätekongresses am 19. Januar 1919 die Wahl zur Deutschen Nationalversammlung abgehalten. Am 11. Februar wählte die Nationalversammlung Friedrich Ebert zum Reichspräsidenten, der am 13. Februar das Kabinett Scheidemann ernannte. Die Weimarer Reichsverfassung trat am 14. August 1919 in Kraft. Sie konstituierte das Deutsche Reich als Bundesstaat. Staatsoberhaupt war der für eine Amtszeit von sieben Jahren direkt vom Volk gewählte Reichspräsident, der als Teil der Exekutive über weitreichende Befugnisse verfügte. Die Regierung führte der vom Reichspräsidenten zu ernennende und zu entlassende Reichskanzler, der dem Reichstag gegenüber verantwortlich war. Als Volksvertretung mit umfassenden Gesetzgebungs-, Budget- und Kontrollrechten wurde der Reichstag für eine Legislaturperiode von vier Jahren nach dem Verhältniswahlrecht gewählt. Die Länder vertrat der Reichsrat. Die Parlamente auf Landesebene nannten sich Landtage, im Januar 1919 bildete sich der erste im Freistaat Mecklenburg-Strelitz.
Die Geschichte der Weimarer Republik lässt sich nach der Gründungsphase in drei Abschnitte gliedern. In den Krisenjahren von 1919 bis 1923 hatte die Republik mit den unmittelbaren Kriegsfolgen, einer Hyperinflation sowie zahlreichen Umsturzversuchen und politischen Morden zu kämpfen. In den Jahren von 1924 bis 1929 erlebte sie eine Zeit relativer Stabilität, wirtschaftlicher Erholung sowie außenpolitischer Anerkennung und Wertschätzung. Die Weltwirtschaftskrise ab Ende 1929, die Präsidialkabinette nach dem Bruch der Großen Koalition am 27. März 1930 und der Aufstieg der Nationalsozialisten mündeten schließlich in ihren Untergang.
Kulturell war die Weimarer Republik geprägt durch den ersten Durchbruch der Massenkultur in Deutschland (Rundfunk, Kino, Unterhaltungsmusik usw.) sowie von avantgardistischen Strömungen in den Künsten, die zum Teil bereits in der Vorkriegszeit angelegt waren.

## Grundzüge
Die Republik hatte mehrere Strukturprobleme aus der Kaiserzeit geerbt, so die Wirtschafts- und Sozialordnung sowie die konfessionell geprägte Schulpolitik. Dazu kamen Phänomene, die das Scheitern der Weimarer Demokratie direkt beeinflussten:
- Der Erste Weltkrieg hinterließ schwere ökonomische und soziale Lasten. Insbesondere die faktische Enteignung vieler Bürger durch die Große Inflation, die in der Hyperinflation von 1923 gipfelte, und die nach dem Versailler Vertrag geforderten Reparationen erwiesen sich als – nicht zuletzt psychologische – Belastung und wurden von den Gegnern der Republik für ihre Agitation gegen die „Erfüllungspolitik“ genutzt.
- Da die demokratischen Politiker im Kaiserreich von der Führung der Staatsgeschäfte ausgeschlossen gewesen waren, stützten sie sich in Militär, Verwaltung und Justiz weiterhin auf das vorhandene Personal, das die republikanische Staatsform und die Demokratie jedoch weitgehend ablehnte. Mit Ausnahme Preußens fand keine grundlegende Demokratisierung der Beamtenschaft statt. Symptomatisch dafür waren die vielfach politisch motivierten Urteile der Justiz: Rechte Straftäter wurden vielfach mit wesentlich milderen Urteilen belegt als linke.[1]
- Auch große Teile der Bevölkerung lehnten bürgerliche Demokratie und Republik ab: Konservative und Rechtsextreme verbreiteten die Dolchstoßlegende, nach der nicht die kaiserliche, sondern die neue demokratische Regierung für die Kriegsniederlage und den als demütigend empfundenen Friedensvertrag von Versailles verantwortlich gewesen sei. Auf der Linken hatten die Kämpfe während der Novemberrevolution zu einer unversöhnlichen Haltung der Kommunisten gegenüber den Sozialdemokraten geführt, die sie von einem gemeinsamen Vorgehen gegen die Feinde der Republik abhielten.

Die Weimarer Verfassung galt zu ihrer Zeit als eine der fortschrittlichsten überhaupt. Sie war nach der Märzrevolution von 1848 der zweite – und erste erfolgreiche – Versuch, eine liberale Demokratie in Deutschland zu etablieren. Die schon unter Zeitgenossen verbreitete These, der Staat von Weimar sei eine „Demokratie ohne Demokraten“ gewesen, ist nur bedingt richtig, weist aber auf ein wesentliches Problem hin: Es gab keinen tragfähigen Verfassungskonsens, der alle Teile des politischen Spektrums von rechts bis links eingebunden hätte. Nach dem Tod des ersten Reichspräsidenten, des SPD-Politikers Friedrich Ebert, wurde 1925 mit Paul von Hindenburg ein konservativer Nachfolger gewählt, der der republikanischen Staatsform betont kritisch gegenüberstand.
Die meisten politischen Parteien zur Zeit der Weimarer Republik hatten ihre ideologische Ausrichtung von ihren unmittelbaren Vorgängern im Kaiserreich übernommen und vertraten weitgehend die Interessen ihrer jeweiligen Klientel. Waren deren Interessen gefährdet, ging die jeweilige Partei eher aus der Regierung, als sich zu Kompromissen herbeizulassen. Auch die Wähler belohnten eher Opposition als Regierungsarbeit, ein Dilemma insbesondere für die Sozialdemokraten, die sich nur ausnahmsweise zur Koalitionsbildung mit der DVP bereitfanden, weil sie von der Partei der Schwerindustrie keinen Zugewinn an sozialen Leistungen erwarteten, sondern vielmehr deren Abbau. So waren die Sozialdemokraten nur gut dreieinhalb von 14 Jahren in Regierungen der Weimarer Republik vertreten. Sie dienten in außenpolitischen Fragen zwar oft als Mehrheitsbeschaffer, hielten sich von der Gestaltung der Regierungspolitik aber fern. Zu einem für die Stabilisierung der Weimarer Republik nötigen Bündnis zwischen Arbeiterschaft und Bürgertum kam es auf diese Weise nicht. Im Reichstag, dem Parlament, waren zeitweise bis zu 17 und selten weniger als 11 verschiedene Parteien vertreten. In 14 Jahren gab es 20 Kabinettswechsel. Elf Minderheitskabinette waren von der Duldung durch Parteien abhängig, die nicht zur Regierungskoalition gehörten.
Die relative Stabilisierung der Weimarer Republik nach dem Ende der Großen Inflation endete mit den wirtschaftlichen und sozialen Verwerfungen, die dem Schwarzen Donnerstag der New Yorker Börse 1929 gerade in Deutschland folgten. Der Abzug von kurzfristigen Krediten amerikanischer Investoren, die einen zwischenzeitlichen Aufschwung gespeist hatten, trug zu der einsetzenden Wirtschaftsdepression wesentlich bei: stockender Warenabsatz, rückläufige Produktion, Massenentlassungen und -arbeitslosigkeit samt schwindender Kaufkraft bewirkten eine Abwärtsspirale ungekannten Ausmaßes, der die im Aufbau befindlichen sozialen Sicherungssysteme nicht gewachsen waren.
Da es seit März 1930 keine von der Reichstagsmehrheit getragene Regierung mehr gab, regierten Reichspräsident Hindenburg und die von ihm ernannten Reichskanzler von da an vor allem mit Hilfe von Notverordnungen. Die Reichstagswahlen 1930 zeitigten den Aufstieg der rechtsradikalen NSDAP zu einer bedeutenden Kraft im Weimarer Parteienspektrum. Seit dem Sommer 1932 verfügten die republik- und demokratiefeindlichen Parteien, neben der NSDAP die rechtskonservative Deutschnationale Volkspartei (DNVP) und die linksradikale Kommunistische Partei Deutschlands (KPD), zusammen über eine negative Mehrheit im Reichstag. Mit der DNVP und anderen rechtskonservativen Kräften bildete sich um Adolf Hitler als Parteiführer der Nationalsozialisten Anfang 1933 eine neue, zur Macht drängende Kräftekonstellation. Am 30. Januar zum Reichskanzler ernannt, gelang es Hitler in kurzer Zeit, die demokratischen, rechtsstaatlichen und föderalen Strukturen der Republik zu zerstören und seine Diktatur durchzusetzen.

## Bezeichnung

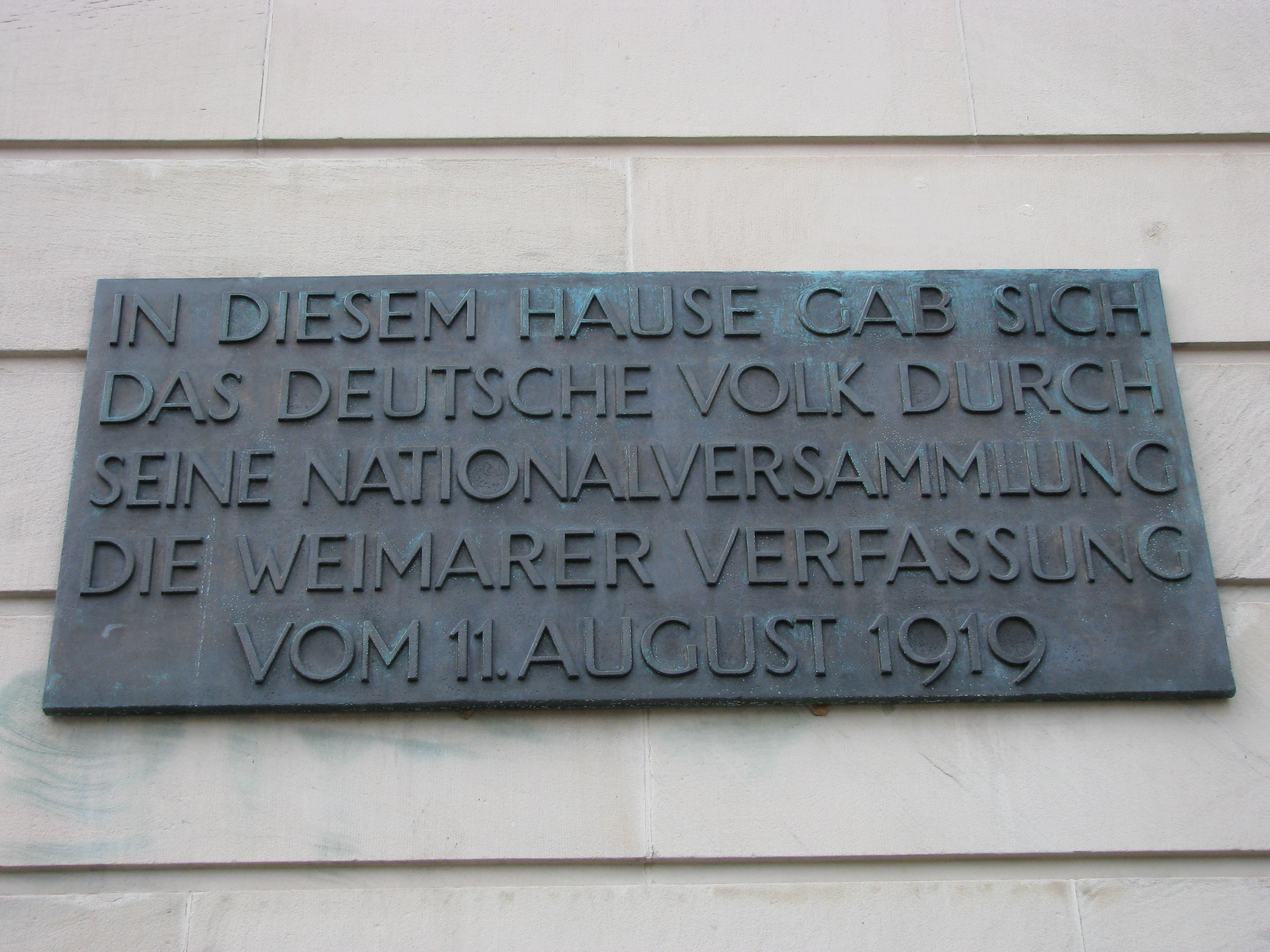
Gedenktafel zur namen- und verfassunggebenden Weimarer Nationalversammlung am Großen Haus des Deutschen Nationaltheaters in Weimar

Obwohl die Nationalversammlung den alten Namen Deutsches Reich als offiziellen Staatsnamen beibehielt (Art. 1 der Weimarer Verfassung), wurde er außerhalb der Verwaltungssprache kaum verwendet. Er wurde von der deutschen Rechten abgelehnt, da man keinen Sinn sah, den Namen Reich, der mit der Monarchie verbunden war, zur Bezeichnung einer demokratischen Republik zu verwenden. Die katholische Deutsche Zentrumspartei bevorzugte den Begriff Deutscher Volksstaat, während auf der gemäßigten Linken die Sozialdemokratische Partei Deutschlands die Deutsche Republik bevorzugte. Mitte der 1920er Jahre bezeichneten die meisten Deutschen ihren Staat inoffiziell als Deutsche Republik, aber für viele, insbesondere für die Rechten, war das Wort Republik ein Symbol der nationalen Demütigung und ihrer Meinung nach die Schaffung einer von fremden Mächten auferlegten Staatsstruktur.
Zeitgenössische Befürworter und Gegner der Republik sprachen vor allem von der Deutschen Republik. Die beiden sozialdemokratischen Parteien USPD und MSPD wollten in der Nationalversammlung 1919 diese Bezeichnung auch als Staatsnamen durchsetzen, weil sie den staatlichen Neuanfang betonen wollten. Das Wort Reich sollte wegen des darin mitschwingenden imperialen Anspruchs vermieden werden. Die liberalen Parteien, auch der Verfassungsrechtler Hugo Preuß, wollten dagegen die Tradition des Staatsnamens Deutsches Reich beibehalten. Dem stimmten die Vertreter des Zentrums und die Deutschnationalen zu. Später allerdings vertraten Teile der Rechten die Auffassung, die Republik habe den alten Namen nicht verdient. Der erste Verfassungsartikel Das Deutsche Reich ist eine Republik war also ein Kompromiss.
Die Verbindung mit dem Stadtnamen Weimar wurde zunächst nur im Zusammenhang mit der Verfassung verwendet; erst 1929, zu deren zehnjährigem Jubiläum, sprachen rückwärtsgewandte Konservative, der Nationalsozialist Hitler und auch das Organ der Kommunisten von der Weimarer Republik. 1932 tauchte dieser Ausdruck aber auch in der republiktreuen Vossischen Zeitung auf.
Frühe Rückschauen auf die Republik verwendeten den Begriff ebenfalls selten. Arthur Rosenbergs Werk von 1935 hieß Geschichte der deutschen Republik. Spätere Neuausgaben dieses und anderer Bücher nutzten die Bezeichnung „Weimarer Republik“ im Titel oder im Untertitel. Erst nach dem Zweiten Weltkrieg setzte sie sich in Publizistik und historischer Forschung allgemein durch. 1946 erschien das erste Werk mit dem Titel Weimarer Republik. Nach Gründung der Bundesrepublik wurde diese in analoger Anlehnung an den Ort der Verfassungsgebung vielfach als Bonner Republik, mitunter auch als „Zweite Republik“, im Gegensatz zur „Ersten Republik“ von Weimar, bezeichnet. Heute dienen die Begriffe Weimarer Republik, Bonner Republik und Berliner Republik der Unterscheidung zwischen den drei demokratischen Geschichtsepochen Deutschlands.

## Geschichte

### Gründung einer Republik (1918/1919)

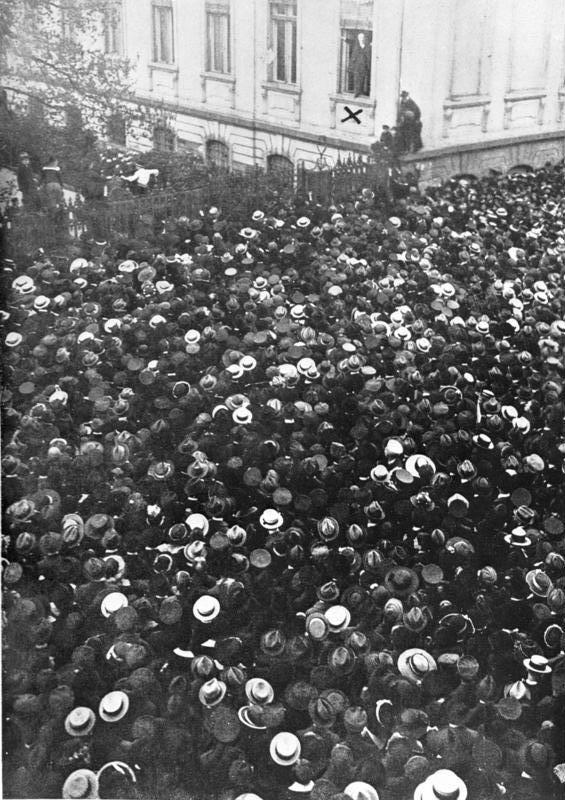
Kurz vor Ausrufung der Republik: Der SPD-Politiker Philipp Scheidemann spricht aus einem Fenster der Reichskanzlei zum Volk, 9. November 1918

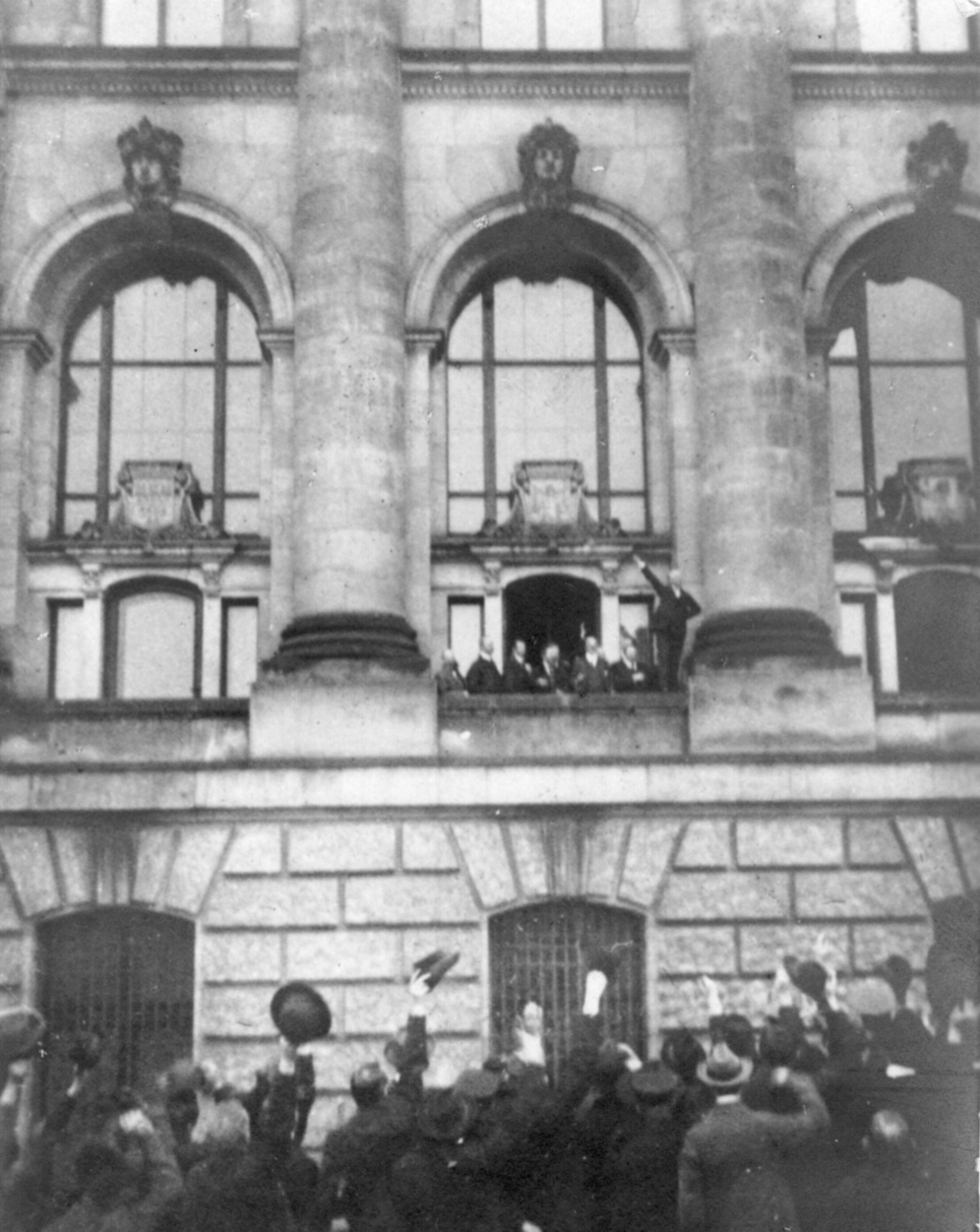
Scheidemann ruft auf dem Westbalkon (zweites Fenster nördlich des Portikus) des Reichstages die Republik aus.

Die gesellschaftspolitischen Entwicklungen, die zur Entstehung der Weimarer Republik führten, wurden wesentlich von den am Ende des Ersten Weltkriegs in Deutschland eingetretenen innen- und außenpolitischen Konstellationen und Kräfteverhältnissen bestimmt. Bedeutsame Wirkungsfaktoren dabei waren
1. das überraschende Eingeständnis der militärischen Niederlage durch die Oberste Heeresleitung (OHL),
2. die dadurch energisch beschleunigte Umwandlung des Herrschaftssystems in eine parlamentarische Monarchie im Laufe des Oktobers 1918 (Oktoberreform),
3. die von den gegen weitere Kriegseinsätze meuternden Matrosen in Gang gesetzte revolutionäre Bewegung der Soldaten und Arbeiter im November 1918 und
4. die von Seiten der Mehrheitssozialdemokratie breit befürwortete und durch den Reichsrätekongress im Dezember 1918 beschlossene Errichtung einer parlamentarischen Demokratie.

Dass der Reichskanzler künftig des Vertrauens der Reichstagsmehrheit bedurfte, war nicht nur als verfassungsstrukturelle Neuerung bedeutsam, sondern spiegelte in der gegebenen Lage auch unterschiedliche Motive: Man hoffte, indem man sich den von US-Präsident Woodrow Wilson formulierten Forderungen annäherte, auf mildere Friedensbedingungen. Der OHL aber ging es darum, die Verantwortung für einen gewiss schwierigen Friedensschluss auf die Volksvertreter abzuwälzen. Als die amerikanische Antwort auf das deutsche Waffenstillstandsbegehren im Kern auf die militärische Kapitulation des Deutschen Reiches und auf die Abdankung des Kaisers zielte, vollzog die OHL eine Kehrtwende und befahl den Truppen weiterzukämpfen. Auslösendes Moment der nachfolgenden Novemberrevolution war der Befehl der Seekriegsleitung vom 30. Oktober, die Hochseeflotte auslaufen zu lassen, der zwar die Zustimmung Kaiser Wilhelms II. hatte, nicht aber die des Reichskanzlers Prinz Max von Baden. Heinrich August Winkler vermutet, dass es der Seekriegsleitung darum ging, „die Machtverschiebung im Innern rückgängig zu machen und dem Militär wieder zu jener beherrschenden Stellung zu verhelfen, auf die es einen historischen Anspruch zu haben meinte“.
Die Befehlsverweigerung und Erhebung der Marinesoldaten in Wilhelmshaven und Kiel gegen die sinnlos erscheinende Selbstaufopferung wurde für ganz Deutschland zu einem Revolutionssignal. Von Norddeutschland ausgehend, wurden vor allem in den Städten Arbeiter- und Soldatenräte gebildet, die der bisherigen Reichsstaatsgewalt als neue örtliche Machtorgane gegenübertraten. Bis Ende November 1918 hatten alle 22 Monarchen im Deutschen Reich förmlich abgedankt oder sich abgesetzt. In Bayern wurde unter Führung Kurt Eisners bereits am 7. November der Freistaat ausgerufen und eine Räterepublik gegründet. Tragende politische Kräfte der spontanen Rätebewegung waren hauptsächlich die Mitglieder und Anhänger der sozialdemokratischen Parteien MSPD und USPD. Sie erwiesen sich zu lokaler Selbstorganisation fähig, traten mit Forderungen nach Beendigung des Krieges und des Obrigkeitsstaats sowie nach Humanisierung der militärischen Disziplin auf und etablierten sich als Ordnungsfaktor neben und anstelle der nicht mehr ausreichend legitimierten und auseinanderbrechenden staatlichen Macht.
In Berlin überschlugen sich am 9. November 1918 die Ereignisse. Zunächst gab Max von Baden die Abdankung Wilhelms II. bekannt, ohne dass er dazu autorisiert war – ob es sich um eine Eigenmächtigkeit des Kanzlers handelte oder ob ihm Generalquartiermeister Wilhelm Groener vorgegaukelt hatte, das wäre der Wille des Kaisers, ist umstritten. Dann übertrug Prinz Max sein Reichskanzleramt dem MSPD-Vorsitzenden Friedrich Ebert – ein Vorgang, der in der Verfassung so gar nicht vorgesehen war. Am selben Tag rief Eberts Parteifreund Philipp Scheidemann vom Balkon des Reichstags die „deutsche Republik“ auf parlamentarisch-demokratischer Linie aus; etwa gleichzeitig proklamierte der Sprecher des Spartakusbundes und spätere Mitgründer der KPD, Karl Liebknecht, im Berliner Tiergarten und etwa zwei Stunden später nochmals vom Balkon des Berliner Stadtschlosses die „freie sozialistische Republik“.
Um das Revolutionsgeschehen im Sinne der eigenen Ziele unter Kontrolle zu behalten, bot die MSPD der USPD die paritätische Beteiligung in einer provisorischen Revolutionsregierung an, dem Rat der Volksbeauftragten. Ebert hatte darin den Vorsitz und verständigte sich mit Generalquartiermeister Groener über die wechselseitige Unterstützung zur Wiederherstellung geordneter Verhältnisse. Seine vorläufige Legitimation erhielt der Rat der Volksbeauftragten durch den ebenfalls eilends konstituierten Vollzugsrat des Arbeiter- und Soldatenrates Groß-Berlin. Die Grundsatzentscheidung über das künftige politische System in ganz Deutschland fiel auf dem Reichsrätekongress im Dezember 1918, der jeweils mit großer Mehrheit zum einen den Antrag ablehnte, am Rätesystem festzuhalten (also den Arbeiter- und Soldatenräten die höchste gesetzgebende und vollziehende Gewalt einzuräumen), und zweitens stattdessen für den 19. Januar 1919 Wahlen zu einer verfassunggebenden Nationalversammlung anberaumte.
Zwar hatte man die Organisationsform der Arbeiter- und Soldatenräte aus der Russischen Revolution 1917 übernommen; die Errichtung der bolschewistischen Diktatur und der daraus entstandene Russische Bürgerkrieg aber stellten für die deutschen Sozialdemokraten ganz überwiegend ein abschreckendes Beispiel dar. Der insbesondere im Spartakusaufstand mobilisierte straßenkämpferische Widerstand gegen die Politik des Rats der Volksbeauftragten wurde im Januar 1919 mit Hilfe von Freikorpstruppen niedergeschlagen, die politischen Köpfe der Erhebung, Rosa Luxemburg und Karl Liebknecht, wurden am 15. Januar 1919 ermordet.
Dass die Verfassunggebende Deutsche Nationalversammlung in Weimar zusammentrat, war auf die anhaltend unruhige Lage in Berlin zurückzuführen; doch warb Ebert für diesen Tagungsort auch mit der Begründung, es werde wohl in der ganzen Welt als angenehm empfunden, „wenn man den Geist von Weimar mit dem Aufbau des neuen Deutschen Reiches verbindet“. Zudem sollte mit der Ortswahl separatistischen Tendenzen und einer gegen Preußen und Berlin gerichteten Antipathie in Süddeutschland entgegengewirkt werden. Die Aufgaben der Weimarer Nationalversammlung gingen von Anbeginn über die Rolle des Verfassungsgebers vielfältig hinaus, denn sie hatte zusätzlich alle Aufgaben eines Parlaments zu erfüllen. Dazu gehörten bereits im Februar 1919 die Wahl des Reichspräsidenten Friedrich Ebert und die Regierungsbildung. Hierbei konnte an die Reichstagskonstellationen noch zu Zeiten der Oktoberreform 1918 angeknüpft werden, da die Wahlen zur Nationalversammlung den Parteien MSPD, DDP und Zentrum, die nun die Weimarer Koalition bildeten, mit 329 von insgesamt 421 Abgeordneten zunächst eine äußerst komfortable Mehrheit verschafften. Auf dieser Basis wurde Philipp Scheidemann erster Regierungschef der Weimarer Republik.
Scheidemann selbst aber stellte diese Mehrheit auf eine harte Probe, als er sich im Mai und Juni 1919 kategorisch gegen die Unterzeichnung des Versailler Vertrags aussprach: „Welche Hand müsste nicht verdorren, die sich und uns in diese Fessel legt?“ Als sich abzeichnete, dass unter dem Druck des Ultimatums der Siegermächte eine Mehrheit auch der sozialdemokratischen Abgeordneten für die Vertragsannahme votieren würde, trat er zurück. Sein Nachfolger wurde Gustav Bauer. Der Versailler Vertrag wurde in der Nationalversammlung am 22. Juni 1919 mit 237 gegen 138 Stimmen bei 6 Enthaltungen angenommen. Mit der Schlussabstimmung über die Annahme der Verfassung am 31. Juli 1919 und ihrem Inkrafttreten am 14. August endete die Gründungsphase der Weimarer Republik. Nach bis zuletzt schwierigen Verhandlungen und Kompromissen hatten sich 265 Abgeordnete für die Weimarer Verfassung ausgesprochen und 75 dagegen; 86 Mitglieder der Nationalversammlung blieben der Abstimmung fern, überwiegend aus den Reihen der Weimarer Koalition.

### Frühe Krisenjahre (1919–1923)
Von Anfang an war die junge Republik den Angriffen der extremen Rechten und Linken ausgesetzt, die immer auch gewaltsam ausgeführt wurden. Am Anfang war Gewalt nennt der irische Historiker Mark Jones seine Studie über die Anfangsjahre der Republik. Der Historiker Hagen Schulze beschreibt die Auseinandersetzungen der Jahre von 1918 bis 1920 als „offene[n] Bürgerkrieg, […] eine totale innenpolitische Konfrontation, wie sie die deutsche Geschichte bis dahin nicht gekannt hatte“.
Die Linke warf den Sozialdemokraten wegen ihres Zusammengehens mit den alten Eliten Verrat an den Idealen der Arbeiterbewegung vor; die Rechte machte die Anhänger der Republik für die Niederlage im Ersten Weltkrieg verantwortlich, verunglimpfte sie als „Novemberverbrecher“ und unterstellte ihnen, sie hätten das „im Felde unbesiegte“ deutsche Heer mit der Revolution „von hinten erdolcht“ (Dolchstoßlegende).

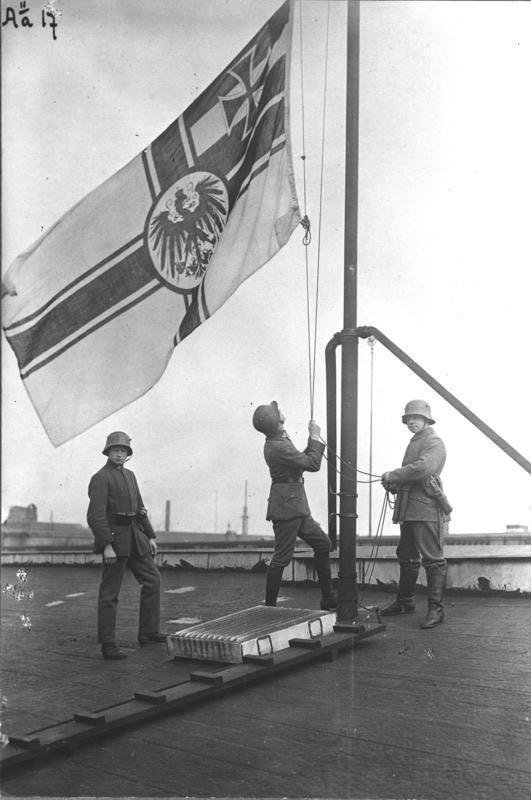
Kapp-Putsch 1920 in Berlin: Soldaten der Marine-Brigade Ehrhardt hissen die Kriegsflagge des Kaiserreichs mit den Farben Schwarz-Weiß-Rot.

Der Kapp-Putsch vom März 1920 stellte die Republik auf eine erste Bewährungsprobe. Freikorps, deren Auflösung der Reichswehrminister Gustav Noske (SPD) gemäß Versailler Vertrag angeordnet hatte, besetzten unter der Führung von General von Lüttwitz das Berliner Regierungsviertel und erklärten den ostpreußischen Generallandschaftsdirektor Wolfgang Kapp zum Reichskanzler. Die legale Regierung zog sich zunächst nach Dresden und anschließend nach Stuttgart zurück und rief von dort aus zum Generalstreik gegen die Putschisten auf. Der Putsch scheiterte rasch, nicht zuletzt an der Weigerung der Ministerialbürokratie, den Anordnungen Kapps Folge zu leisten. Die Reichswehr hingegen hatte sich als unzuverlässig erwiesen und abwartend verhalten gemäß der vom Chef des Truppenamtes Hans von Seeckt vertretenen Devise, dass Reichswehr nicht auf Reichswehr bzw. Truppe nicht auf Truppe schieße.
Teile der Arbeiterschaft beließen es im Zuge des Kapp-Putsches nicht bei passivem Widerstand, sondern bewaffneten sich gegen die Putschisten. Speziell im Ruhrgebiet, wo die Unzufriedenheit über ausgebliebene Sozialisierungsmaßnahmen besonders hoch war, bildeten sich erneut Räte, die eine lokale Machtübernahme anstrebten. Im sogenannten Ruhraufstand kam es zu bürgerkriegsähnlichen Kämpfen zwischen der „Roten Ruhrarmee“ und Einheiten der Putschisten und nach dem Scheitern des Bielefelder Abkommens zur blutigen Niederschlagung des Aufstands durch entsandte Reichswehreinheiten und Freikorps. In Bayern dagegen führte der Kapp-Putsch zu einer antirepublikanischen Regierungsumbildung, die den Freistaat auf Dauer zur autoritären „Ordnungszelle“ innerhalb des Weimarer Gesamtstaates und zum Sammelbecken der rechtskonservativen und reaktionären Kräfte machte. Die instabilen politischen Verhältnisse in der Frühphase der Weimarer Republik zeigten sich auch in der Reichstagswahl 1920, in der die bis dahin mit einer Dreiviertelmehrheit regierende Weimarer Koalition abgewählt wurde.
Ausdruck der eingetretenen scharfen politischen Polarisierung waren insbesondere die rechtsradikal motivierten Morde von Mitgliedern der Organisation Consul an wichtigen Repräsentanten der jungen Republik: an Finanzminister Matthias Erzberger im August 1921 und an Außenminister Walther Rathenau im Juni 1922, die man als willfährige „Erfüllungspolitiker“ in Bezug auf den Versailler Vertrag diffamiert hatte. Während Erzberger für die Unterzeichnung des Waffenstillstandsabkommens 1918 angefeindet wurde, war Rathenau als Außenminister unter anderem für die Reparationsproblematik zuständig. Er hatte zudem durch den mit der Russischen Sozialistischen Föderativen Sowjetrepublik geschlossenen Vertrag von Rapallo die äußere Isolierung Deutschlands nach dem Ersten Weltkrieg aufzubrechen gesucht. Doch auch als Jude zog er rechtsextremistischen Hass auf sich (siehe auch Antisemitismus Weimar). Die in Trauerzügen für die Ermordeten massenhaft bekundete Solidarität zum einen und die Verabschiedung eines „Republikschutzgesetzes“ zum anderen sollten den rechten Feinden der Weimarer Republik Einhalt gebieten. Doch die kaiserzeitlich-konservativ geprägte Richterschaft trug mit milden Urteilen gegen rechtsradikale Staatsverbrecher dazu bei, dass diese sich von ihrem Treiben nicht dauerhaft abhalten ließen.
Die politischen Weichenstellungen, die die Weimarer Republik 1923 an den Rand des Zusammenbruchs brachten, wurden sowohl in der deutschen wie in der französischen Politik gestellt. Die von den Sozialdemokraten geduldete Minderheitsregierung des parteilosen Reichskanzlers Wilhelm Cuno (Kabinett Cuno 22. November 1922 bis 12. August 1923) zielte in demonstrativer Fortsetzung des Kurses „Erst Brot, dann Reparationen!“ trotz anderer Möglichkeiten auf ein Zugeständnis der Alliierten, dass die deutsche Leistungsfähigkeit bei den Reparationen bereits überschritten war, während der französische Ministerpräsident Raymond Poincaré die Nichterfüllung der deutschen Reparationslieferungen als Hebel ansah, um die von englischer Seite in Versailles verweigerte Abtrennung des Rheinlands vom Deutschen Reich doch noch zu erreichen.

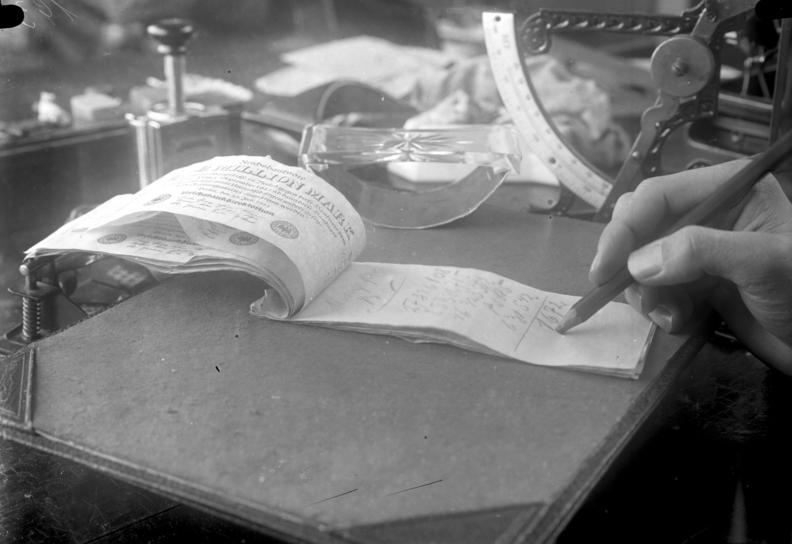
Geldscheine zu einer Million Mark, als Notizblock verwendet, Oktober 1923

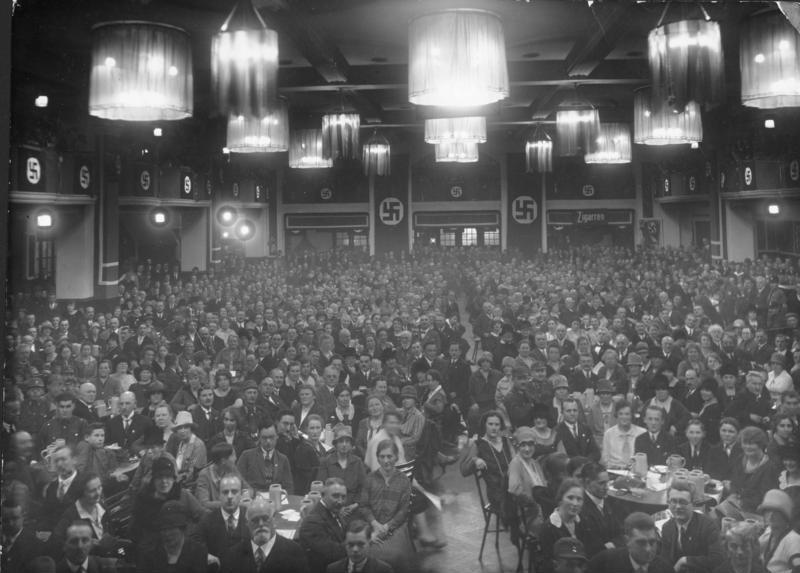
NSDAP-Versammlung im Bürgerbräukeller, ca. 1923

Nach der Feststellung unzureichender deutscher Kohlelieferungen durch die Reparationskommission marschierten am 11. Januar 1923 französische und belgische Truppen ins Rheinland ein. Gegen die Ruhrbesetzung wurde in Abstimmung mit der Reichsregierung vor Ort von deutscher Seite der passive Widerstand organisiert, wobei das Reich ohne produktiven Gegenwert sämtliche Ausfallkosten für die Unternehmen des besetzten Gebietes und deren Beschäftigte übernahm. Auch die französische Seite zahlte bei der Besetzung eher 'drauf' als davon zu profitieren. Die deutsche Finanznot wurde im Laufe des Jahres 1923 immer dramatischer. Die Finanzierung des Ruhrkampfes und die Kompensation der dadurch bedingten Produktionsausfälle und Steuereinnahmenverluste allein durch Drucken neuer Banknoten führten zu einer dramatisch beschleunigten Inflation, in der schließlich die Papiermark binnen eines Tages mehr als die Hälfte an Kaufkraft verlor. Angesichts der damit verbundenen wirtschaftlichen und sozialen Verwerfungen bröckelte der Ruhrwiderstand. Mit der Rheinischen Republik kam es zu einer (wenn auch nur kurzzeitig erfolgreichen) Abspaltungsbewegung, in deren Folge sich Teile der Lohnarbeiterschaft zunehmend radikalisierten. In Sachsen und Thüringen führte das zu kommunistischer Regierungsbeteiligung unter sozialdemokratischen Ministerpräsidenten. Im Reichstag hatten die Sozialdemokraten der Regierung Cuno unterdessen die Tolerierung versagt und waren in eine Große Koalition unter dem DVP-Kanzler Gustav Stresemann eingetreten. Der beendete am 23. September 1923 den Ruhrwiderstand, um für die geplante und dringend nötige Währungsreform im Oktober/November 1923 einen Erfolg zu ermöglichen. Zum Umstellungsdatum am 15. November 1923 (1 Rentenmark = 1 Billion Papiermark bei 4,20 Rentenmark für den Dollar) war der Staat inflationsbedingt praktisch schuldenfrei, hauptsächlich auf Kosten seiner sparfreudigen Bürger. Zu den Inflationsgewinnern gehörten Sachwertbesitzer und diejenigen, die selbst hohe Schulden aufgenommen hatten: Sie konnten ihre Kredite mit entwertetem Geld bequem zurückzahlen.
Von der nationalistischen Rechten vor allem in Bayern wurde der Abbruch des Ruhrwiderstands als Landesverrat gebrandmarkt. Unter Bruch der Weimarer Verfassung wurde für Bayern der Ausnahmezustand ausgerufen und die vollziehende Gewalt auf Gustav Ritter von Kahr als Generalstaatskommissar übertragen. Die Reichswehr unter dem Chef der Heeresleitung General Hans von Seeckt, der in dieser Lage eigene, gegen die Linksparteien und den Weimarer Parlamentarismus gerichtete Regierungsambitionen entwickelte, verhielt sich nur zu eigenen Bedingungen der Regierung Stresemann gegenüber loyal: Gegen die kommunistischen Regierungsbeteiligungen in Sachsen und Thüringen, die auf einen „Deutschen Oktober“ zielten, wurde eine „Reichsexekution“ (Art. 48 Abs. 1) vollzogen. Gegen Bayern aber war man nicht bereit vorzugehen. Hier wurde durch Kahr im Zusammenwirken mit dem bayerischen Wehrkreiskommandeur Otto von Lossow eine auf den Sturz der Reichsregierung zielende militärische Aktion vorbereitet. Der NSDAP-Führer Adolf Hitler, der nach dem Vorbild der italienischen Faschisten unter Benito Mussolini die eigene Hauptrolle für einen „Marsch auf Berlin“ beanspruchte, suchte sich die Rivalen in einem Gewaltstreich zu unterwerfen, scheiterte aber mit dem Hitler-Putsch am 9. November 1923. Mit diesem Zerwürfnis der rechtsgerichteten Kräfte untereinander war die von Bayern ausgehende Bedrohung der Republik insgesamt vorerst entschärft und der Weg frei für eine Währungsreform, die dem Weimarer Staat neue Chancen eröffnen sollte.

### Relative Stabilisierung (1924–1929)
Auf die Ende 1923 abgewendete Katastrophe der Weimarer Republik folgte annähernd ein halbes Jahrzehnt der inneren Konsolidierung und der außenpolitischen Verständigung, allerdings ohne dass ein tragfähiges Fundament für diese grundsätzlich parlamentarische Demokratie zustande kam. Mit der Anerkennung der Reparationsverpflichtung wurde zwar die Reintegration Deutschlands in das damalige Staatensystem und in die Weltmärkte gefördert, aber auch eine starke Abhängigkeit vom Zufluss amerikanischen Kapitals begründet: eine teils geborgte und nur scheinbare Stabilität.

#### Wirtschaftspolitische Rahmenbedingungen

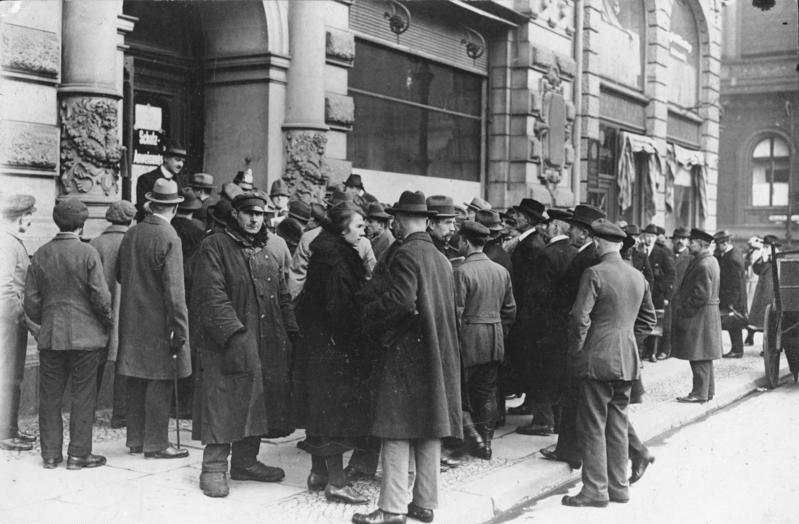
Rentenmark-Ausgabe am 15. November 1923

Eine wesentliche Grundlage der relativen Stabilisierung war die Neuregelung der Reparationsfrage durch den Dawes-Plan. In ihm wurden ohne Festsetzung einer endgültigen Gesamtsumme die künftigen jährlichen Zahlungen im Hinblick auf Umfang, Zusammensetzung und Transfersicherung geregelt. Letztere sollte der amerikanische Finanzexperte Parker Gilbert als Reparationsagent gewährleisten, der in dieser Funktion zur Sicherung der Währungsstabilität auch auf die deutsche Steuer- und Finanzpolitik unmittelbar Einfluss nehmen konnte. Die lange ungewisse Annahme des Dawes-Plans im Reichstag – Teile der Rechten sprachen von „neuer Versklavung des deutschen Volkes“, die KPD von der Versklavung nicht nur des deutschen Proletariats – brachte nach ihrem Zustandekommen der Weimarer Republik einen Zustrom amerikanischer Kredite aus Staatsmitteln wie auch von Privatanlegern, der einerseits als Anschubfinanzierung für die Reparationsdienste, andererseits als wirtschaftliche Wiederbelebungshilfe diente. Insgesamte nahmen deutsche Unternehmen und die öffentliche Hand in den Jahren 1924 bis 1929 Auslandskredite in Höhe von 20 Milliarden Reichsmark auf. Das entsprach 40 % des jährlichen Sozialprodukts. Zusammen mit den Reparationsverpflichtungen betrug die Auslandsverschuldung der Weimarer Republik 1929 90 % des Sozialprodukts. Diese Kredite wurden in US-Dollar, Pfund Sterling und anderen ausländischen Währungen gewährt und von der Reichsbank in Reichsmark umgetauscht. Dadurch standen bis 1931 immer genug Devisen für den Transfer der Reparationen zur Verfügung, auch wenn Deutschland bis 1929 immer eine passive Handelsbilanz hatte. Mit ihren Reparationseinnahmen tilgten die europäischen Siegermächte ihre interalliierten Kriegsschulden bei den USA, sodass sich ein scheinbarer Kreislauf der internationalen Verschuldung ergab. Da Deutschland die Kredite der Wall-Street-Banken, mit denen es seine Reparationen bezahlte, seit 1931 nicht mehr bediente, spricht der amerikanische Historiker Stephen A. Schuker von „amerikanischen ‚Reparationen‘ an Deutschland“. Doch auch für die Weimarer Republik war der Kapitalimport nicht nur positiv. Bereits vielen Zeitgenossen erschien die Wirtschaftslage als „Konjunktur auf Pump“, der Historiker Hagen Schulze schreibt von der „Scheinblüte der Goldenen Zwanziger“, zumal Bedingung des Kapitalexports ein sehr hohes Zinsniveau war. Ein weiteres Problem war, dass die Hälfte der Auslandsverschuldung aus kurzfristigen Krediten bestand, die jederzeit innerhalb weniger Monate abgezogen werden konnten.
Die ökonomische Konsolidierung nach der Hyperinflation ging zudem großteils zu Lasten von Lohnarbeiterschaft und wirtschaftlichem Mittelstand. Der Achtstundentag als eine soziale Haupterrungenschaft der Revolution 1918/19 wurde vielfach aufgeweicht und aufgegeben; die Beamtenschaft war von massiven Stelleneinsparungen und Gehaltskürzungen betroffen; Rationalisierung und Konzentrationsprozesse im großindustriellen Bereich wurden fortgesetzt und entzogen vielen kleinen und mittleren Betrieben die Existenzgrundlage. Die inflationsgeschädigten Sparer und Gläubiger blieben faktisch ohne nennenswerte Entschädigung.

#### Sozialer Wandel

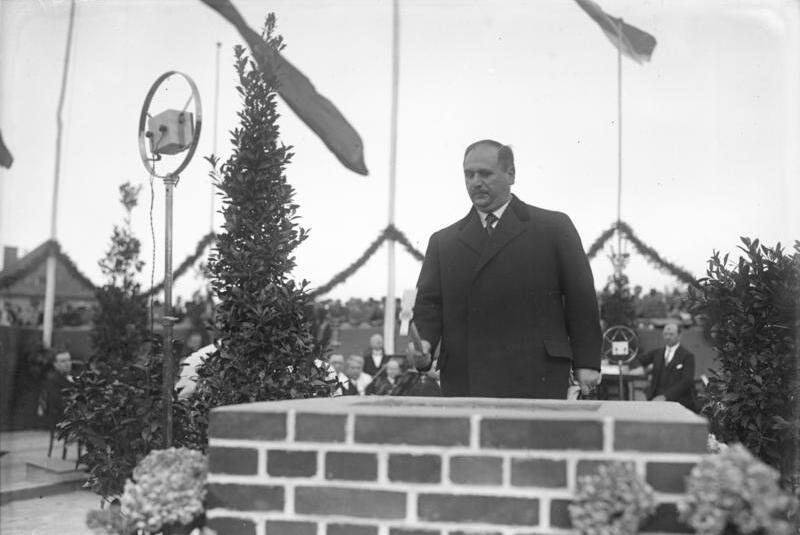
Hans Bredow bei der Grundsteinlegung des neuen Funkhauses am Reichskanzlerplatz in Berlin 1929

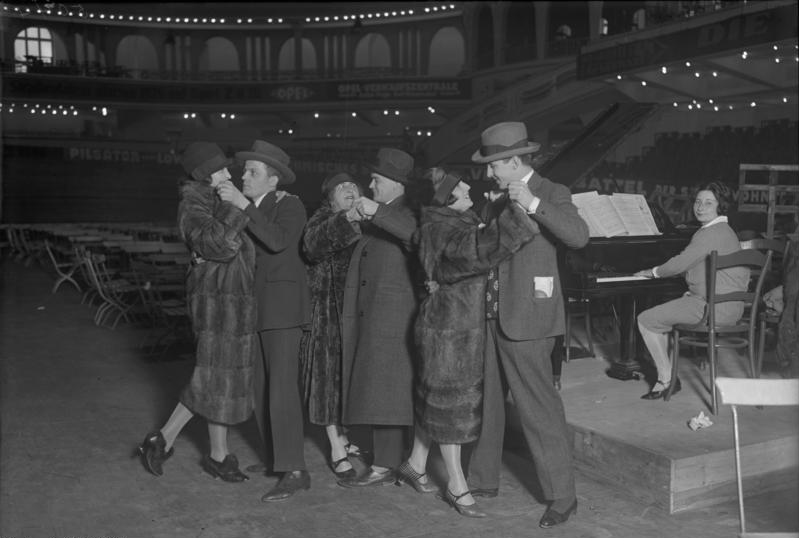
Ein Tänzchen von Sechstagebummlern in den frühen Morgenstunden beim Berliner Sechstagerennen, 1927

Die in der Weimarer Verfassung enthaltenen sozialstaatlichen Garantieerklärungen standen zu den vielfachen Erfahrungen sozialen Abstiegs in auffälligem Kontrast und entfalteten nur eingeschränkte Wirkung. Immerhin konnten die als Kleinsparer durch die Inflation Verarmten oder wirtschaftlich Ruinierten ab 1924 eine staatlich organisierte Sozialfürsorge in Anspruch nehmen, die die vormalige Armenhilfe ablöste. Das neue System war allerdings gekennzeichnet durch „kleinliche Bedürftigkeitsprüfungen einer anonymen Sozialbürokratie“ und durch nur das Existenzminimum sichernde Zuwendungen. In der kurzen Hochphase der gesamtwirtschaftlichen Erholung und des konjunkturellen Optimismus wurde 1927 die Arbeitslosenversicherung eingeführt, in mancher Hinsicht der „Höhepunkt des sozialen Ausbaus der Republik“, wenn auch nur einem Teil der Arbeitnehmer zugute kommend und Dauerarbeitslosigkeit nicht erfassend.
Der Parlamentarismus der Weimarer Demokratie war Ausdruck einer von Klassen und Sozialmilieus stark geprägten und zersplitterten Parteienlandschaft, in der die Interessenvertretung der je eigenen Wählerklientel der Bereitschaft zum Kompromiss häufig enge Grenzen setzte. Dieses Klassen- und Standesbewusstsein in den jeweiligen Sozialmilieus gehörte zum Erbe der Kaiserzeit und wirkte fort, wurde aber auch teils überformt von einer sich in den 1920er Jahren ausbildenden konsum- und freizeitorientierten Massenkultur, als deren Triebkräfte neue Medien wirkten: Schallplatte, Film und Rundfunk. Ins Kino gingen – bzw. vor dem Radio saßen – bald Menschen aller Klassen und Schichten. Die Massenkultur wies in Richtung Demokratisierung, was man von konservativer Seite als geistige Verflachung und Wertverfall auslegte. Gleichwohl wurden die Klassenfronten durch die Massenkultur allmählich aufgelockert: eine „Klassengesellschaft im Übergang“ also.
Die ebenfalls auf Kaiserreich und Jahrhundertwende zurückgehende Entwicklung einer spezifischen Jugendbewegung und Jugendkultur ging vor dem Hintergrund von Weltkriegserfahrung und Revolution 1918/19 in eine neue Phase über: „Der ‚verlorenen Kriegsgeneration‘ folgten die ‚überflüssigen‘ Nachkriegsgenerationen.“ Ihnen gemeinsam war die Erfahrung schwierigster Bedingungen beim Einstieg in das Erwerbsleben, überdurchschnittlich häufiger Arbeitslosigkeit und besonderer Ungeschütztheit in sozialfürsorgerischer Hinsicht, was nicht zuletzt den akademischen Nachwuchs betraf. Neben der Rebellion gegen die ritualisierte Bürgerlichkeit der wilhelminisch geprägten Elternhäuser wandten sich viele Jugendliche auch gegen die in den 1920er Jahren Einzug haltende „Amerikanisierung“ des Alltagslebens. Der romantischen Hinwendung zu Naturerlebnissen entsprach jedoch nicht notwendig eine reaktionäre Gesinnung. In der sozialdemokratischen Jugend ging man ebenso „auf Fahrt“ wie im bürgerlichen Wandervogel und sang zur Klampfe Lieder aus dem „Zupfgeigenhansl“. „Aus der Jugendbewegung führten Wege in mehr als ein politisches Lager und in mehr als eine Zukunft.“ Schwieriger als vordem stellte sich für Teile der geburtenstarken Jahrgänge um 1900 der Zugang zum Arbeitsmarkt dar, wo viele keine Anstellung fanden. Jugendarbeitslosigkeit wurde zu einem bis dahin ungekannten, neuen Phänomen der industriegesellschaftlichen Entwicklung in Deutschland. Befürchtungen einer „verwahrlosten“ Jugend kursierten; mit der Sozialpädagogik entstand eine auf Abhilfen bei den daraus resultierenden Problemen angelegte eigene akademische Disziplin.
An der gesellschaftlichen Rolle von Frauen änderte sich für den Großteil von ihnen trotz des erlangten allgemeinen Wahlrechts und der Gleichstellung der Geschlechter in der Weimarer Verfassung nur wenig. Den Typus der „Neuen Frau“ verkörperten hauptsächlich weibliche Angestellte, etwa als Verkäuferinnen, Bürogehilfinnen oder Stenotypistinnen mit allerdings vielfach gerade mal existenzsicherndem Einkommen. Neu war ein verändertes Erscheinungsbild von Frauen mit kurzen Haaren, knielangen Kleidern und schlanken, sportlichen Figuren, modisch geschminkt und mit Schmuck ausgestattet, wie es der zunehmenden Mode-Reklame entsprach. Ebenfalls häufiger wurden neue Spielarten weiblichen Auftretens in der Öffentlichkeit: Frauen trieben Sport, gingen zum Skilaufen und Tennisspielen, fuhren Auto und Fahrrad.

#### Kulturelle Freiheit und Vielfalt
Das Bild von den „Goldenen zwanziger Jahren“ reflektiert weniger den sich anbahnenden sozialen Wandel oder gar die politischen und wirtschaftlichen Verhältnisse zu Zeiten der Weimarer Republik, sondern eine neue Inspiriertheit und Freiheit in Kunst und Kultur. Unter dem Einfluss der expressionistischen Bewegung entfalteten sich eine faszinierende Vielfalt der Stile und ein „enormer Reichtum an Ideen und Fähigkeiten“: Die Künstler versuchten sich in diversen avantgardistischen Stilen wie dem etwa 1906 entstandenen Kubismus, dem 1909 proklamierten Futurismus oder dem im Ersten Weltkrieg entstandenen Dadaismus „an Radikalität und Experimentierfreude gegenseitig zu überbieten“.
Eine Sonderstellung in dem sich rasant entwickelnden Großstadtleben hatte Berlin, das sich innerhalb einer Generation in eine der modernsten Städte der Welt verwandelt hatte. Es schien aus seinen Kontrasten und Widersprüchen heraus ständig am Brodeln und Hervorbringen neuer politischer Bewegungen und Theorien, künstlerischer Umbrüche, technischer Weltneuheiten und exaltierter Moden. Zugleich stand es für die in den 1920er Jahren besonders trendige „Amerikanisierung“ mit der Unterhaltungsindustrie als Mittelpunkt. Wichtigstes Freizeitvergnügen stellte das Kino dar. Das „Tanzfieber“ erfasste die Anhänger diverser Modetänze wie Foxtrott und  Charleston. Etwa 30 Millionen Schallplatten wurden allein 1929 in Deutschland verkauft. Täglich mehr als 10.000 Zuschauer besuchten die Berliner Revuetheater mit ihren Revuegirls in den zwanziger Jahren.

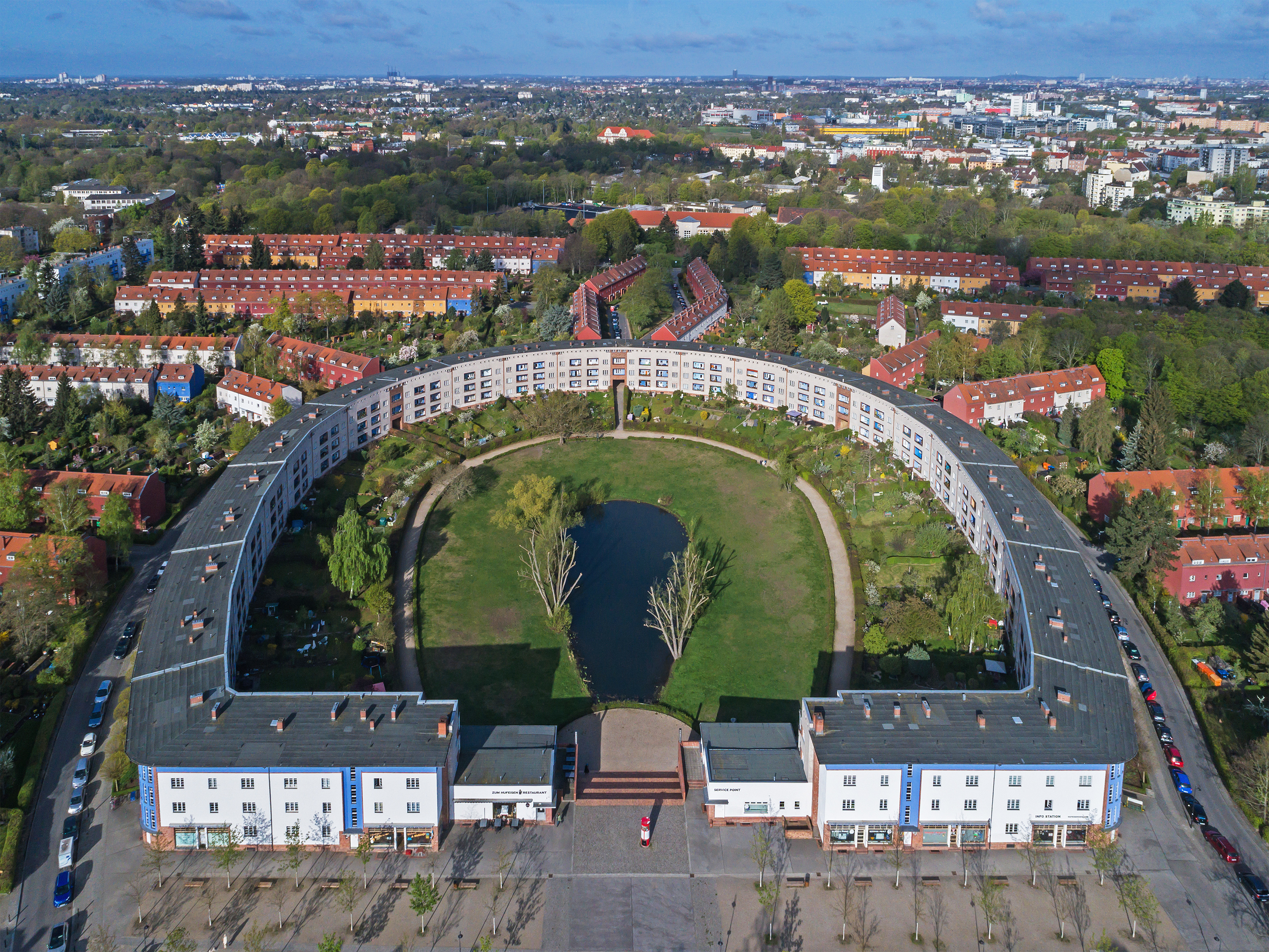
Hufeisensiedlung Berlin-Britz, 1925, Frühform des Sozialen Wohnungsbaus

Die Stabilisierungsphase der Republik ab 1924 wurde zur Ära der Neuen Sachlichkeit, deren Stil besonders von Vorstellungen und Erzeugnissen der Bauhaus-Kultur geprägt wurde. Der damit verbundene Trend zur „unpathetischen Gebrauchskunst“, die ihre Produkte ohne mäzenatische Förderung in einer demokratischen Gesellschaft zu vermarkten hatte, zeugte von einer „Versachlichung“ des gesamten Kunstbetriebs. Diese wirkte besonders im öffentlichen Wohnungsbau, der bei nun reichlicher zur Verfügung stehenden Finanzierungsmitteln in der Aufschwungphase nach Mitte der 1920er Jahre vor allem in manchen Großstädten mit Reihenhäusern oder Zeilenbauten in die industrielle Serienherstellung überging: „bevorzugt wurden Stahl, Beton, Glas, Flachdächer und Weiß als Leitfarbe.“

#### Labiles politisches System
Als Reichspräsident Ebert Anfang 1925 als 54-Jähriger infolge einer verschleppten Blinddarmentzündung verstarb, unterlag in der Reichspräsidentenwahl 1925 der Kandidat der die Republik tragenden Parteien Wilhelm Marx gegen den Kandidaten der nationalistischen Rechten Paul von Hindenburg. Zwar erklärte dieser vorab, das Amt gemäß der Weimarer Verfassung führen zu wollen, und hätte damit unter günstigen Umständen die Akzeptanz der Republik im rechten Lager erhöhen können; doch zeigte sein Wahlerfolg andererseits, wie weit die Rechtsverschiebung des Wählerverhaltens seit den Weimarer Anfängen bereits fortgeschritten war.
So waren auch die beiden Reichstagswahlen im Mai und im Dezember 1924 für die 1919 so komfortabel gestartete Weimarer Koalition, die sich als „Bollwerk der Demokratie“ nur mehr in Preußen behauptete, neuerliche Misserfolge. Nur drei von sieben Regierungen in den Jahren 1924 bis 1929 hatten eine Mehrheit im Reichstag. Das begünstigte jenes staatsautoritäre und republikfeindliche Denken, das von parlamentarischer Demokratie ohnehin nichts hielt und entweder im Geiste einer Konservativen Revolution obrigkeitsstaatliche Lösungen anstrebte oder das Weimarer System durch eine Proletarische Revolution zu beseitigen trachtete. Die Schwäche des Reichstags verschaffte zudem den außerparlamentarischen Kampfbünden eine anhaltende Bedeutung und politische Funktion, die neben der Reichswehr fortbestanden. Als wichtigste paramilitärische Formation dieser Art entwickelte sich der Stahlhelm, neben dem in den späteren Jahren die nationalsozialistische SA an Bedeutung zunahm. Um den rechten Wehrverbänden für ihre Machtdemonstrationen die Straßen und Säle nicht allein zu überlassen, schufen die republiktreuen Parteien aus ihren Reihen das Reichsbanner Schwarz-Rot-Gold als Kampfbund-Gegengewicht. Auf der äußersten Linken stand der Rotfrontkämpferbund.

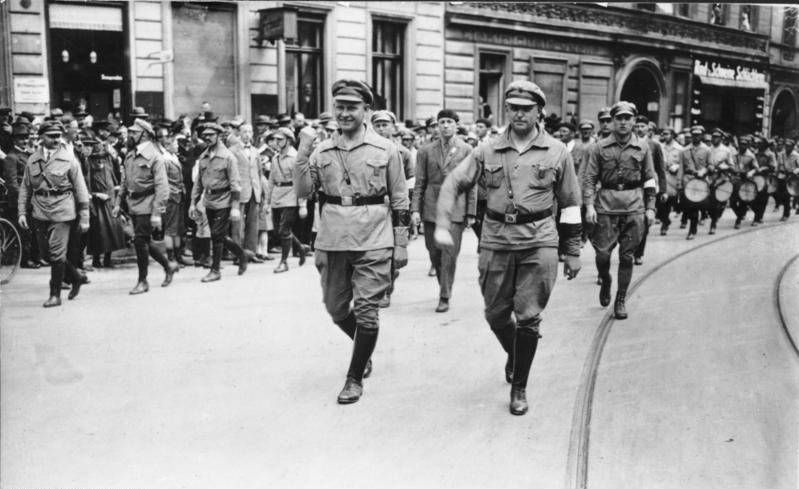
Kommunisten demonstrieren Stärke: Zug des Rotfrontkämpferbundes mit Ernst Thälmann und Willy Leow, Berlin-Wedding, 1927

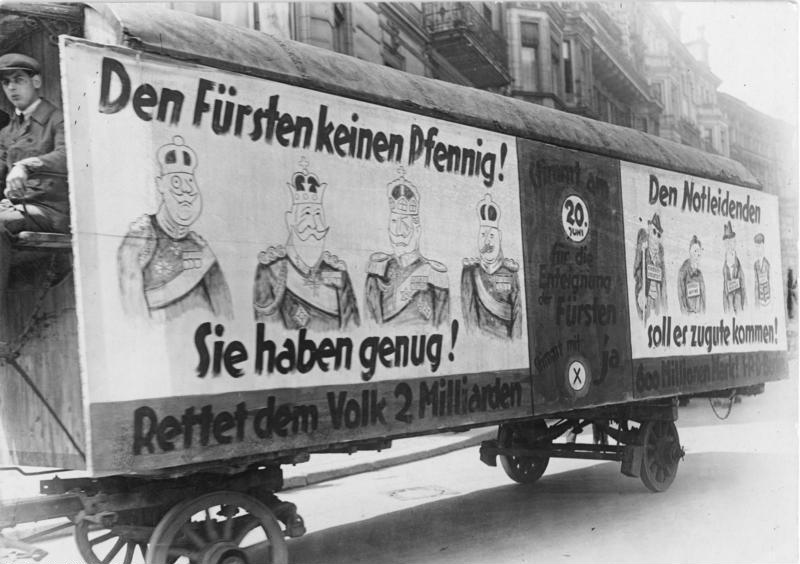
Propagandawagen zur „Fürstenenteignung“, 1926

Die in der Verfassung vorgesehenen plebiszitären Elemente Volksbegehren und Volksentscheid kamen nur gelegentlich zur Anwendung. Innenpolitisch bedeutsam waren vor allem Volksbegehren und Volksentscheid zur Fürstenenteignung, von der KPD auf den Weg gebracht und von der SPD unterstützt. Die DNVP beschwor im Vorfeld der Abstimmung die Gefahr des Bolschewismus; das rechte bürgerliche Lager sah das Privateigentum als solches gefährdet. In rhetorischer Zuspitzung wurde die Alternative „Republik oder Monarchie“ zum Gegenstand einer Abstimmung erklärt, in der tatsächlich nur prinzipielle Erstattungsansprüche der infolge der Novemberrevolution enteigneten deutschen Fürsten verneint oder bejaht werden konnten. Den Gegnern der Fürstenenteignung verhalf bereits ein Boykott der Abstimmung zum allerdings wenig überzeugenden Erfolg, indem das Quorum (Teilnahme der Mehrheit aller Stimmberechtigten an der Abstimmung) nicht erreicht wurde. Dass jedoch im Juni 1926 trotz widriger Rahmenbedingungen vor allem im ländlichen Bereich 14,5 Millionen Stimmen (36,4 %) für die Fürstenenteignung zusammenkamen – zu beträchtlichen Anteilen von Anhängern der bürgerlichen Parteien –, könnte bedeuten, dass eine Bevölkerungsmehrheit für die Republik und gegen die konservativen Eliten stand.
Zu einer Stabilisierung der Weimarer Republik auf parlamentarischer Grundlage hätte nach der Reichstagswahl 1928 die Bildung der Großen Koalition unter Reichskanzler Hermann Müller führen können, die von einer Reichstagsmehrheit getragen wurde. Dass es dazu nicht kam, lag nur zum Teil an den von vornherein stark divergierenden Positionen von SPD und DVP etwa in der Panzerkreuzer-Debatte. Es waren letztlich die von der hereinbrechenden Weltwirtschaftskrise hervorgerufenen Finanzierungsprobleme des sozialen Sicherungssystems, bei denen die Gegensätze unüberbrückbar wurden.

#### Außenpolitik der Verständigung
Bei allen zwischen 1923 und 1928 häufigen Personenwechseln im Reichskanzleramt und in den Regierungskabinetten gab es dennoch in Außenminister Gustav Stresemann eine wirkungsmächtige personelle Konstante, bis auch dieser sich wie vor ihm Ebert im Amt gesundheitlich aufgerieben hatte und 1929 starb. Mit dem von ihm selbst bezeugten Wandel vom „Herzensmonarchisten“ zum „Vernunftrepublikaner“ übte Stresemann nicht nur als Reichskanzler 1923, sondern während der gesamten Dauer seiner Regierungsmitwirkung einen stabilisierenden Einfluss auf die politische Entwicklung der Republik aus.

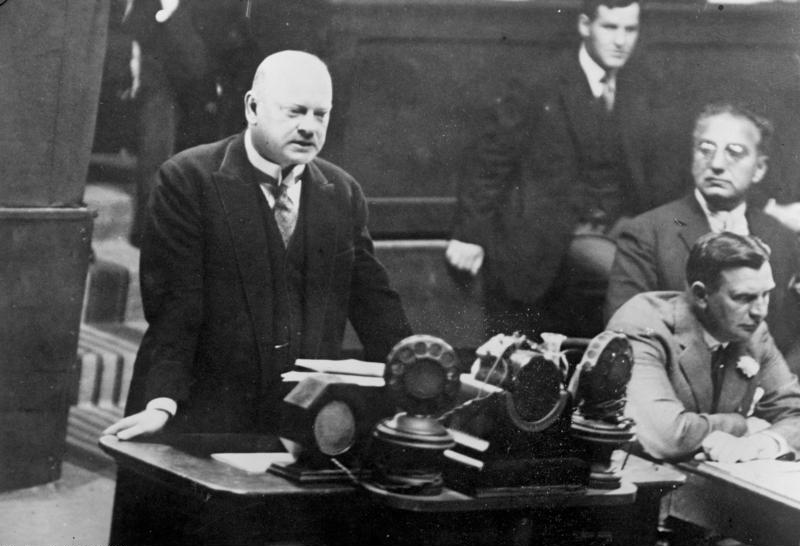
Gustav Stresemann 1926 vor der Vollversammlung des Völkerbunds

Die Revision des Versailler Vertrages war ein Ziel, auf das sich bei aller Zerrissenheit alle Parteien der Weimarer Republik einigen konnten. Der Historiker Michael Salewski konstatiert ein regelrechtes „Weimarer Revisionssyndrom“. Stresemann strebte diese Revision mit ausschließlich friedlichen Mitteln auf dem Wege der Verständigung mit den Westmächten an. Indem er 1925 die Initiative zu den Locarno-Verträgen ergriff, die Verständigung mit Frankreich erreichte und Deutschland 1926 eine gleichberechtigte Stellung im Völkerbund sicherte, führte er die Weimarer Republik aus der Isolation. Mit dem Berliner Vertrag wurde aber auch für ein weiterhin unbelastetes Verhältnis zur Sowjetunion gesorgt. Bereits seit 1925 gab es eine geheime und illegale Kooperation zwischen der Reichswehr und der Roten Armee, bei der in der Sowjetunion Waffen erprobt wurden, die Deutschland vom Versailler Vertrag verboten worden waren: Flugzeuge, Panzer und Giftgas.
Die Locarno-Politik trug noch 1925 zur Räumung der ersten Rheinlandzone bei; die deutsch-französischen Wirtschaftsbeziehungen wurden durch Abkommen ausgebaut; und die Interalliierte Militär-Kontrollkommission zur Überwachung der deutschen Abrüstung verließ 1927 Deutschland. Dennoch waren Stresemann und die deutsche Öffentlichkeit enttäuscht, dass Locarno nicht noch weitere „Rückwirkungen“ hatte, worunter namentlich eine vollständige Räumung des besetzten Rheinlands verstanden wurde. Weil er als Ursache den französischen Ministerpräsidenten Raymond Poincaré vermutete, subventionierte Stresemann im Geheimen die innenpolitischen und publizistischen Gegner Poincarés, doch konnte er damit den Wahlsieg der bürgerlichen Rechten bei den Wahlen zur Nationalversammlung 1928 nicht verhindern.
Bei den Verhandlungen zum Briand-Kellogg-Pakt spielte Stresemann 1928 eine wichtige Vermittlerrolle zwischen den USA und Frankreich.
Als 1928/29 erstmals die Dawes-Plan-Reparationsrate in voller Höhe belastend anstand, kam es zu neuen Verhandlungen. In dem daraus entstandenen Young-Plan wurde die Frage einer möglichen Erleichterung verbunden mit dem Vorhaben einer endgültigen Regelung der Reparationsfrage. Statt der im Dawes-Plan vorgesehenen Annuität von 2,5 Milliarden Reichsmark sollten nun in den folgenden 59 Jahren durchschnittlich 2 Milliarden gezahlt werden, zu Anfang 1,7 Milliarden. Mit der Aussicht auf einen, wie man meinte, endgültigen Reparationsplan und angesichts der deutschen Bereitschaft, eine Dauerbelastung bis 1988 zu akzeptieren, gestand Frankreich in Parallelverhandlungen einen gegenüber dem Versailler Vertrag um fünf Jahre vorverlegten Truppenabzug aus dem besetzten Rheinland zu. Für die nationalistische Rechte in Deutschland war vor allem die über Generationen sich erstreckende Dauerbelastung propagandistischer Zündstoff in ihrer Agitation gegen die Weimarer Republik. DNVP und NSDAP führten ein knapp erfolgreiches Volksbegehren und einen an der Abstimmungsbeteiligung überdeutlich scheiternden Volksentscheid gegen den Young-Plan durch, mit dem die Nationalsozialisten sich allerdings propagandistisch landesweit in Szene setzen und am rechten Rand des politischen Parteienspektrums profilieren konnten.
Anders als gegenüber den Westmächten betrieb die Weimarer Republik gegenüber Polen und der Tschechoslowakei keine Verständigungspolitik. Ein „Ost-Locarno“, wie es verschiedentlich gefordert wurde, also die internationale Garantie der gemeinsamen Grenze mit den östlichen Nachbarn, lehnte Stresemann stets ab. In Locarno war er allenfalls bereit, mit ihnen Schiedsverträge abzuschließen, die aber weder obligatorisch waren noch von den Westmächten garantiert wurden. Damit waren sie, wie der Historiker Eberhard Kolb schreibt, „wenig bedeutsam“. In einem Brief, den er am 7. September 1925 an den ehemaligen Kronprinzen schrieb, bekannte sich Stresemann zum Ziel einer „Wiedergewinnung von Danzig, vom polnischen Korridor und eine[r] Korrektur der Grenze in Oberschlesien“. Voraussetzung sei, den „Würger erst vom Halse“ zu haben, das heißt ein Ende der Rheinlandbesetzung. Ob diese Äußerungen als Indiz für ein „Doppelleben“ Stresemanns gewertet werden müssen oder als Versuch, „die Kritik von rechts zu entschärfen“, ist in der Forschung umstritten.

### Vor dem Untergang: Die Ära der Präsidialkabinette (1930–1933)

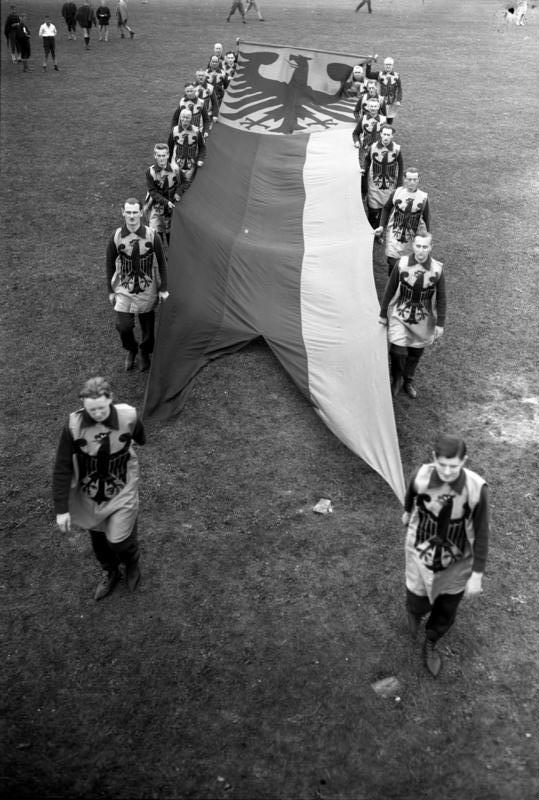
Verfassungsfeier im Berliner Stadion mit dem Reichsbanner der Republik, 11. August 1929

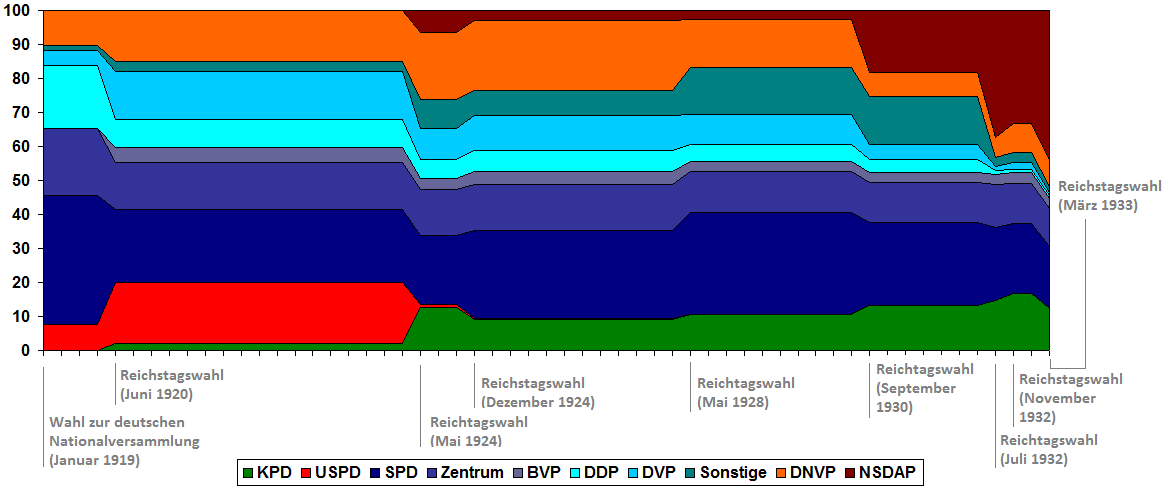
Wahlergebnisse der Reichstagswahlen 1919–1933. Die KPD (grün) und die NSDAP (braun) waren radikale Gegner der Weimarer Republik. Die DNVP (orange) hatte einen demokratisch-konservativen und einen rechtsradikalen Flügel. Um 1928 spaltete sich der konservative Flügel ab, die verbliebenen Parteimitglieder entschieden, unter der Führung Hugenbergs in Fundamentalopposition zu treten und mit der NSDAP zusammenzuarbeiten. Der starke Anstieg der Arbeitslosigkeit in der Weltwirtschaftskrise ab 1929 bewirkte auch eine Radikalisierung vieler Wähler. Davon profitierte vor allem die NSDAP, deren Stimmanteil von 2,6 % im Jahr 1928 auf 43,9 % im Jahr 1933 anstieg.

Nach der Großen Inflation 1923 bewirkte wenige Jahre später die Weltwirtschaftskrise die zweite existenzielle Krise der Weimarer Demokratie. Mitentscheidend war die zunehmende Blockade des parlamentarischen Systems, das ab den 1930er Jahren von sich gegenseitig bekämpfenden verfassungsfeindlichen Parteien dominiert wurde. Die Kernkompetenzen des Reichstags – Regierungsbildung und Gesetzgebung – wurden überlagert und ersetzt durch Befugnisse des Reichspräsidenten. Mitunter wird die Auffassung vertreten, dass die „eigentliche“ Weimarer Republik bereits 1930 mit dem Übergang von der parlamentarischen Regierungsweise zum System der Präsidialkabinette endete.
In den Präsidialkabinetten der Reichskanzler Brüning, Papen und Schleicher wurden die zur Krisenbewältigung als Notbehelf vorgesehenen verfassungskonformen politischen Durchgriffsrechte des Reichspräsidenten (Notverordnungen, Einsetzung des Reichskanzlers, Auflösung des Reichstags) zu Regelinstrumenten, die mehr und mehr in demokratiewidriger Stoßrichtung zur Anwendung kamen. Begünstigt wurde diese Entwicklung in der sozialökonomischen Dauerkrise von einer zunehmenden Radikalisierung des Wählerverhaltens, die ab Juli 1932 zu einer Mehrheit der republikfeindlichen Parteien NSDAP und KPD im Reichstag führte. Hitlers Wähler stammten aus den Mittelparteien, der DNVP, wenig von der SPD und noch weniger aus dem katholischen Block. In der gestiegenen Wahlbeteiligung 1933 entschieden sich ca. sieben Millionen Neuwähler für ihn, offenbar aus Protest gegen die Weimarer Republik.

#### Auswirkungen der Weltwirtschaftskrise

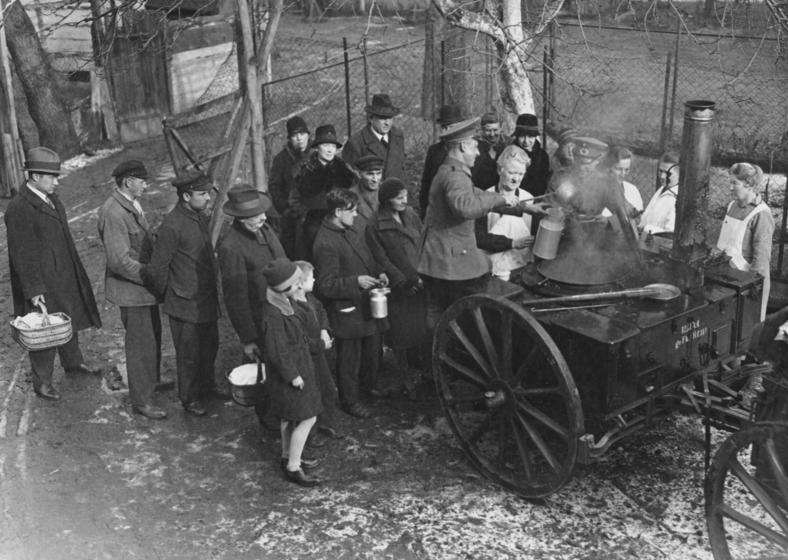
Armenspeisung in Berlin: Gulaschkanone der Reichswehr, 1931

Der die Weltwirtschaftskrise einleitende Kurssturz am Schwarzen Donnerstag der New Yorker Börse im Oktober 1929 hatte in Deutschland besonders gravierende Auswirkungen. Die amerikanischen Kapitalanleger, die zur wirtschaftlichen Stabilisierung der Weimarer Republik auf der Grundlage des Dawes-Plans wesentlich beigetragen hatten, hatten sich bereits seit 1928 bei der Kreditvergabe nach Deutschland zurückgehalten, da die Fed im Börsenboom von 1928, der dem Krach vorausging, die Zinsen deutlich angehoben hatte. Seitdem war Auslandskapital kaum noch zu erhalten, seit 1930 wurden die zuvor investierten Kreditmittel zudem in mehreren Wellen abgezogen. Mit der einsetzenden Geldmittelknappheit stockte der Absatz auf dem Inlandsmarkt ebenso wie der Export, da sich nun allgemein protektionistische Abschottungsmaßnahmen gegen ausländische Konkurrenz breit machten. So wurde eine wirtschaftskonjunkturelle Abwärtsspirale in Gang gesetzt, in der eine massiv rückläufige Produktion zu Massenentlassungen führte und sinkende Massenkaufkraft den Absatz weiter einbrechen ließ. Im Verhältnis zum Höchststand 1927/28 ging die Industrieproduktion insgesamt um mehr als 43 % zurück, die Stahlerzeugung sogar um 65 %. Die Investitionstätigkeit kam praktisch zum Erliegen.
Zugleich wurde die anschwellende Massenarbeitslosigkeit zur wachsenden Belastung und finanziellen Überforderung des sozialen Sicherungssystems, das eben erst um die Arbeitslosenversicherung erweitert worden war. Jeweils bezogen auf den Monat Januar stieg die Anzahl der bei den Arbeitsämtern gemeldeten Arbeitslosen von 2,85 Millionen 1929 über mehr als 3,2 Millionen 1930 und annähernd 4,9 Millionen 1931 bis auf über 6 Millionen 1932. Nur noch 12 Millionen Menschen arbeiteten regulär. In den von Arbeitslosigkeit besonders betroffenen Großstädten begegnete man auf der Straße Dauerarbeitslosen mit Schildern: „Suche Arbeit um jeden Preis“; es gab Menschen auf der Suche nach billigen Schlafplätzen für Stunden, weil sie keine dauerhafte Unterkunft bezahlen konnten, und Andrang in Wärmehallen seitens derer, die kein Geld für Heizmaterial erübrigen konnten.
Im Sommer 1931 kulminierten Kredit- und Staatsfinanzkrise in der deutschen Bankenkrise: Durch Kreditabzüge ausländischer Banken und deutsche Kapitalflucht verlor die Reichsbank so viele Devisen, dass die gesetzlich vorgeschriebene Gold- und Devisendeckung von 40 % des Geldumlaufs unterschritten wurde. Als am 13. Juli 1931 ein Run des Inlandspublikums auf die Banken einsetzte, verhängte die Regierung mehrere Bankfeiertage, der Zahlungsverkehr kam vollständig zum Erliegen und die deutsche Währung wurde für die nächsten Jahrzehnte eine Binnenwährung. Durch die Gründung einer Garantiebank und durch eine per Notverordnung durchgesetzte Bankenhaftungsgemeinschaft konnte die Lage mit Hilfe einer verstärkten staatlichen Aufsicht über das Kreditwesen vorläufig stabilisiert werden. Die Zuspitzung war eingetreten, nachdem der Plan einer deutsch-österreichischen Zollunion bekannt geworden war, mit der das im Vertrag von Saint-Germain 1919 festgelegte Anschlussverbot Deutschösterreichs an das Deutsche Reich unterlaufen werden sollte. So bewirkte die Pleite der österreichischen Creditanstalt, dass als Reaktion darauf auch in Deutschland eine neue Rückrufwelle ausländischen Kapitals die ohnehin gebeutelte Republik heimsuchte.
Denn parallel zur Krise um die österreichische Creditanstalt wurde bekannt, dass Karstadt in Geldnöten steckte, ebenso die Nordstern-Versicherung. Dem Zusammenbruch des Nordwolle-Konzerns folgte die Krise seines Hauptgeldgebers, der Darmstädter und Nationalbank, die damals eine der größten deutschen Geschäftsbanken war. Binnen weniger Tage konnte die Bank dem Ansturm ihrer Anleger nicht mehr standhalten und schloss am 13. Juli ihre Schalter. Die Dresdner Bank, die ebenfalls mit Krediten für die Nordwolle schwer belastet war, behauptete am 11. Juli 1931, nicht in Gefahr zu sein – und war drei Tage später gleichfalls am Ende. Nach den beiden allgemeinen Bankfeiertagen vom 14. und 15. Juli wurden Abhebungen zunächst nur für dringlichste Geschäfte zugelassen, etwa für die Zahlung von Gehältern. Unterdessen wurden die am meisten gefährdeten Banken mit Geld versorgt. Kredite für die Wirtschaft wurden von Staats wegen verbilligt und die Verzinsung laufender Anleihen reduziert. Mit groß angelegten Interventionen, darunter die Übernahme und Umstrukturierung großer Banken, gelang es der Regierung, den Kollaps des deutschen Finanzsystems zu verhindern. Die fortschreitende Verunsicherung und politische Vertrauenskrise in der Bevölkerung war damit aber nicht zu beheben.

#### Brünings Deflationspolitik

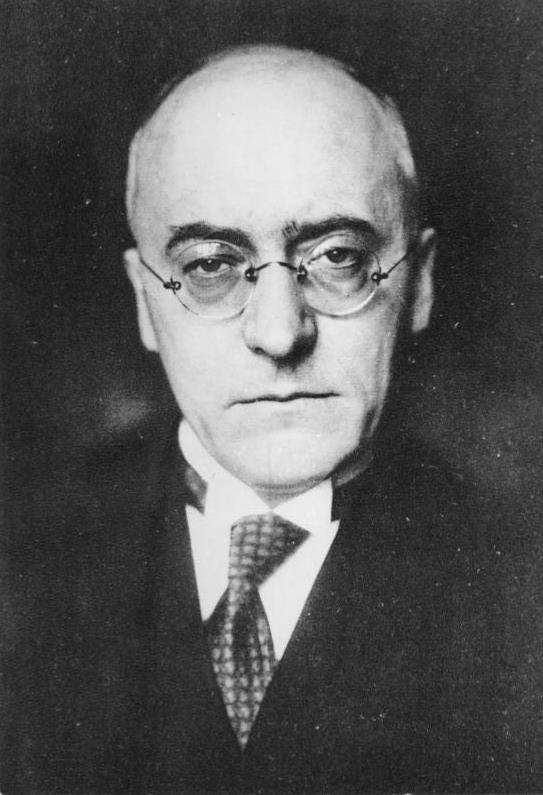
Heinrich Brüning, um 1930

Vom Ende der Großen Koalition bis zum ersten Erfolg der NSDAP bei Reichstagswahlen
Im März 1930 zerbrach die Große Koalition aus SPD, Zentrum, DVP und DDP über der sozialpolitischen Frage, wie die Lasten der unter Kostendruck geratenen Arbeitslosenversicherung verteilt werden konnten. Nachdem die mit eigenen Ambitionen verbundenen Bemühungen des Fraktionsvorsitzenden der Zentrumspartei im Reichstag, Heinrich Brüning, um einen Kompromiss gescheitert waren, trat die Regierung Hermann Müller am 27. März 1930 zurück. Schon seit Längerem hatte die Einflussgruppe um Hindenburg, hatten führende Reichswehroffiziere wie Kurt von Schleicher, Teile der Schwerindustrie und Großagrarier nach Wegen gesucht, eine Regierung ohne und gegen die SPD zu etablieren. Die damit einhergehende Schwächung des Parlaments war für sie kein Hinderungsgrund, sondern eher ein Ziel. Bevor Brüning am 30. März 1930 die Berufung zum Reichskanzler annahm, ließ er sich von Hindenburg versichern, einen unabhängigen politischen Kurs mit Hilfe des Notverordnungsrechts des Präsidenten verfolgen zu können. Am 3. April überstand er mit Hilfe der DNVP einen von der SPD eingebrachten Misstrauensantrag. Dass Brüning jedoch von Anbeginn als Regierungschef in einem zunächst noch verdeckten Präsidialregime fungierte, zeigte sich im Juli 1930, als seine Regierung mit Beitragserhöhungen zur Arbeitslosenversicherung und Steuererhöhungen zur Deckung des Haushalts eine Reichstagsmehrheit suchte. Da diese wegen gespaltenen Abstimmungsverhaltens in der DNVP verfehlt wurde, kam die Regierungsvorlage danach noch einmal als Notverordnung des Reichspräsidenten vor den Reichstag. Als dieser ebenfalls auf der Grundlage von Art. 48 WRV am 18. Juli 1930 von seinem Recht Gebrauch machte, die Notverordnung außer Kraft zu setzen, verlas Brüning noch in derselben Sitzung die vorbereitete Verordnung Hindenburgs zur Auflösung des Reichstags gemäß Art. 25 WRV. Bis zu den Neuwahlen am 14. September konnte sich das Notverordnungsregime daraufhin ungehindert entfalten.
Der aufsehenerregende Wahlerfolg der NSDAP bei der Reichstagswahl 1930, für den es allerdings Vorzeichen auf Länderebene gegeben hatte, war auf mehreren Ebenen folgenreich:
- Die Bildung einer parlamentarischen Mehrheitsregierung wurde durch das Erstarken der Extremisten immer unwahrscheinlicher.
- Die zunehmend unsicheren politischen Verhältnisse führten zu vermehrtem Rückruf und Abfluss von Auslandskapital, was den wirtschaftlichen Abschwung noch verstärkte. Spätestens von da an stand der Kapitalmarkt der öffentlichen Hand zur Refinanzierung nicht mehr offen.
- Die Sozialdemokraten (nur sie hatten nach dieser Wahl noch mehr Reichstagsmandate als die NSDAP) entschlossen sich unter dem Eindruck dieser Entwicklung, Brünings Notverordnungspolitik bis auf Weiteres zu tolerieren, um noch Schlimmeres zu verhüten.

Sparen bis zum Äußersten
Nachdem im Frühjahr 1931 aufkeimende Hoffnungen auf eine konjunkturelle Wiederbelebung sich im Sommer mit der Bankenkrise zerschlagen hatten und der Kapitalmangel auch für den Staatshaushalt zu immer größeren Defiziten geführt hatte, nahm Brünings Austeritäts- und Deflationspolitik immer härtere Konturen an. Er erließ in seiner Amtszeit insgesamt vier „Notverordnungen zur Sicherung von Wirtschaft und Finanzen“. Darin wurde die Einkommensteuer mehrfach erhöht, ebenso die Umsatzsteuer sowie diverse Verbrauchssteuern; neue Steuerarten wie eine „Krisensteuer“ und eine „Bürgersteuer“ wurden eingeführt.
Parallel dazu wurde eine rigide Sparpolitik der öffentlichen Hand verordnet mit der Folge, dass sie auch in Ländern und Gemeinden als Abnehmer von Gütern und Dienstleistungen weitgehend ausfiel: Seit Oktober 1931 durften keine öffentlichen Gebäude mehr errichtet werden; Mittel für Reparaturen und Anschaffungen wurden nur freigegeben, wenn Menschenleben unmittelbar gefährdet waren. Mit dieser Politik erreichte die Regierung Brüning zwar erstmals seit 1914 wieder eine aktive deutsche Handelsbilanz, gleichzeitig wurde aber die Konjunktur abgeschnürt. Die weiter ansteigende Massenarbeitslosigkeit verursachte – trotz geminderter Unterstützungsdauer und in der Höhe abgesenkter Leistungsansprüche bei der Arbeitslosenversicherung sowie ständiger Kürzungen bei der nachgelagerten Sozialfürsorge – fortlaufende Deckungslücken im Staatshaushalt, die auch durch eine radikale Zurückführung der Staatsausgaben nicht geschlossen werden konnten.
Dennoch ging Brüning von seinem Kurs nicht ab, den er einerseits wegen der zurückliegenden Inflationserfahrung und der Bestimmungen des Young-Plans als alternativlos darstellte. Nachdem ein ungeschickt formulierter Aufruf der Reichsregierung, in dem die Reparationen als Tribute bezeichnet und behauptet wurde, die „Grenze dessen, was wir unserem Volke an Entbehrungen aufzuerlegen vermögen“ sei erreicht, zu erheblichen Devisenabflüssen geführt hatte, verhinderte das Hoover-Moratorium zunächst einen deutschen Finanzkollaps: Aus Sorge um die Kredite, die amerikanische Banken in Milliardenhöhe an deutsche Kreditnehmer gegeben hatten, schlug der amerikanische Präsident Herbert Hoover eine Stundung der Reparationen und der interalliierten Kriegsschulden auf ein Jahr vor. Nun hoffte Brüning, Anfang 1933, nach der nächsten US-Präsidentschaftswahl, werde sich ein Ende der Reparationen erreichen lassen.
Nachdem im September 1931 Großbritannien den Golddevisenstandard aufgegeben und durch Abwertung des Pfund Sterling seine Terms of Trade verbessert hatte, beschloss die Regierung Brüning, die Deflation aktiv zu fördern, um den gleichen Effekt zu erzielen: In der „Vierten Notverordnung zur Sicherung von Wirtschaft und Finanzen“ wurden am 8. Dezember 1931 Löhne, Gehälter, Mieten, Kohle- und Kartellpreise sowie Zinssätze abgesenkt und zugleich noch einmal die Steuern erhöht. Die Folge war eine weitere Verschärfung der Depression. Eine aktive Konjunkturpolitik blieb aus, über „fragwürdige Palliative“ wie die Einführung eines freiwilligen Arbeitsdienstes und geringfügige Notstandsarbeiten kam man nicht hinaus. Dabei verhinderte gerade die überproportionale Jugendarbeitslosigkeit die soziale und politische Integration eines beträchtlichen Teils der Nachwachsenden und ließ die gesellschaftliche Militanz insbesondere in KPD und NSDAP schnell anwachsen.
Der Sturz Brünings
Je länger der wirtschaftliche Abschwung anhielt, ohne dass die Regierung Brüning trotz aller verordneten Härten Erfolge erzielte, desto weniger Rückhalt hatte sie in gesellschaftlichen Interessengruppen und Parteien. Umso mehr war der Reichskanzler aber auf Hindenburgs Gunst angewiesen und musste sich ihm gefällig erweisen, etwa im Zuge einer Kabinettsumbildung im Oktober 1931, mit der eine deutlichere Orientierung ins rechte Spektrum signalisiert werden sollte, ohne dass aber die Tolerierung durch die SPD, zu der Hindenburg ein gespanntes Verhältnis hatte, verspielt werden durfte. Dabei kam dem Reichstag in dieser Phase faktisch nur mehr die Rolle zu, „jeweils nach Erlaß eines Notverordnungsbündels den Mißtrauensanträgen von rechts und links zu widersprechen.“
Insgesamt 109 Notverordnungen in Brünings Regierungszeit standen lediglich 29 vom Reichstag ordentlich verabschiedete Gesetze gegenüber. Auch die Kontrollfunktion des Reichstags wurde drastisch beschnitten, indem er durch häufige Vertagungen zu immer weniger Sitzungen zusammenkam. Bis zu Brünings Sturz Ende Mai waren es im Jahre 1932 nur noch acht Sitzungstage. Doch auch gegen die Mitwirkungsrechte der Länder suchte Brüning das Präsidialregime abzuschirmen und betrachtete die allgemeine Finanznot als Hebel zu ihrer Entmachtung. Speziell die Sonderstellung Preußens erforderte Rücksichten, die mit dem Preußenschlag vom 20. Juli 1932 und der Abschaffung des preußischen Landtags gegenstandslos wurden.

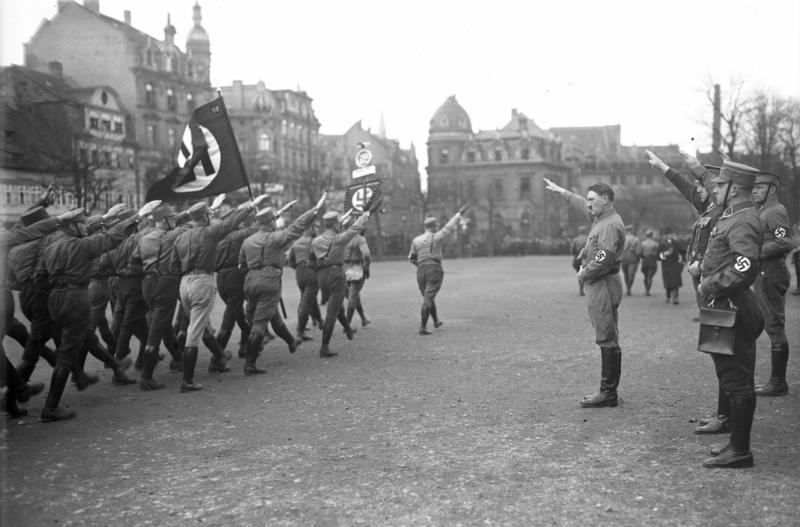
Gautreffen der Nationalsozialisten mit Adolf Hitler, 1931 in Braunschweig

Eine von Hindenburg favorisierte Erweiterung der parlamentarischen Tolerierung des Präsidialregimes nach rechts außen scheiterte am radikal antirepublikanischen Kurs nicht nur der NSDAP unter Hitler, sondern auch der unterdessen von Alfred Hugenberg geführten DNVP. Bei der Bildung der kurzlebigen Harzburger Front im Oktober 1931 rivalisierten beide um die Führungsrolle in der „nationalen Opposition“. Wiederum gemeinsam verweigerten sie Brüning die Zustimmung zu dem Plan, Hindenburgs Amtszeit per Zweidrittelmehrheitsbeschluss des Reichstags um zwei Jahre zu verlängern (ein Verfahren, das zu Eberts Gunsten 1923 funktioniert hatte). So musste Hindenburg mangels erfolgversprechender anderer Kandidaten von Brüning überredet werden, sich mit Unterstützung der republiktreuen Parteien erneut zur Wahl zu stellen, während die KPD Ernst Thälmann aufstellte und die „nationale Opposition“ mit Theodor Duesterberg für DNVP und Stahlhelm sowie Hitler für die NSDAP gegeneinander antrat. Als Hindenburg knapp die absolute Stimmenmehrheit verfehlte und sich in einem zweiten Wahlgang wieder nur mit Unterstützung der ungeliebten Sozialdemokraten gegen Hitler behauptete, machte er dafür Brüning verantwortlich. Auch widerstrebte dem Reichspräsidenten das von der Regierung mit Blick auf die Boxheimer Dokumente und das offensive Auftreten der NS-Verbände im April 1932 verhängte Verbot von SA und SS, das auch Hindenburg selbst verschärften Attacken seitens der „nationalen Opposition“ aussetzte.
Den letzten Anstoß zur Entlassung Brünings gaben die Ostsiedlungspläne seiner Regierung, wonach der Reichsarbeitsminister und der Reichskommissar für die Osthilfe dafür sorgen sollten, dass nicht mehr entschuldungsfähige große ostpreußische Güter vom Staat erworben und zur Ansiedlung landloser Bauern verwendet würden: eine Form der Arbeitsbeschaffung im ländlichen Bereich. Dagegen intervenierten aber die Sprecher der dortigen Großgrundbesitzer bei Hindenburg, dem Standesgenossen und Eigentümer von Gut Neudeck, bei dem sie nicht umsonst mit Verständnis für ihre Kampagne gegen „agrarbolschewistische“ Tendenzen bzw. gegen das „Abgleiten in den Staatssozialismus“ rechneten. In einer dramatischen Reichstagsrede warnte Brüning davor, „an den letzten hundert Metern vor dem Ziel“ innenpolitisch die Ruhe zu verlieren. Ob Brüning wirklich glaubte, dass die Streichung der Reparationen unmittelbar bevorstand, wird in der Forschung bezweifelt. Gegenüber dem französischen Botschafter André François-Poncet kommentierte er seine Aussage ironisch, „es komme bei der Beurteilung der Entfernung vom Ziele auf die Gesamtstrecke an“.
Hindenburg aber verweigerte den Erlass der Verordnung zur Ostsiedlung und ließ Brüning wissen, dass nun für ein rechtsgerichtetes Kabinett auf Reichsebene gesorgt werden müsse, das die Nationalsozialisten zu dulden bereit wären, wenn sie nach ihrem gerade errungenen Erfolg bei den preußischen Landtagswahlen dort in die Regierung kämen. Indem Brüning darin wie auch im bloßen Weiterwirken als Außenminister für sich keine annehmbare Perspektive sah, trat er am 30. Mai 1932 zurück.

#### Papens autoritäre Offensive

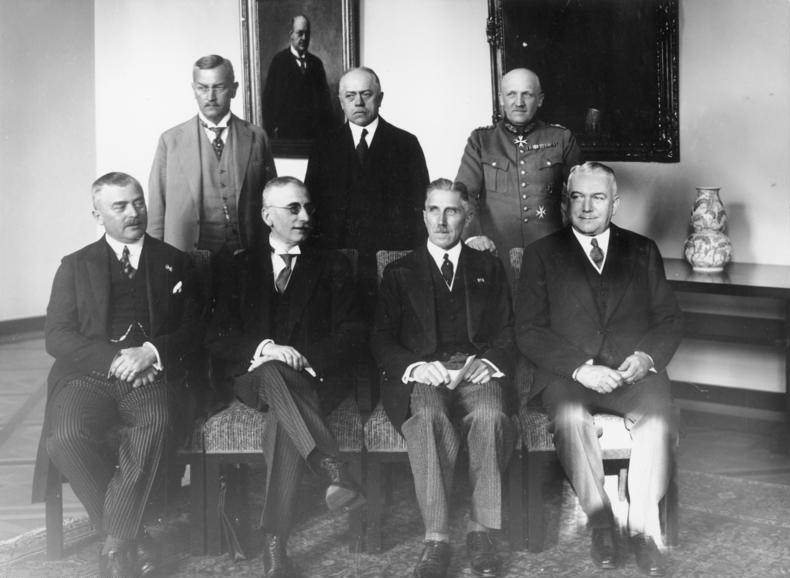
Kabinett Papen; stehend v.l.: Gürtner (Justiz), Warmbold (Wirtschaft), Schleicher (Reichswehr); sitzend v.l.: Braun (Ernährung, Landwirtschaft), Gayl (Inneres), Papen (Reichskanzler), Neurath (Äußeres); es fehlen: Schwerin-Krosigk (Finanzen), Schäffer (Arbeit), Eltz-Rübenach (Verkehr, Post)

Die Weichen für den Nachfolger Brünings als Reichskanzler wurden vornehmlich durch den als engen Mitarbeiter von Reichswehrminister Wilhelm Groener zu Einfluss gelangten General Kurt von Schleicher gestellt, der seit Ende der 1920er Jahre zu einem wichtigen Berater Hindenburgs geworden war. Er hatte sich seinerzeit bereits für Brüning als Kanzler verwendet, schlug nun den als hochkonservativ geltenden Zentrumspolitiker Franz von Papen als Reichskanzler vor und traf eine Ministervorauswahl für die Kabinettsbildung, wobei er selbst als Wehrminister in Papens Regierung eintrat. In der wegen Brünings Entlassung aufgebrachten Zentrumspartei kam Papen seinem Ausschluss durch Austritt zuvor, sodass das mit zahlreichen Adelsprädikaten durchsetzte „Kabinett der Barone“ schließlich aus lauter Parteilosen bestand, nachdem auch einige vormals der DNVP angehörige Minister aus ihrer Partei ausgetreten waren. Die als „Kabinett der nationalen Konzentration“ firmierende neue Regierung setzte sich betont vom Parteienparlamentarismus ab. Die Ersetzung Brünings als Reichskanzler durch Papen wird in der Forschung auch als Übergang von einer Präsidialregierung zur Präsidialdiktatur gesehen, die der Hitler-Diktatur ein halbes Jahr vorausging.
In seiner über Rundfunk abgegebenen Regierungserklärung wetterte Papen gegen die „Misswirtschaft der Parlamentsdemokratie“ sowie einen „sich ständig steigernden Staatssozialismus“ und „Kulturbolschewismus“. Man trug sich im Kabinett mit Plänen für einen Verfassungsumbau, der u. a. anstelle des Reichsrats ein Oberhaus mit vom Reichspräsidenten auf Lebenszeit ernannten Honoratioren vorsah und der die Rechte des Reichstags durchgreifend reduzieren sollte.
Vor allem gegen Preußen richtete sich der Angriff auf die politischen Mitwirkungsrechte der Länder. Hier waren seit den Landtagswahlen im April 1932 die Nationalsozialisten zur mit Abstand stärksten politischen Kraft geworden, hätten eine Mehrheitsregierung aber nur mit dem Zentrum bilden können, das sich weigerte, einen nationalsozialistischen Ministerpräsidenten zu wählen. So blieb die Regierung der Weimarer Koalition unter dem Sozialdemokraten Otto Braun als Minderheitsregierung geschäftsführend im Amt, bis der Altonaer Blutsonntag, an dem eine Demonstration der durch das Kabinett Papen wieder zugelassenen SA zu brutalen Zusammenstößen mit protestierenden Kommunisten führte, der Reichsregierung den Vorwand lieferte, im Preußenschlag unter Verhängung des Ausnahmezustands selbst die Kontrolle über Regierung, Behörden und Polizei dieses mit Abstand größten und wichtigsten Landes zu übernehmen.
Außenpolitisch konnte Papen bald den Erfolg verbuchen, der Brünings Kurs durchgängig bestimmt hatte: eine dauerhaft entlastende, abschließende Regelung der Reparationszahlungen auf der Konferenz von Lausanne. Danach erweiterte die Regierung den Finanzierungsrahmen für die betriebliche Arbeitsbeschaffung und erlaubte eine drastische Unterschreitung der Tariflöhne in Unternehmen, die Arbeitskräfte einstellten. So wurde das Kabinett Papen im Spätsommer 1932 für die meisten Unternehmer zur Wunschregierung. Bei Lohnempfängern und Arbeitslosen hingegen war die Erbitterung gegen die neue Regierung groß, die vordem bereits die Leistungsdauer der Arbeitslosenversicherung von 20 auf sechs Wochen zurückgenommen hatte und die Arbeitslosen anschließend der Sozialfürsorge überließ, die das Existenzminimum nicht einmal annähernd gewährleistete. Sehr oft konnten Arbeitslose die Wohnungskosten nicht mehr aufbringen; und in vielen Familien wurde auch das Ernährungsminimum deutlich unterschritten. Massenhaft waren 1932 ganze Familien bei der Suche nach Arbeit obdachlos auf der Landstraße unterwegs.
Gleichzeitig verlagerte sich auch die politische Auseinandersetzung verstärkt von den entmachteten Parlamenten auf die Straße, wo neben den rechts- und linksextremen Kampfbünden auch die Eiserne Front der Republiktreuen sich zu behaupten suchte. Die 1920 gegründete und maßgeblich von Ernst Röhm geprägte nationalsozialistische „Sturmabteilung“ begleitete die Versammlungen und Kundgebungen ihrer Partei und begann auch bei anderen Parteiversammlungen immer wieder Straßen- und Saalschlachten, um sich systematisch auf den Tag der „Machtergreifung“ vorzubereiten. Im Zeichen der Straßenaufmärsche und gewaltsamen Auseinandersetzungen insbesondere zwischen Nationalsozialisten und Kommunisten stand auch der Wahlkampf für die Reichstagswahl vom 31. Juli 1932, die den untereinander verfeindeten Parteien NSDAP und KPD eine in der Summe ablehnende Mehrheit im Reichstag verschafften. Hitler, der sich aufgrund des Wahlergebnisses bereits auf dem Sprung ins Kanzleramt wähnte, wurde allerdings von Hindenburg die Berufung unter Hinweis auf die diktatorische Ausrichtung der NSDAP versagt. Papen, dem der Reichstag nahezu geschlossen das Misstrauen aussprach, verblieb nach erneuter Reichstagsauflösung und der anschließenden Novemberwahl im Amt bis zum 3. Dezember 1932, obwohl diese zweite Reichstagswahl des Jahres 1932, die Reichstagswahl vom 6. November, der NSDAP zwar erhebliche Verluste statt neuerlicher Zuwächse brachte, an der bisherigen Konstellation aber nichts Grundlegendes änderte: So hatte Hitler nach wie vor mit den Kommunisten eine Sperrminorität und stellte sich als Vizekanzler weiterhin nicht zur Verfügung. Doch Papens Plänen, den Staatsnotstand auszurufen und vorerst zwecks ungestörter Durchführung einer autoritären Umgestaltung der Verhältnisse erneute Reichstagswahlen unter Bruch der Verfassung nicht anzusetzen, verweigerte sich Hindenburg am 3. Dezember 1932, möglicherweise beeindruckt vom am Vortag abgelaufenen „Planspiel Ott“.

#### Schleichers „Querfront“-Plan

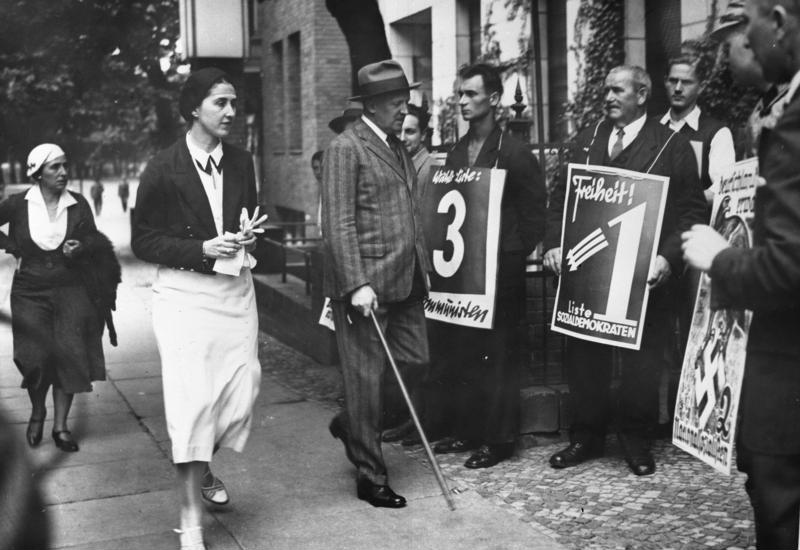
General Kurt von Schleicher geht zur Wahl, 5. März 1933

Als die Reichstagswahl vom 6. November 1932 der NSDAP zwar Verluste statt neuerlicher Zuwächse brachte, an der bisherigen Konstellation aber nichts grundlegend änderte – Hitler stand nach wie vor als Vizekanzler nicht zur Verfügung –, bot sich der bis dahin im Hintergrund die Fäden ziehende Reichswehrminister Schleicher mit einem neuen Konzept zur populären Verankerung der Präsidialregierung dem Reichspräsidenten selbst als Kanzler an. Hindenburg ging angesichts der allseits mangelnden Unterstützung für Papen darauf ein. Schleichers Ansatz zielte parteiübergreifend auf die Gewinnung der Gewerkschaften und der jeweiligen Arbeitnehmerflügel in den Parteien, auf eine „Querfront“ für eine nun stärker auf Arbeitsbeschaffung und Jugendbeschäftigung gerichtete Politik. Auf den Regierungswechsel von Papen zu Schleicher, der eine sozialere Ausrichtung seiner Politik ankündigte, hatte der Allgemeine Deutsche Gewerkschaftsbund (ADGB) mit Interesse reagiert, denn dadurch schienen sich Möglichkeiten zu eröffnen, die seitens des ADGB seit Ende 1931 entwickelten Pläne zur Arbeitsbeschaffung zur Geltung zu bringen. Bei der SPD war man damit auf Skepsis gestoßen, während Gregor Strasser für die NSDAP schon im Mai 1932 von der „großen antikapitalistischen Sehnsucht“ gesprochen und ein noch weitergehendes Arbeitsbeschaffungsprogramm gefordert hatte, das dann als „Wirtschaftliches Sofortprogramm der NSDAP“ in hohen Auflagen verbreitet wurde. Der Unterstützung durch die christlichen Gewerkschaften ohnehin sicher, setzte Schleicher seine Hoffnungen nun auch auf den gewerkschaftlich orientierten Flügel der NSDAP unter Strasser, dem er am 3. Dezember die Vizekanzlerschaft und zugleich das Amt des preußischen Ministerpräsidenten anbot. Die NSDAP erlitt tags darauf bei den Kommunalwahlen in Thüringen einen starken Stimmenverlust gegenüber den Reichstagswahlen des Jahres, was Strasser in der Meinung bestärkte, dass die NSDAP sich neu orientieren müsse. Trotzdem fügte er sich der Direktive Hitlers, als der sich seinen Vorstellungen energisch widersetzte, nahm Urlaub und legte alle Parteiämter nieder (Strasser-Krise).
Damit war Schleicher im Grunde bereits wenige Tage nach Beginn seiner Kanzlerschaft gescheitert, auch wenn Teile des ADGB eine Annäherung an die Regierung sogar auf Kosten der engen Beziehungen zur SPD weiterhin für wünschenswert hielten. Denn den Sozialdemokraten galt der wendige General als nicht vertrauenswürdig und die Industrieverbände beobachteten argwöhnisch seine Öffnung hin zu den Gewerkschaften. Papen, den er als Botschafter nach Paris hatte wegloben wollen, war Hindenburgs Wunsch folgend in Berlin geblieben und nahm neuerlich Kontakt zu Hitler auf, um Möglichkeiten einer gemeinsamen Regierungsübernahme auszuloten. Schleicher suchte nun seinerseits mit Unterstützung des Kabinetts Hindenburg davon zu überzeugen, dass nur die Ausrufung des Staatsnotstands, die Auflösung des Reichstags und der Aufschub von Reichstagsneuwahlen bis zum Herbst 1933 die Krise der Präsidialregierungen zu beenden geeignet sei. Dies verweigerte ihm Hindenburg aber ebenso, wie er es auf Schleichers Betreiben vordem Papen verweigert hatte.

### Ende durch die nationalsozialistische Machtübernahme (1933)

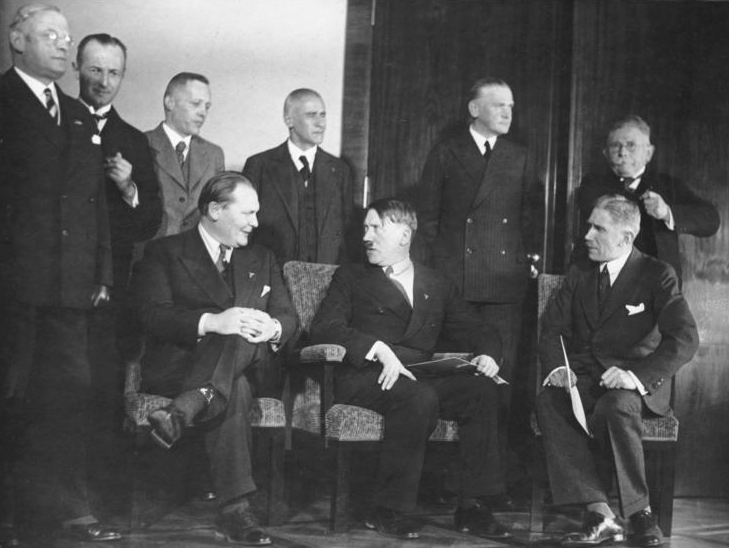
Kabinett Hitler: 1. Reihe sitzend, von links: Göring, Hitler, von Papen; 2. Reihe stehend: Seldte, Gereke, Schwerin von Krosigk, Frick, von Blomberg, Hugenberg. Die drei Nationalsozialisten (Hitler, Frick, Göring in Anordnung einer Dreierpyramide) sind also in diesem Photo von den restlichen Kabinettsmitgliedern „eingerahmt“, Januar 1933 in der Reichskanzlei

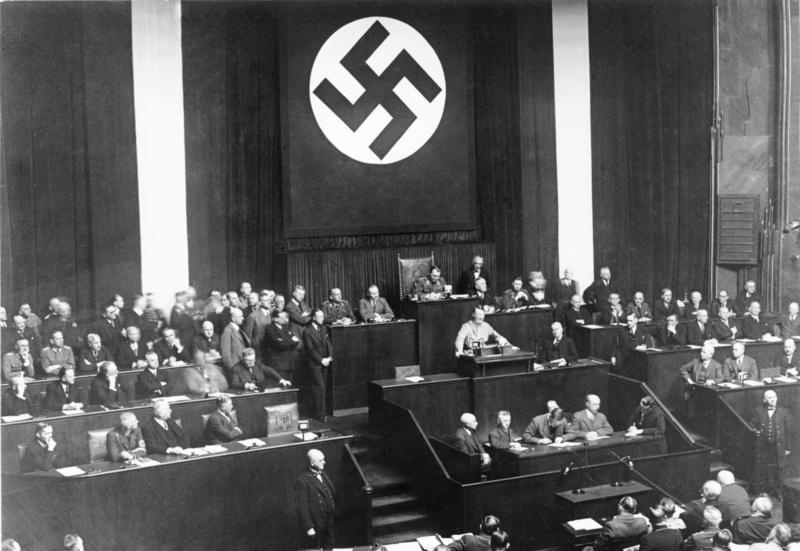
Adolf Hitler redet am 23. März 1933 in der Berliner Krolloper vor den Reichstagsabgeordneten zum Ermächtigungsgesetz, der Grundlage seiner Diktatur.

Dem Treffen Papens mit Hitler im Haus des Kölner Bankiers Kurt von Schröder am 4. Januar 1933 folgten weitere, zuletzt in Anwesenheit Otto Meißners, des Staatssekretärs des Reichspräsidenten, sowie Oskar von Hindenburgs, der als Sohn des Reichspräsidenten ebenfalls zu den Beratern in der Kamarilla um Hindenburg gehörte. Man vereinbarte eine Koalitionsregierung aus Deutschnationalen und NSDAP, der außer Hitler nur zwei weitere Nationalsozialisten, nämlich Wilhelm Frick als Innenminister und Hermann Göring als Minister ohne Geschäftsbereich (und kommissarischer preußischer Innenminister), angehören sollten. Papen selbst war als Vizekanzler und Reichskommissar für Preußen vorgesehen.
Der 86-jährige Reichspräsident, der sich lange gegen eine Kanzlerschaft des „böhmischen Gefreiten“ Hitler gesträubt hatte, wurde zuletzt mit dem Hinweis beruhigt, dass ein von einer konservativen Kabinettsmehrheit „eingerahmter“ NSDAP-Führer nur eine geringe Gefahr bedeute. Für diesen Versuch sprach aber aus Sicht Hindenburgs nach allem auch die formale Verfassungskonformität der nunmehrigen Berufung Hitlers zum Reichskanzler. Die Annahme allerdings, Hitler und die Nationalsozialisten in dieser Regierungskonstellation in Schach halten zu können, sollte sich als folgenschwere Fehleinschätzung erweisen. Denn die Ernennung Hitlers zum Reichskanzler am 30. Januar 1933 bewirkte in Verbindung mit den weiteren Maßnahmen der sogenannten Machtergreifung faktisch das Ende der Weimarer Republik. Zwar wurde während der gesamten NS-Zeit die Weimarer Reichsverfassung weder formell aufgehoben noch ersetzt, jedoch ist die Verfassung in wesentlichen Punkten materiell dauerhaft außer Kraft gesetzt worden.

## Staat und Gesellschaft

### Politische Strukturen

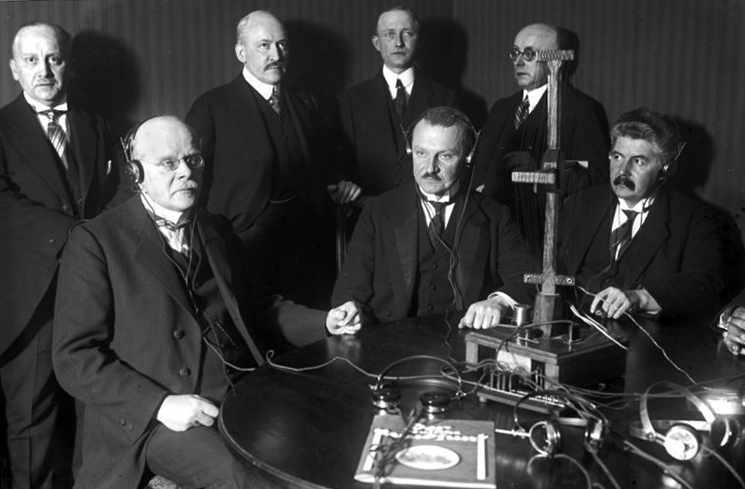
Weihnachtsansprache von Wilhelm Marx im Dezember 1923. Marx war der am längsten dienende Reichskanzler der Weimarer Republik.

Verglichen mit dem Kaiserreich bis zum Jahre 1917 regierten die Kabinette in der Weimarer Zeit eher kurz; die wenigsten verfügten über eine parlamentarische Mehrheit. Als „Weimarer Koalition“ oder „Weimarer Parteien“, die uneingeschränkt zur Republik standen, bezeichnet man
- die Sozialdemokratische Partei Deutschlands (SPD), die allerdings am linken Rand (vor allem nach der Wiedervereinigung mit der USPD 1922) auch Befürworter einer „sozialistischen Republik“ beherbergte,
- die „bürgerlichen Parteien der Mitte“, nämlich das katholische Zentrum und
- die liberale Deutsche Demokratische Partei (DDP).

Allerdings fand eine Verfassungsreform mit Stärkung der Exekutive oder des Reichspräsidenten Anhänger bis weit in die Mitte dieser Parteien.
Ein typisches Kabinett der Weimarer Zeit war ein Minderheitskabinett aus Zentrum, DDP und der rechtsliberalen Deutschen Volkspartei (DVP). Da zum effektiven Regieren Gesetze nötig sind, haben die Regierungen aus Zentrum und DDP (und seit 1921 DVP)
- sich durch die SPD oder durch rechte Parteien wie die Deutschnationale Volkspartei (DNVP) parlamentarisch tolerieren lassen;
- teilweise durch Einbezug der SPD (1923, 1928–30) oder der DNVP (1925, 1927/28) eine parlamentarische Mehrheit erlangt, zumindest theoretisch;
- mit Ermächtigungsgesetzen regiert: der Reichstag erlaubte dabei der Regierung für einen begrenzten Zeitraum, selbst Gesetze zu erlassen (nur in der Zeit von Reichspräsident Friedrich Ebert und dann 1933);
- seit 1930 (unter Reichskanzler Heinrich Brüning) statt mit Gesetzen mit „Notverordnungen des Reichspräsidenten“ regiert (nach Art. 48 der Weimarer Verfassung); dennoch bedurfte es der Unterstützung durch die SPD, die mit ihren Stimmen im Reichstag unterband, dass der Reichstag die Notverordnungen aufhob.

Als im Juni 1932 der ehemalige Zentrumsmann Franz von Papen Reichskanzler wurde, waren Zentrum und DDP nicht mehr im Kabinett vertreten: Ihm gehörten, neben acht Parteilosen, nur noch zwei DNVP-Minister an. Ähnlich stand es mit dem Kabinett Schleichers (Dezember 1932/Januar 1933).
Mit der Abteilung I A wurde 1919 auch eine ‚Centrale Staatspolizei‘ (Innennachrichtendienst) gegründet.

### Verfassung

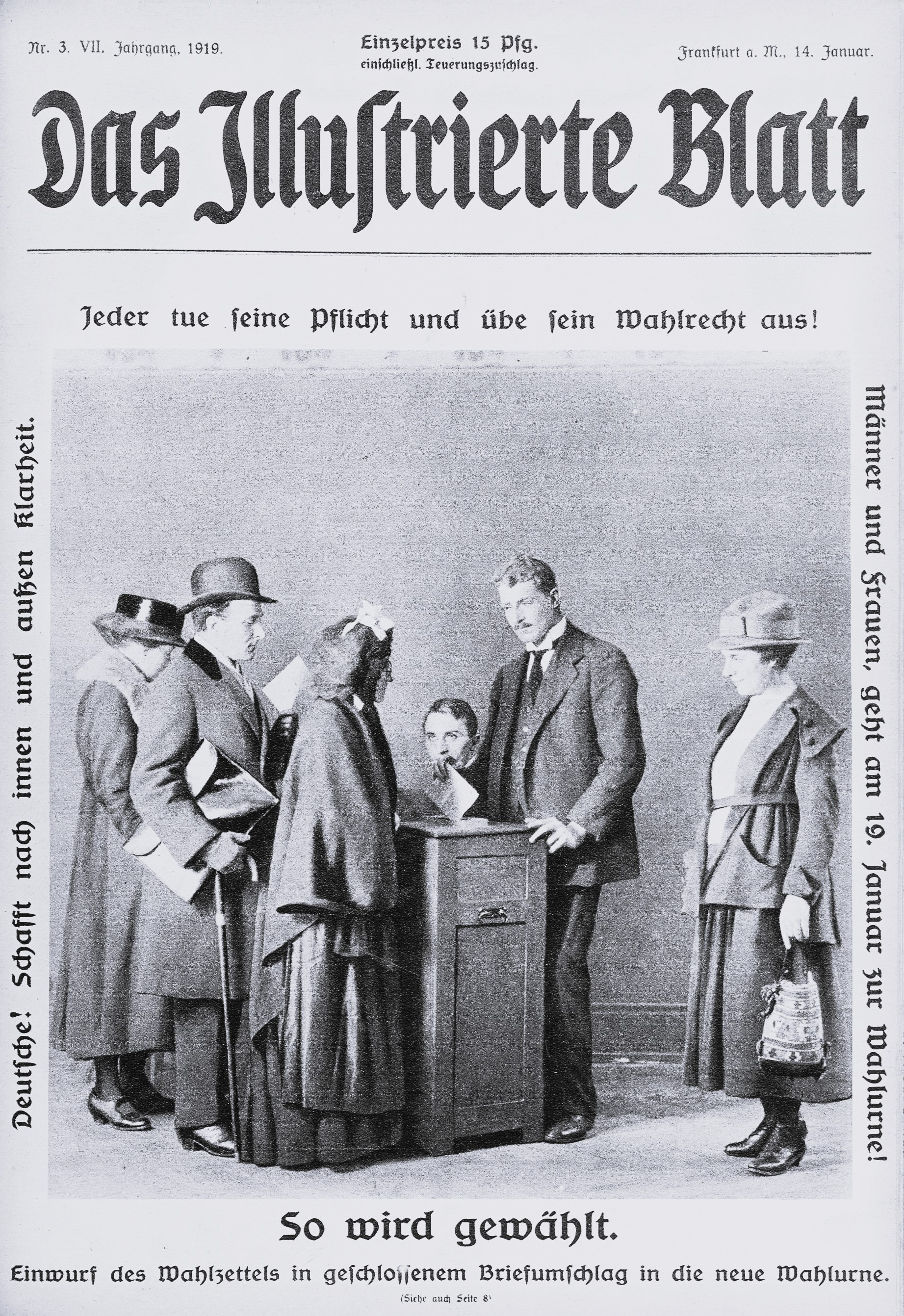
Wahlaufruf auf der Titelseite des Illustrierten Blatts, Januar 1919: „Deutsche! Schafft nach innen und außen Klarheit.“

Nach den Wahlen zur verfassungsgebenden Versammlung (Konstituante) am 19. Januar 1919 trat die Weimarer Nationalversammlung am 6. Februar 1919 im Nationaltheater in Weimar zu ihrer ersten Sitzung zusammen. Weimar war als Tagungsort gewählt worden, weil Sicherheit und Unabhängigkeit der Volksvertreter aufgrund von Unruhen in der Reichshauptstadt Berlin nicht gewährleistet schienen, und weil man die Stadt der Weimarer Klassik als Signal einer humanitären Rückbesinnung nach innen wie nach außen präsentieren konnte, auch und gerade gegenüber den Siegermächten des Weltkriegs und den anderen Staaten, die von Januar 1919 an in Paris über einen Friedensschluss berieten. Hauptaufgabe der Nationalversammlung war die Schaffung einer Verfassung mit demokratischer Grundordnung.
Maßgeblich verantwortlich für den grundlegenden Verfassungsentwurf war der linksliberale spätere Reichsinnenminister Hugo Preuß. Dieser hatte schon während des Krieges einen Vorschlag für eine demokratisch überarbeitete Verfassung des Deutschen Reiches vorgelegt und war deshalb als Gegner des Obrigkeitsstaates und überzeugter Demokrat bekannt. In der Begründung seines Entwurfs sagte er: „Das deutsche Volk zur sich selbst bestimmenden Nation zu bilden, zum ersten Mal in der deutschen Geschichte den Grundsatz zu verwirklichen: die Staatsgewalt liegt beim Volk, – das ist der Leitgedanke der freistaatlichen deutschen Verfassung von Weimar […].“
Der Entwurf löste heftig geführte Diskussionen zwischen den verschiedenen politischen Lagern aus, da er eine tiefe Zäsur gegenüber der politischen Ordnung des Kaiserreichs darstellte. Die Verfassung hatte schließlich zwar einen genuin demokratischen Charakter, wurde jedoch von vielen als Kompromissverfassung angesehen, da an der Entwicklung viele Parteien mit gegensätzlichen Positionen und Interessen beteiligt waren. An die Stelle der politischen Grundentscheidung traten vielfach dilatorische Formelkompromisse, die ein Nebeneinander von Programmen und positiven Bestimmungen nach sich zogen, dem die „verschiedenartigsten politischen, sozialen und religiösen Inhalte und Überzeugungen zugrunde liegen“. Der Kompromisscharakter erschwerte zwar vielen die Identifikation mit der Verfassung, gleichwohl erzeugte die Konstitution eine Normativität, die am Ende selbst die Nationalsozialisten vor einem offenen Verfassungsbruch zurückschrecken ließ.

Weimarer Reichsverfassung

Durch die Weimarer Verfassung wurde das Deutsche Reich erstmals eine parlamentarische Demokratie mit in der Verfassung verankerten liberalen und sozialen Grundrechten. Auf der Ebene des Gesamtstaates wurden die Reichsgesetze vom auf vier Jahre gewählten Reichstag beschlossen, bei dem auch das Budgetrecht lag und der den Reichskanzler und jeden Minister durch ein destruktives Misstrauensvotum absetzen konnte. Außer vom Reichstag war der Reichskanzler auch vom Reichspräsidenten abhängig, der ihn einsetzen und absetzen konnte. Da der Reichspräsident eine herausgehobene und machtpolitisch potenziell einflussreiche Position innehatte, wird er in der Literatur oftmals dem Kaiser gleichgestellt, man spricht auch vom „Ersatzkaiser“. Er wurde auf sieben Jahre vom Volk gewählt und konnte im Einvernehmen mit dem Reichskanzler Notverordnungen erlassen, durch die sogar Grundrechte zeitweilig außer Kraft gesetzt werden konnten. Selbst der mögliche Widerstand des Reichstags dagegen konnte ggf. ausgeschaltet werden, da der Reichspräsident ihm gegenüber das Auflösungsrecht hatte. Die Verfassung basierte auf dem Rechtspositivismus, was bedeutet, dass sie der Verfassungsrevision (Art. 76) keine substanziellen Schranken zog. Der führende Verfassungskommentator Gerhard Anschütz äußerte dazu: „Auf dem durch Art. 76 geregelten Gesetzgebungswege können Verfassungsrechtsänderungen jeder Art bewirkt werden: nicht nur minder bedeutsame, mehr durch technische als durch politische Erwägungen bedingte, sondern auch bedeutsame, einschließlich solcher, die sich auf die rechtliche Natur des föderativ organisierten Reichsganzen (Bundesstaat), die Zuständigkeitsverschiebung zwischen Reich und Ländern, die Staats- und Regierungsform des Reichs und der Länder (Republik, Demokratie, Wahlrecht, Parlamentarismus, Volksentscheid, Volksbegehren) und andere prinzipielle Fragen (Grundrechte) beziehen. Die durch Art. 76 den hier bezeichneten qualifizierten Mehrheiten übertragene verfassungsändernde Gewalt ist gegenständlich unbeschränkt.“
Im dritten Abschnitt der Weimarer Verfassung wurde unter anderem auf eine Staatskirche verzichtet; damit war das bis dahin noch geltende „landesherrliche Kirchenregiment“ abgeschafft, nach dem der Landesherr Träger der Regierungsgewalt in der evangelischen Landeskirche war.

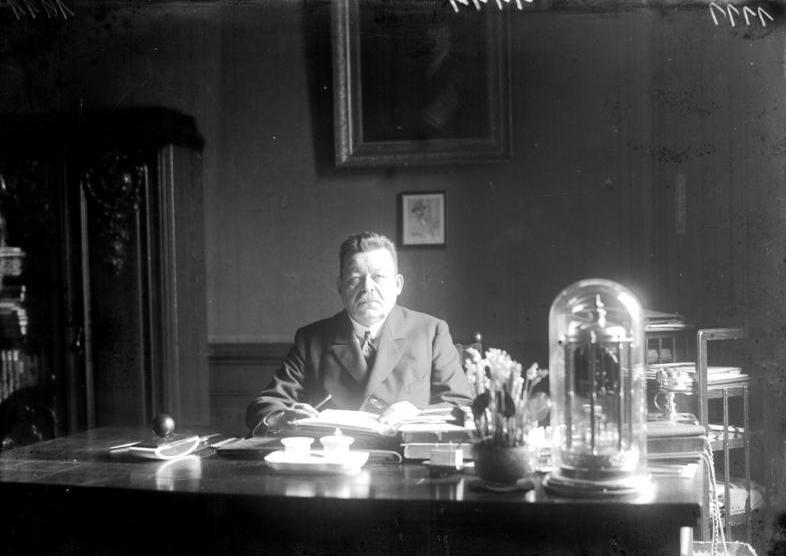
Reichspräsident Friedrich Ebert, 15. Februar 1925

Am 31. Juli 1919 wurde die Weimarer Verfassung schließlich in ihrer endgültigen Form von der Nationalversammlung angenommen und vom Reichspräsidenten Friedrich Ebert am 11. August in Schwarzburg ausgefertigt. Zum Gedenken an die „Geburtsstunde der Demokratie“ wurde dieser Tag zum Nationalfeiertag bestimmt.

### Parteienspektrum
Die politischen Parteien stammten größtenteils noch aus der Kaiserzeit, auch wenn die meisten ihren Namen geändert hatten. Entgegen einer weitverbreiteten Irrmeinung ist die Zahl der im Parlament vertretenen Parteien ungefähr gleich geblieben: Unter dem absoluten Mehrheitswahlrecht der Kaiserzeit waren es durchschnittlich 13,8 Parteien, in der Weimarer Republik 14,4. Zwar gab es beispielsweise im Reichstag keine Parteien von Polen, Dänen und Elsässern mehr, aber weiterhin eine hannoversche, zusätzlich eine oder zwei bayerische Parteien sowie Splitterparteien des Mittelstands wie die Wirtschaftspartei.

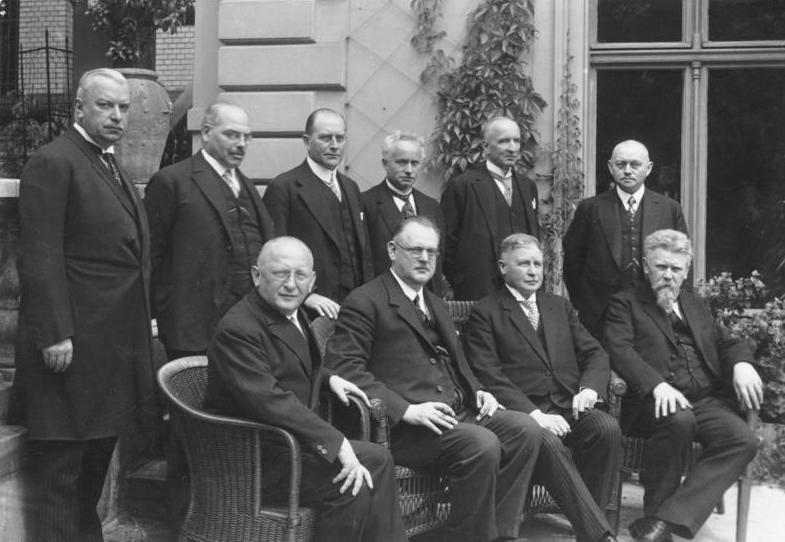
Juni 1928: Kabinett Müller II. Stehend von links: Dietrich (DDP), Hilferding (SPD), Curtius (DVP), Severing (SPD), von Guérard (Zentrum), Schätzel (BVP). Sitzend von links: Koch-Weser (DDP), Müller (SPD), Groener (parteilos), Wissell (SPD). Nicht abgebildet: Stresemann (DVP)

Bereits im Kaiserreich hatten die Parteien, über die Gesetzgebung des Reichstages, einen großen Einfluss auf die Politik gehabt. Aber in der Weimarer Zeit mussten sie zusätzlich in der Lage sein, Koalitionsregierungen zu bilden (und Kandidaten für die Reichspräsidentschaft zu stellen); das wäre ihnen bereits im Kaiserreich schwergefallen und hat tatsächlich die Durchsetzung des parlamentarischen Regierungssystems vor 1918 verhindert.
Anders als in vielen nach 1945 entstandenen Verfassungen gab es damals noch keinen verfassungspolitischen Auftrag der Parteien und auch kein Parteiengesetz. Parteien waren rechtlich gesehen Vereine.
Geht man im Parteienspektrum von links nach rechts, gab es in der Weimarer Zeit folgende Parteien von Bedeutung:
- Kommunistische Partei Deutschlands (KPD, ab 1918)
- Unabhängige Sozialdemokratische Partei Deutschlands (USPD, bis 1922 – formal bis 1931)
- Sozialdemokratische Partei Deutschlands (SPD)
- Deutsche Demokratische Partei (DDP), ab 1930 Deutsche Staatspartei
- Deutsche Zentrumspartei (Zentrum)
- Bayerische Volkspartei (BVP)
- Deutsche Volkspartei (DVP)
- Deutschnationale Volkspartei (DNVP)
- Nationalsozialistische Deutsche Arbeiterpartei (NSDAP)

und eine Reihe kleinerer Parteien:
- Bayerischer Bauernbund (BB)
- Christlich-Nationale Bauern- und Landvolkpartei (CNBL, auch Landvolk)
- Reichspartei des deutschen Mittelstandes (Wirtschaftspartei, kurz WP)
- Reichspartei für Volksrecht und Aufwertung (Volksrechtpartei, kurz VRP)
- Deutschvölkische Freiheitspartei (DVFP)
- Freiland, Freigeld, Freiwirtschaft (FFF) – Partei der Freiwirtschaftsbewegung Silvio Gesells
- Christlich-Sozialer Volksdienst (evangelische Bewegung) (CSVD, 1929–1933)
- Deutsch-Hannoversche Partei (DHP, auch Welfen genannt)
- Deutsche Bauernpartei (DBP, 1928 bis 1933)
- Nationalsozialistische Freiheitspartei (NSFP, auch NF)
- Deutschsoziale Partei (DS bzw. DtSP, DSoP oder auch DsP)
- Deutschsozialistische Partei (DSP)
- Konservative Volkspartei (KVP)
- Wendische Volkspartei (Volksminderheitenpartei der Wenden und Sorben) (sorb. Serbska ludowa strona)
- Christlich-Soziale Reichspartei (CSRP)

### Reichspräsident
Der erste Reichspräsident, Friedrich Ebert, amtierte von 1919 bis 1925. Er war zunächst von der Nationalversammlung eingesetzt worden, danach wurde sein Mandat mehrmals verlängert. Die erste verfassungsmäßige Wahl zum Reichspräsidenten fand 1925 statt, gewählt wurde der parteilose Weltkriegsfeldmarschall Paul von Hindenburg. 1932 wurde er wiedergewählt; er starb am 2. August 1934.

### Reichskanzler
Die Reichskanzler im Kaiserreich hatten noch keiner Partei angehört; erstmals wurde 1917 ein Vertreter der Zentrumspartei Kanzler. Vom November 1918 bis zur Reichstagswahl 1920 gehörten die Regierungschefs der SPD an. Von 1920 bis 1932 stellte das Zentrum fast alle Reichskanzler, mit Ausnahme eines Sozialdemokraten, eines Liberalen und zweier Parteiloser. Das Ende der Weimarer Republik wird zumeist mit der Ernennung von Hitler zum Reichskanzler am 30. Januar 1933 angegeben.
- 9. November 1918 bis 13. Februar 1919 Friedrich Ebert, SPD (kein verfassungsmäßiger Reichskanzler, aber Mitglied im Rat der Volksbeauftragten)
- 13. Februar bis 20. Juni 1919 Philipp Scheidemann, SPD (Ministerpräsident)
- 21. Juni 1919 bis 26. März 1920 Gustav Bauer, SPD (bis 14. August 1919 Ministerpräsident)
- 27. März bis 8. Juni 1920 Hermann Müller, SPD
- 25. Juni 1920 bis 4. Mai 1921 Constantin Fehrenbach, Zentrum
- 10. Mai 1921 bis 14. November 1922 Joseph Wirth, Zentrum
- 22. November 1922 bis 12. August 1923 Wilhelm Cuno, parteilos
- 13. August bis 23. November 1923 Gustav Stresemann, DVP
- 30. November 1923 bis 15. Januar 1925 Wilhelm Marx, Zentrum
- 15. Januar 1925 bis 16. Mai 1926 Hans Luther, parteilos
- 16. Mai 1926 bis 28. Juni 1928 Wilhelm Marx, Zentrum
- 28. Juni 1928 bis 30. März 1930 Hermann Müller, SPD
- 30. März 1930 bis 31. Mai 1932 Heinrich Brüning, Zentrum
- 1. Juni bis 1. Dezember 1932 Franz von Papen, parteilos (bis 3. Juni Zentrum)
- 3. Dezember 1932 bis 28. Januar 1933 Kurt von Schleicher, parteilos.

### Beamtentum und Justiz
Wie bei der Reichswehr fanden auch in der Verwaltung und in der Rechtspflege keine demokratischen Reformen statt. In der Weimarer Verfassung wurde allen Beamten die „Freiheit ihrer politischen Gesinnung“ und ihre „wohlerworbenen Rechte“ garantiert; Richter erhielten mit der Unabsetzbarkeit einen noch stärkeren Schutz. Zur Zeit des Kaiserreichs war bei Beamten und Richtern während der Ausbildung und bei der Einstellung auf eine monarchistisch-patriotische Gesinnung geachtet worden, mit der Folge einer rechtskonservativen Ausrichtung im Gros der Beamten- und Richterschaft. Speziell die Linken, deren Anhänger zur Kaiserzeit keine wichtigen Posten übernehmen konnten, setzten sich nunmehr besonders für die Freiheit der politischen Gesinnung ein. Eine von den linken Parteien gewollte Wahl der Richter durch das Volk kam nicht zustande, da man die Justiz nicht in die Politik hineinziehen wollte. Der wichtigste Hinderungsgrund für Reformen bei den Beamten war die Notwendigkeit einer funktionierenden Verwaltung am Ende des Krieges, um beispielsweise die Soldaten zurück nach Deutschland zu holen. Auch kam eine rechts eingestellte Beamtenschaft den bürgerlichen Parteien nicht ungelegen zur Verhinderung einer weitergehenden sozialistischen Revolution. Den Eid auf die Verfassung, den die Beamten leisten mussten, bezogen viele auf den Staat, nicht aber auf die Republik.
Die politische Einstellung der Justiz kann man deutlich in ihren Urteilen erkennen, zum ersten Mal bei der Münchner Räterepublik und beim Kapp-Putsch. Während linke Straftäter mit enormer Härte behandelt wurden, kam es bei rechten Straftätern sehr selten überhaupt zu Anklagen oder Strafen, die auch sehr viel milder ausfielen – die Weimarer Justiz war „auf dem rechten Auge blind“. Diese Blindheit betraf nicht nur die Richter, sondern auch die Strafverfolgungsbehörden. Der Kriegsgerichtsrat und spätere Reichsanwalt (bzw. Oberreichsanwalt am Volksgerichtshof) Paul Jorns hatte unter anderem wichtige Spuren des Mordes an Karl Liebknecht und Rosa Luxemburg nicht aufgenommen und die Ermittlungen auch anderweitig behindert. Reichswehrminister Noske verhinderte, dass der Prozess gegen Waldemar Pabst, der die Morde an Rosa Luxemburg und Karl Liebknecht zu verantworten hatte, in die Revision ging. Der Prozess wurde eingestellt; nur einige der untergeordneten Beteiligten erhielten geringfügige Bußgelder oder minimale Haftstrafen, die zudem ausgesetzt wurden. Die Einseitigkeit der Justiz wurde bereits 1921 von Emil Julius Gumbel belegt, aber es kam zu keinen wirksamen Reformen. Die Gerichte fühlten sich oft nicht dem Gesetz, sondern dem Staat und dem Kampf gegen den Kommunismus verpflichtet.

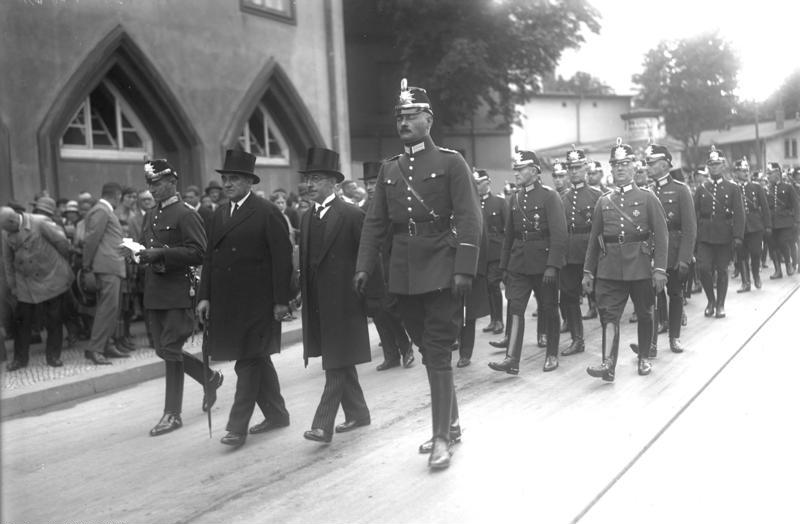
Trauerzug für ermordete Polizisten, Berlin 1931. Vorne zweiter von rechts: der stellvertretende Polizeipräsident Bernhard Weiß (1927–1932)

Die Blindheit galt auch für die massenwirksame Propaganda, die nicht nur von den Rechtsextremen selbst ausging, sondern auch von Medien der Mitte geteilt und mitgetragen wurde. Die Demokraten in der Verwaltung der Weimarer Republik wurden zum Teil systematisch verunglimpft. Der erste Reichspräsident, Friedrich Ebert, stellte bis zu seinem Tod 173 Strafanträge wegen Beleidigung und übler Nachrede. Am bekanntesten wurde der „Magdeburger Prozess“ von 1924, in dem der angeklagte völkische Redakteur zwar wegen Beleidigung verurteilt wurde, das Magdeburger Amtsgericht in seiner Urteilsbegründung aber feststellte, der Vorwurf, Ebert habe während des Januarstreiks 1918 Landesverrat begangen, treffe im strafrechtlichen Sinne zu. Der Berliner Polizeivizepräsident Bernhard Weiß, der als einer der wenigen standhaften Beamten regelmäßig gegen Rechtsbrüche von Hitlers SA vorging, wurde als Symbol jüdischer Emanzipation und demokratischer Wehrhaftigkeit von der NS-Presse antisemitisch diffamiert, ohne dass er in Beleidigungsprozessen durchschlagende Erfolge gegen führende Nationalsozialisten erzielen konnte.
Justizorgane spielten im Hinblick auf das Ende der Republik eine wichtige Rolle. Die Verhandlungen im Hochverratsprozess gegen Hitler konnten ungehindert zur Hetze und zur Verbreitung von Propaganda missbraucht werden. Darüber hinaus verbüßte er nach seinem Putschversuch nur eine geringe Haftstrafe und kam bald wieder frei. In der Urteilsbegründung wurde der Verzicht auf eine Ausweisung Hitlers (damals österreichischer Staatsbürger), die nach dem Republikschutzgesetz angebracht war, damit begründet, dass „auf einen Mann, der so deutsch denkt und fühlt wie Hitler […] die Vorschrift […] des Republikschutzgesetzes […] keine Anwendung finden“ kann. Reichspräsident Friedrich Ebert starb im Februar 1925 an einer verschleppten Blinddarmentzündung, die er aufgrund einer Anklage wegen Landesverrats nicht rechtzeitig hatte behandeln lassen. Im sogenannten Weltbühne-Prozess wurden die Journalisten Carl von Ossietzky und Walter Kreiser wegen Spionage zu 18 Monaten Haft verurteilt, weil in der Zeitschrift auf die geheime Aufrüstung der Reichswehr aufmerksam gemacht worden war.

### Reichswehr

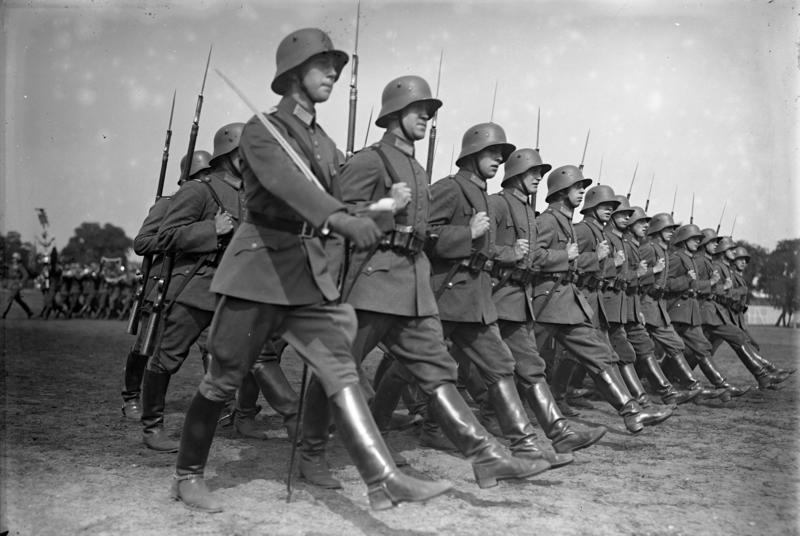
Militärparade der Reichswehr, 1930

Die Stärke der Militärmacht der Weimarer Republik wurde durch Artikel 160 des Versailler Vertrages geregelt. Die Größe des Landheeres wurde auf 100.000 und die der Marine auf 15.000 Berufssoldaten begrenzt. Der Unterhalt von Luftstreitkräften, Panzern, schwerer Artillerie, U-Booten und Großkampfschiffen war dem Reich untersagt. Zugleich wurde die Auflösung von Generalstab, Kriegsakademien und Militärschulen verfügt.
Die Soldaten der Reichswehr wurden auf die Weimarer Verfassung vereidigt. Oberbefehlshaber war der Reichspräsident, während der Reichswehrminister die Befehlsgewalt ausübte. Die militärische Kommandogewalt befand sich jedoch in den Händen des Chefs der Heeresleitung bzw. der Marineleitung. Daraus entwickelte sich ein Dualismus zwischen Zivilgewalt und militärischer Kommandogewalt, der zu einer schweren Belastung der Republik werden sollte. Denn während sich Reichswehrminister Otto Geßler während seiner Amtszeit mit begrenzten politischen und administrativen Aufgaben begnügte, gelang es dem Chef der Heeresleitung Hans von Seeckt, die Reichswehr der Kontrolle des Reichstages weitgehend zu entziehen. Unter Seeckt entwickelte sich die Reichswehr zu einem „Staat im Staate“. Sie fühlte sich eher einer abstrakten Staatsidee als der Verfassung verpflichtet und stand der politischen Linken mit ausgeprägtem Misstrauen gegenüber.
Bereits während des Kapp-Putsches 1920 hatte Seeckt den Einsatz der Reichswehr gegen die putschenden Freikorps verweigert, aber anschließend den Aufstand der Roten Ruhrarmee brutal niederschlagen lassen. Die Reichswehr organisierte außerdem mit der sogenannten „Schwarzen Reichswehr“ eine geheime und mit paramilitärischen Formationen vernetzte Personalreserve, als deren Führungskader sie sich begriff. Zugleich wurden neue militärische Strategien etwa zum Zusammenwirken moderner Waffen entwickelt. In diesem Zusammenhang entwickelte sich eine weitreichende Kooperation mit der Roten Armee, die beispielsweise zur geheimen Schulung deutscher Militärflieger in Lipezk führte.
Mit dem Sturz Seeckts 1926 nahm die Reichswehr einen Kurswechsel vor, für den vor allem Kurt von Schleicher verantwortlich zeichnete. Ziel war es, breite gesellschaftliche Unterstützung für das Projekt der Wiederaufrüstung zu wecken und die Gesellschaft selbst zum Zwecke künftiger Kriegsführung zu militarisieren. Unter der Reichspräsidentschaft Hindenburgs erlangte die Reichswehrführung zunehmenden politischen Einfluss und bestimmte schließlich auch die Zusammensetzung der Reichsregierungen mit. Dadurch trug die Reichswehr maßgeblich zur Entwicklung eines autoritären Präsidialsystems während der Endphase der Weimarer Republik bei.

### Territoriale Gliederung
Am Tag der Verfassungsverkündung bestand das Deutsche Reich aus 24 Ländern, die ihre Wurzeln in den Gliedstaaten des Deutschen Kaiserreichs hatten. Mit Wirkung vom 1. Mai 1920 vereinigten sich die thüringischen Freistaaten mit Ausnahme Coburgs, das sich 1920 Bayern anschloss, zum Land Thüringen. Im Jahr 1921 trat Waldeck-Pyrmont den Landesteil Pyrmont an Preußen ab, 1929 ging auch Waldeck in Preußen auf.
In ihrer Kernzeit umfasste die Republik somit folgende 18 Länder (Angaben von 1925) und das Saargebiet:

Länder Deutschlands, 1920–1921

| Land                              | Flagge | Wappen | Fläche (km²) | Einwohner  | Einw./km² | Hauptstadt   |
| --------------------------------- | ------ | ------ | ------------ | ---------- | --------- | ------------ |
| Freistaat Anhalt                  |        |        | 2.313,58     | 351.045    | 143       | Dessau       |
| Republik Baden                    |        |        | 15.069,87    | 2.312.500  | 153       | Karlsruhe    |
| Freistaat Bayern                  |        |        | 75.996,47    | 7.379.600  | 97        | München      |
| Freistaat Braunschweig            |        |        | 3.672,05     | 501.875    | 137       | Braunschweig |
| Freie Hansestadt Bremen           |        |        | 257,32       | 338.846    | 1.322     | Bremen       |
| Freie und Hansestadt Hamburg      |        |        | 415,26       | 1.132.523  | 2.775     | –            |
| Volksstaat Hessen                 |        |        | 7.691,93     | 1.347.279  | 167       | Darmstadt    |
| Freistaat Lippe                   |        |        | 1.215,16     | 163.648    | 135       | Detmold      |
| Freie und Hansestadt Lübeck       |        |        | 297,71       | 127.971    | 430       | –            |
| Freistaat Mecklenburg-Schwerin    |        |        | 13.126,92    | 674.045    | 51        | Schwerin     |
| Freistaat Mecklenburg-Strelitz    |        |        | 2.929,50     | 110.269    | 38        | Neustrelitz  |
| Freistaat Oldenburg               |        |        | 6.423,98     | 545.172    | 85        | Oldenburg    |
| Freistaat Preußen                 |        |        | 291.639,93   | 38.120.170 | 131       | Berlin       |
| Freistaat Sachsen                 |        |        | 14.986,31    | 4.992.320  | 333       | Dresden      |
| Freistaat Schaumburg-Lippe        |        |        | 340,30       | 48.046     | 141       | Bückeburg    |
| Land Thüringen                    |        |        | 11.176,78    | 1.607.329  | 137       | Weimar       |
| Freistaat Waldeck                 |        |        | 1.055,43     | 55.816     | 53        | Arolsen      |
| Volksstaat Württemberg            |        |        | 19.507,63    | 2.580.235  | 132       | Stuttgart    |
| Deutsches Reich (ohne Saargebiet) |        |        | 468.116,13   | 62.388.689 | 133       | Berlin       |
| Saargebiet                        |        |        | 1.910,49     | 768.000    | 402       | Saarbrücken  |
| Deutsches Reich                   |        |        | 470.026,62   | 63.156.689 | 134       | Berlin       |

Bis zum Inkrafttreten des Versailler Vertrages im Januar 1920 bestanden formell noch deutsche Kolonien. Die Rückgewinnung der Kolonien blieb offizielle Regierungspolitik und war in der Verwaltung der Weimarer Republik verankert (erst als Kolonial-Zentralabteilung im Reichsministerium für Wiederaufbau und danach als kolonialpolitische Abteilung im Auswärtigen Amt). Tatsächlich wurden aber alle deutschen Überseegebiete bereits bei Kriegsende 1918 von den Siegermächten kontrolliert und sie kamen nach dem Friedensschluss als Mandate unter die Verwaltung des Völkerbundes.

### Bevölkerungsmerkmale
Die Gesellschaft der Weimarer Republik startete mit erheblichen, kriegsbedingten Lücken in der männlichen Bevölkerung: 2,4 Millionen gefallene Soldaten und 2,7 Millionen früh sterbende Dauerinvaliden in der Altersgruppe der 20- bis 50-Jährigen bewirkten einen entsprechenden Frauenüberschuss und zugleich stark rückläufige Geburtenraten. Gebiets- und Bevölkerungsverluste als Konsequenzen des Versailler Vertrags bewirkten eine zusätzliche Schrumpfung um mehr als 5,7 Millionen Menschen.

#### Frauenstellung im Wandel

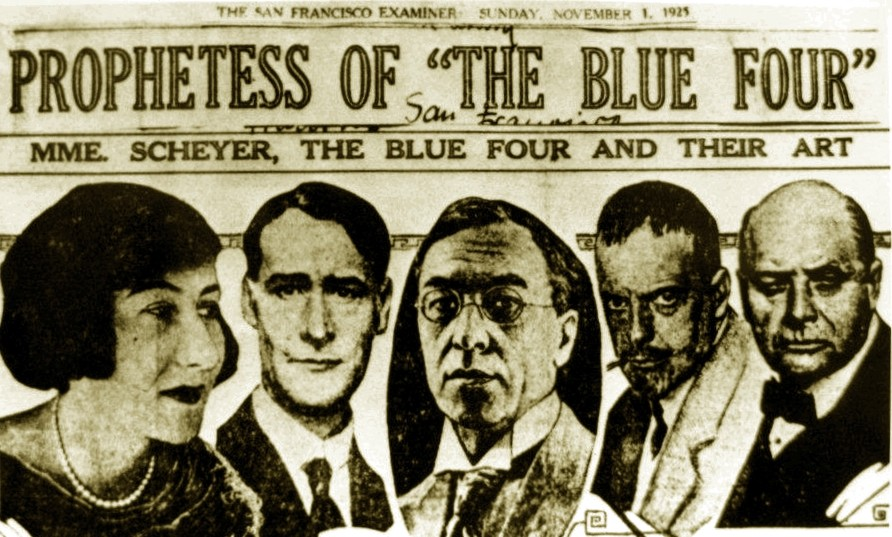
Galka Scheyer, die „Prophetin der Blauen Vier“, mit Lyonel Feininger, Wassily Kandinsky, Paul Klee und Alexej Jawlensky, Collage auf einer Zeitungsseite des „San Francisco Examiners“ vom 1. November 1925

Mit der Gründung der Weimarer Republik erhielten Frauen das aktive und passive Wahlrecht. An den Wahlen zur Verfassunggebenden Nationalversammlung beteiligten sich 78 % der wahlberechtigten Frauen, 9,6 % der Abgeordneten waren weiblich. Frauen blieben aber auch in den zwanziger Jahren in allen Parteien weiterhin unterrepräsentiert und waren kaum in hohen Parteiämtern vertreten.
Durch den langfristigen Strukturwandel im Wirtschaftsleben bedingt, war das Arbeitsplatzangebot im landwirtschaftlichen Sektor weiter rückläufig, während es im Dienstleistungsbereich zunahm und auf ein Drittel aller Beschäftigungsverhältnisse anstieg. Mehr als ein Drittel der Frauen war 1925 erwerbstätig. Angebote für weibliche Erwerbsarbeit waren vor allem im expandierenden Dienstleistungssektor vorhanden: in der öffentlichen Verwaltung, im Schuldienst und im Gesundheitswesen. In der Privatwirtschaft fanden viele Frauen als Verkäuferinnen oder Stenotypistinnen einen Arbeitsplatz.
Der Frauenanteil auf Angestellten- und Beamtenstellen, so Hans-Ulrich Wehler, lag bald über dem von Männern. Doch übten die Frauen in der Regel die untergeordneten, schlechter bezahlten Funktionen aus und wurden sogar in tarifvertraglich geregelten Arbeitsverhältnissen für gleiche Arbeit geringer entlohnt als Männer. In der Weltwirtschaftskrise konnten weibliche „Doppelverdiener“ aufgrund eines Gesetzes von 1932 nach Bedarf entlassen werden.

#### Jugendliche in prekären Verhältnissen

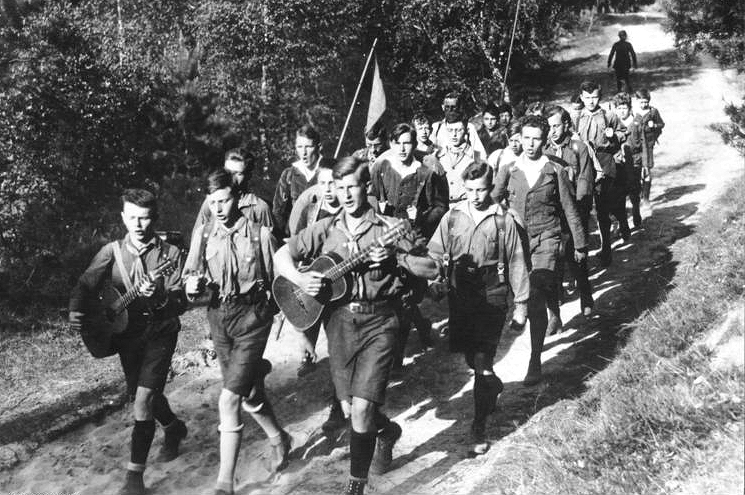
Wandervogelgruppe, um 1930

Das kriegsbedingt vaterlose Aufwachsen vieler Kinder und Jugendlicher wie auch inflationsbedingte materielle und Statusverluste in den sozialen Mittelschichten hatten Folgen. Sie schlugen sich nieder in einem fortgesetzten Autoritätsverlust der Elternhäuser und der von ihnen vermittelten sozialmoralischen Normen. Eine von der Jugendbewegung inspirierte Kritik an der „verknöcherten Erwachsenenwelt“ breitete sich aus.
Knapp die Hälfte der neun Millionen Jugendlichen waren Mitglieder in einem Jugendverband. Den stärksten Anteil hatten Sportvereine (1,6 Millionen) und Kirchenverbände (1,2 Millionen); Jungbanner (700.000), Arbeiterjugend (368.000) und Bündische Jugend (51.000) blieben an Mitgliedern dahinter zwar weit zurück, wirkten aber mit ihrem Lebensstil und ihren Publikationen auch nach außen und wurden zu Partnern im Dialog mit Reformpädagogik, Lebensreform und Sexualreform. In Bezug auf den „Amerikanismus“ als Leitbild waren zwar einerseits viele Jugendliche beider Geschlechter aufgeschlossen, weil damit erregend Neues verbunden war; in der Bündischen Jugend und in national-konservativen Jugendgruppierungen dagegen wurde diese Strömung als „zersetzend“ und „undeutsch“ kompromisslos abgelehnt.
In der Weltwirtschaftskrise wurden Jugendliche häufig als erste entlassen und waren deshalb von der Massenarbeitslosigkeit besonders stark betroffen. Auch Jungakademiker sahen sich in ihren beruflichen Ambitionen enttäuscht. Daraus entstand ein Krisenbewusstsein, das zu kultureller und politischer Radikalisierung führte. Insbesondere die Jungakademiker sagten einer „vergreisten“ Republik, die ihren Nachwuchs nicht unterbringen konnte, im Namen der „Jungen Generation“ den Kampf an.

#### Juden zwischen Assimilation und Ausgrenzung
Der von Kaiser Wilhelm II. höchstselbst gestützte Antisemitismus war während des Ersten Weltkriegs durch Organisationen wie den Alldeutschen Verband weiter angeheizt worden, indem man damit einen Krieg zwischen Ariern und Juden verband und für die Niederlage im Rahmen der Dolchstoßlegende die Juden verantwortlich machte. So entfaltete seit dem Winter 1918/19 der öffentlich praktizierte Antisemitismus eine bis dahin ungekannte Wirkung. Zwar ebbte die Welle bald wieder ab und es kam während der Jahre relativer Stabilität zu einer merklichen Beruhigung. Mit der Weltwirtschaftskrise aber formierten sich die vielfältig aufgeladenen antisemitischen Strömungen in der Gesellschaft erneut.

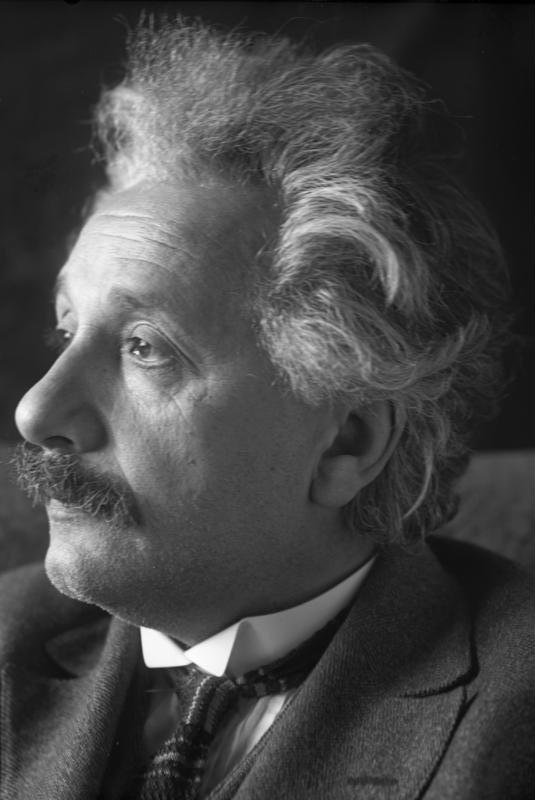
Albert Einstein, 1930

Im Jahre 1925 stellten die 564.000 Glaubensjuden in Deutschland gerade 0,9 % der Bevölkerung, vier Fünftel davon alteingesessene jüdische Bürger; hinzu kamen 108.000 ostjüdische Zuwanderer. Vom Bevölkerungsdurchschnitt stark abweichend war historisch-traditionsbedingt die berufliche Orientierung der Juden, die zur Hälfte als Selbständige tätig waren (sonst 16 %) und vor allem in Handel, Bankwesen und einigen freien Berufen dominierten oder stark vertreten waren, jedoch wenig in der Industrie und nur ganz selten in der Landwirtschaft.
Das Verhältnis der Juden zur Weimarer Republik war nicht einseitig von Furcht und Abwehr bestimmt; denn die formellen und informellen Schranken, die noch im Kaiserreich Juden die Karriere im Staatsdienst oder im akademischen Bereich verstellt hatten, waren durch die Weimarer Verfassung beseitigt. Der seit dem 19. Jahrhundert laufende Assimilierungs- und kulturelle Verschmelzungsprozess verstärkte sich in den 1920er Jahren bei einem Großteil der deutschen Juden noch, während andere auswanderten oder sich zum Zionismus bekannten. Die Erfolge deutscher Juden als Wissenschaftler zu Zeiten der Weimarer Republik sprechen für sich: Unter den vierzehn deutschen Nobelpreisträgern der Naturwissenschaften (Physik, Chemie und Medizin) der Jahre 1918 bis 1932 waren sechs jüdische Naturwissenschaftler: Fritz Haber, Albert Einstein, James Franck, Gustav Hertz, Otto Meyerhof und Otto Warburg.
55 % der deutschen Juden lebten in Großstädten, allein ein Drittel in Berlin. „Berlin und seine Juden: Das war die intensivste Steigerung dessen, was das konservative Deutschland am Staat von Weimar haßte.“ In Bayern äußerte sich 1920 der Schriftsteller Ludwig Thoma im Miesbacher Anzeiger: „Berlin ist nicht deutsch, ist heute das Gegenteil davon, ist galizisch verhunzt und versaut.“ Speziell gegen die zugewanderten Ostjuden, die sich durch ihr Äußeres und im Auftreten deutlich unterschieden („Kaftanjuden“ versus „Krawattenjuden“) und als Fremde wahrgenommen wurden, entlud sich der Hass der Antisemiten. Das vor allem von armen Ostjuden bewohnte Scheunenviertel wurde 1923 zum Ort pogromartiger Gewaltexzesse von Antisemiten, die erst durch einen massiven Polizeieinsatz gestoppt wurden. Der Antisemitismus gehörte laut Wehler neben Führerkult und Radikalnationalismus zu den „Integrationsklammern“ der NSDAP. Auch ohne die Reichskanzlerschaft Hitlers wäre die Republik mit dem Antisemitismus nicht leicht fertiggeworden. „Um wie viel verhängnisvoller mußte es sich aber auswirken, als ein hasserfüllter, gewissenloser Antisemit in den Besitz der Staatsgewalt kam und sich anschickte, mit ihren Mitteln seine Utopie von einem judenfreien Rassereich zu verwirklichen.“

## Kunst und Kultur
Der Durchbruch einer modernen Massenkultur, der im zeitgenössischen Bewusstsein mancherlei Züge einer „Amerikanisierung“ aufwies, war in der Weimarer Demokratie eher ein urbanes als ein gesamtgesellschaftliches Phänomen und begleitet von instabilen Verhältnissen und Widerständen gegen einen „undeutschen Entfremdungsprozess“. Entwicklungsbrennpunkt der Innovationen im Kulturleben der 1920er Jahre war Berlin, seinerzeit mit vier Millionen Einwohnern die drittgrößte Stadt der Welt und „als Kino-, Theater-, Zeitungs- und Sportstadt auch schon aus Sicht der Zeitgenossen die kulturelle Kapitale der Zwischenkriegszeit.“
Manches von dem, was im Rückblick zu Kunst und Kultur der Weimarer Republik gezählt wird, war zeitlich und räumlich außerhalb ihrer selbst angelegt. Sie war Teil einer klassischen Moderne, die sich vom Ende des 19. Jahrhunderts bis in die 1930er Jahre erstreckte, und fiel in deren Ausgestaltungsphase. Damit die bereits angelegten Tendenzen kulturell hegemonial werden konnten, mussten laut Henning Köhler gegenüber der Kaiserzeit noch zwei Faktoren hinzukommen: die Erschütterung durch die Grausamkeit des Weltkriegs, die vieles Hergebrachte kulturell delegitimierte, und die ab 1918 endlich vollzogene gesellschaftliche Gleichstellung der deutschen Juden, die sich als Künstler, vor allem aber als Käufer um die Kunst verdient machten.
Indem Deutschland damals einerseits ein ausgesuchtes Erprobungsfeld der neuesten Avantgardetrends war und andererseits der Ort der heftigsten Reaktion darauf, wurde es nach Ansicht von Walter Laqueur „wie selbstverständlich das interessanteste Land Europas.“ Die zwanziger Jahre, so Hagen Schulze, „sind von einer nie dagewesenen intellektuellen Fruchtbarkeit, genährt von dem nervösen, neurotischen Gefühl der Unsicherheit und Unbehaustheit, das nach dem Krieg das geistige wie das politische Leben durchzieht und die Menschen rastlos nach archimedischen Punkten suchen läßt, von denen aus die gesamte Gegenwart aus ihren Angeln zu heben ist.“
Dabei weisen politische und kulturelle Entwicklungen der Jahre 1918 bis 1933 erkennbare Parallelen auf: „Das Erlebnis von Weltkrieg und Revolution ließ die Expressionisten mit ihrem utopischen Menschheits-Pathos an die breite Öffentlichkeit treten. Revolutionäre Gebärde und auch revolutionäres Engagement suchten die befreiende Verbindung mit den ‚Massen‘.“ Eine proletarische Botschaft war den mitfühlenden Arbeiter-Darstellungen von Otto Dix ebenso zu entnehmen wie seinen brutalen Porträts von Zuhältern und Dirnen. Einen politischen Appell stellte auch Käthe Kollwitz’ graphisches Werk mit trauernden Müttern, hungernden Kindern sowie den Opfern von Krieg und kapitalistischer Ausbeutung dar. Dagegen entfaltete sich in der Phase der relativen Stabilisierung die Neue Sachlichkeit als übergreifendes Motiv. Für sie bezeichnend war die Suche nach einem Standort in der wirklichen Welt.
Die teils mit einem sozialkritischen Realismus verbundene Endphase der Republik ab 1929/30 markiert wie in der Politik eine Zäsur, die zu Abbruch und Radikalisierung auch in Kunst und Kultur führte. Peter Hoeres sieht als Hinterlassenschaft eine disparate kulturelle Moderne, ebenso faszinierend wie ambivalent, „die so rasant daherkam und ungemütlich ausstaffiert war, dass viele nicht bereit waren, ihren ambitionierten Kündern zu folgen.“

### Moderne im Umbruch

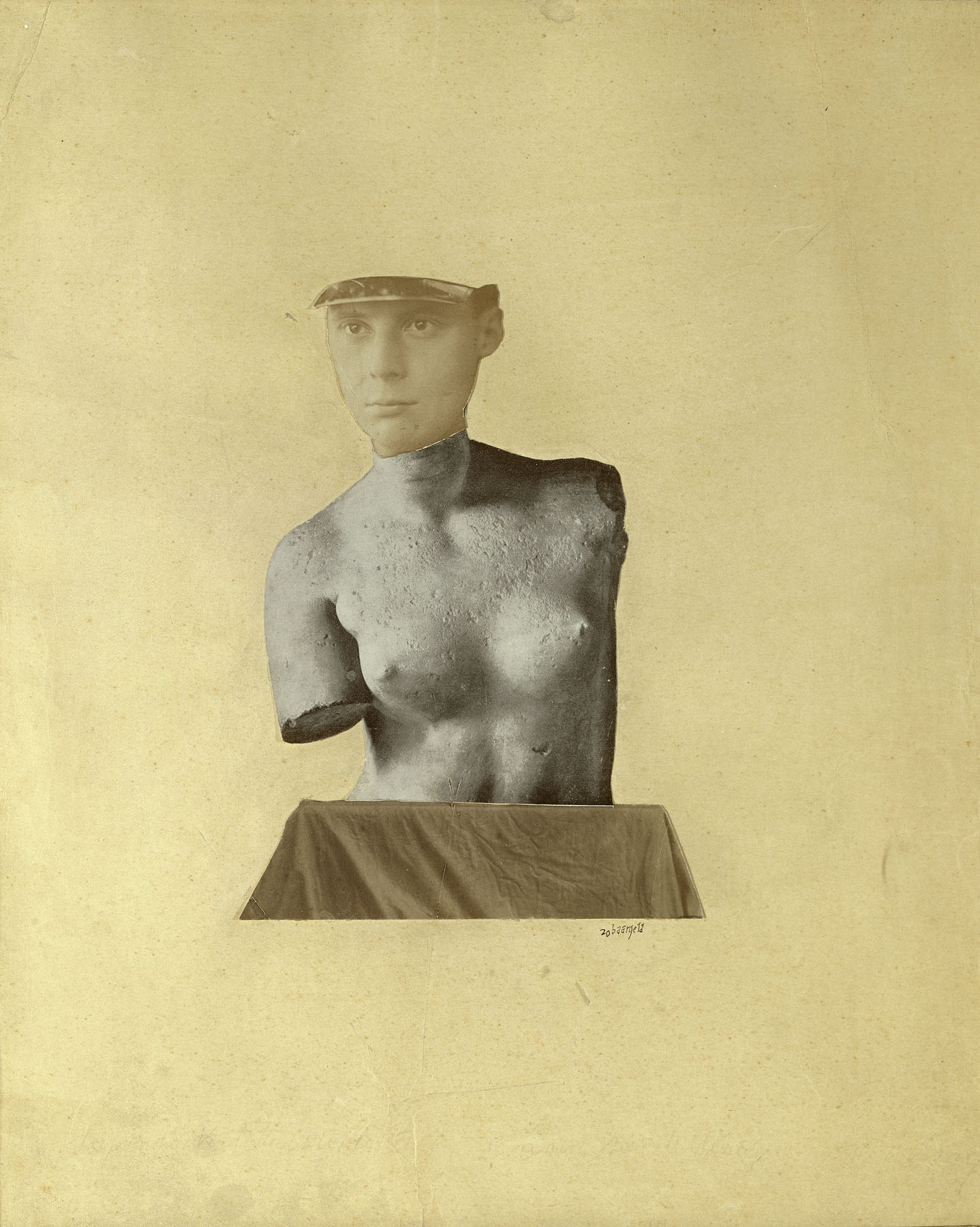
Johannes Theodor Baargeld: Typische Vertikalklitterung als Darstellung des Dada Baargeld, 1920, Kunsthaus Zürich, Graphische Sammlung. Diese verfremdete Venus von Milo-Darstellung wurde im Rahmen der Ersten Internationalen Dada-Messe gezeigt.

Am 9. November 1918, dem Tag der Ausrufung der Republik im Zeichen der Revolution, wurde noch am Abend im Reichstagsgebäude ein „Rat der Intellektuellen“ gebildet, die meisten von ihnen Expressionisten, der unter anderem die Verstaatlichung aller Theater und eine in das Volk zu tragende, weltverändernde Kunst forderte. Die am 3. Dezember 1918 konstituierte Novembergruppe mit Max Pechstein und César Klein sah sich in der Funktion eines „Kunstrats“, der in allen die Kunst betreffenden politischen Fragen maßgeblichen Einfluss beanspruchte. Er hatte beträchtlichen Zulauf, so von den Architekten Peter Behrens, Walter Gropius und Ludwig Mies van der Rohe, von Malern wie Ludwig Meidner, Wassily Kandinsky und Lyonel Feininger oder Künstlern wie George Grosz, Conrad Felixmüller und Otto Dix. Die Gruppe war jedoch hinsichtlich der individuellen gesellschaftspolitischen Vorstellungen und künstlerischen Programme zu heterogen zusammengesetzt, um tatsächlich bedeutende Wirkung entfalten zu können. Ähnlich erging es dem Arbeitsrat für Kunst, der den Zusammenschluss aller Künstler zu einer wirklichen Arbeitsgemeinschaft anstrebte. Hier engagierten sich neben Mitgliedern der Novembergruppe unter anderen Bruno Taut, Erich Heckel, Karl Schmidt-Rottluff und Emil Nolde.
Neben dem quer durch die Kunstgattungen fortwirkenden Expressionismus war die Frühphase der Republik Entfaltungsraum für eine Reihe weiterer avantgardistischer Stilrichtungen wie Kubismus, Futurismus, Purismus, Verismus und Konstruktivismus. Schockierende Wirkung entfaltete in der Frühzeit der Weimarer Republik der 1916 in Zürich entstandene Dadaismus, der nun von Berlin aus alle bisherige Kunst radikal in Frage stellte. Anstelle einer neuen Kunstrichtung ging es vornehmlich um Foto, Maschine und politisches Happening. Es wurden Dada-Soiréen veranstaltet, zum Beispiel mit einem Wettrennen zwischen Nähmaschine (betrieben von George Grosz) und Schreibmaschine (bedient von Walter Mehring). „Die Dadaisten erschienen in grotesken Masken, in militärischen Uniformen, mit Monokeln, ritten auf Holzpferdchen (frz. Dada), auf großen Eisernen Kreuzen und Papiermachétotenköpfen.“ Anlässlich der Ersten Internationalen Dada-Messe 1920 in Berlin standen Fotocollagen, Klebebilder, Witzplakate und ausgestopfte Puppen im Vordergrund: das Klamaukartige, das betont Antimalerische. George Grosz und John Heartfield posierten zur Eröffnung mit dem Schild: „Die Kunst ist tot. Es lebe die neue Maschinenkunst Tatlins.“ (Die Dadacollage Raoul Hausmanns „Tatlin at home“ stellte einen Mann dar, der nichts als Maschinen im Kopf hat.). Der Staat unterstützte die neuen Strömungen durch Ankauf zeitgenössischer Kunstwerke für die Nationalgalerie, darunter impressionistische Werke von Leo von König, Ernst Oppler oder Ulrich Hübner aber auch expressionistische Kunst von Franz Heckendorf oder Joseph Oppenheimer bis hin zu ersten Werken der Neuen Sachlichkeit.
Die Vielzahl der Richtungen und Varianten unter Künstlern und Intellektuellen in dieser Umbruchphase war in einem Motiv einig: in der Suche nach dem „vollkommen Neuen und der neuen Vollkommenheit“. Meist ging es um nicht weniger als eine „Neue Welt“ und einen „Neuen Menschen“. Der auf Kompromisse zwischen Sozialdemokratie und bürgerlicher Mitte gegründete Weimarer Staat hatte unter ihnen nicht viele bedeutende Fürsprecher, wie es die Gebrüder Heinrich und Thomas Mann waren. Hermann Hesse zum Beispiel trat aus der Sektion für Dichtkunst der Preußischen Akademie der Künste unter ausdrücklicher Bekundung seines Misstrauens gegen die deutsche Republik aus. Die paar guten Geister der Revolution seien totgeschlagen, die Gerichte ungerecht, die Beamten gleichgültig und das Volk infantil. Was die Verbreitung des „republikanischen Gedankens“ betrifft, nahm bereits Kurt Tucholsky eine sehr begrenzte Reichweite an. Außerhalb der Hauptstadt Berlin sei „nur fleckweise“ etwas von ihm zu merken. Östlich der Elbe sehe es damit „faul“ aus, „rechts der Oder oberfaul“.

### Lebensstile im Wandel
Mit Einführung des Achtstundentags und ersten tariflichen Urlaubsregelungen wurde Freizeitgestaltung für die Masse der Lohnabhängigen in der Weimarer Republik überhaupt erst Alltagsbestandteil. Ein facettenreiches Angebot spiegelte die neuen Möglichkeiten: Rummelplätze, Variétés, Tanzsäle, Kinopaläste, Boxarenen und Sechstagerennen boten Unterhaltung; Theater, Bibliotheken und Volkshochschulen kamen dem Bildungsbedürfnis zugute. Größte Popularität erlangten durch den Bau von neuen Sportanlagen der Sport und Sportvereine. Mitglieder- und Zuschauerzahlen sowie die Anzahl der Sportzeitungen und -zeitschriften nahmen um ein Vielfaches zu. Massentaugliche Medien wie Schallplatte, Film, Illustrierte und Radio dienten unter anderem einer Demokratisierung des bis dahin weitgehend der gesellschaftlichen Oberschicht vorbehaltenen Kunstgenusses. An die Stelle der bisherigen Kluft zwischen „ernster“ E-Kunst und „unterhaltsamer“ U-Kunst sollte nun als Bogenschlag die A-(Allgemein-) Kunst treten.

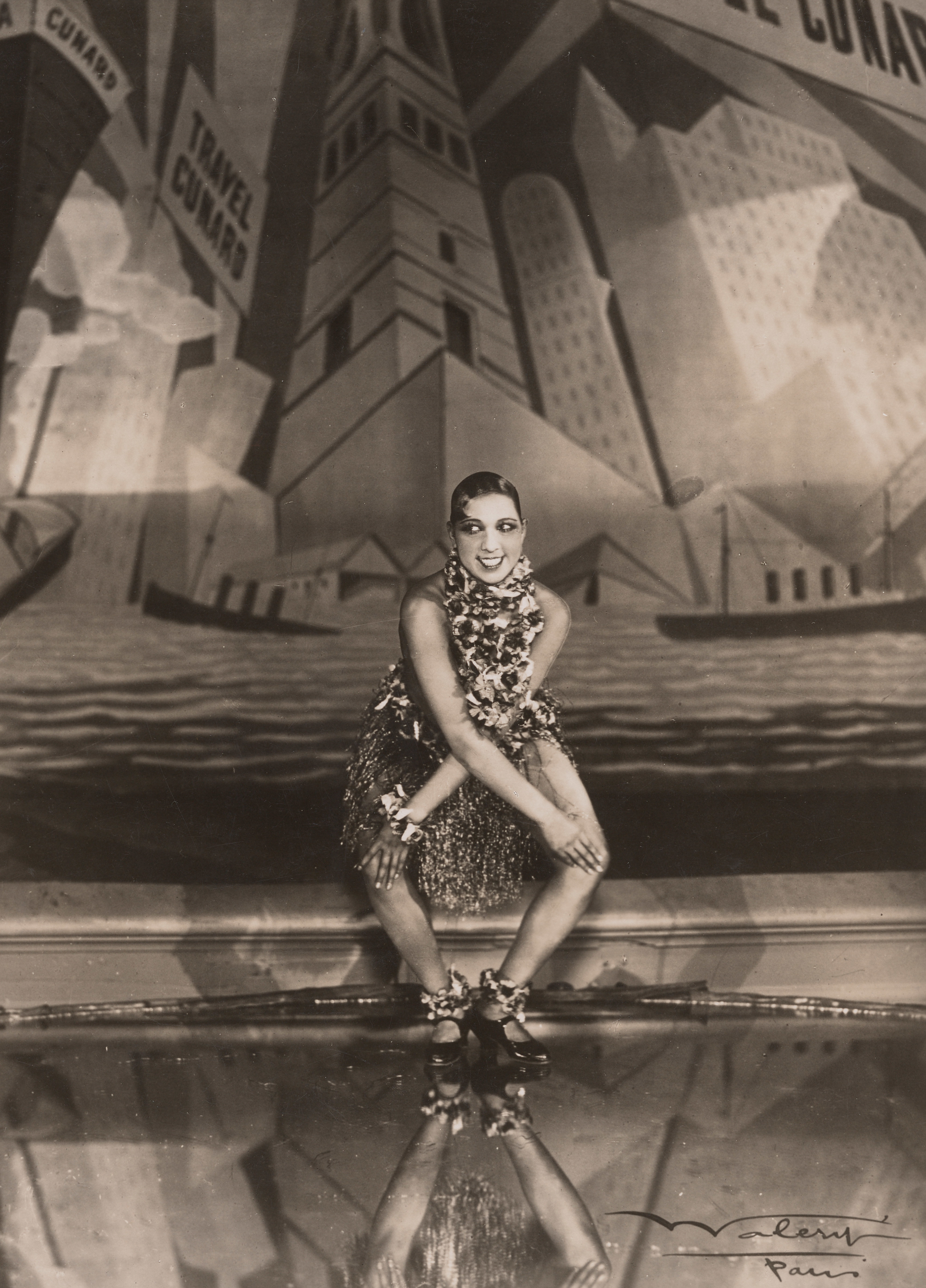
Josephine Baker tanzt den Charleston

Starke Impulse für die kulturelle Entwicklung der Republik gingen von den Vereinigten Staaten aus: „Das Bild des strahlenden Siegers aus Übersee, der Mythos vom Land der unbegrenzten Möglichkeiten, die amerikanische Wirtschafts- und Finanzkraft und der Vorsprung in Massenproduktion und Massenkonsum verknüpften sich mit Vorstellungen von ungehinderter Rationalität, traditionslosem Neuerertum, massenkultureller Avantgarde, Entfaltung neuer Medienwelten …“ Die Reaktion auf die hinsichtlich neuer Technik, Konsumerwartungen, Film, Tanz und Jazz sich ausbreitende „amerikanische Welle“ waren allerdings unterschiedlich und im rechten politischen Spektrum von polemischer Abwehr bestimmt, die sich in Begriffen wie „Negermusik“ niederschlug. Als Josephine Baker 1927 mit ihrer Charleston Jazzband in Berlin auftrat, hatte sich Jazz als Teil der Vergnügungsindustrie jedoch bereits etabliert und galt seinen Anhängern als schick und modisch.
Der Boden, auf dem neue Lebensformen sich herausbildeten, war die Großstadt. In ihrer Anonymität, von nachbarschaftlicher Kontrolle kaum beeinträchtigt, gab es viel Raum zur freien persönlichen Entfaltung sowie ein reichhaltiges Medien- und Warenangebot. Zur „Vergnügungsmetropole Europas“ wurde Berlin, seit 1920 mit 4,3 Millionen Einwohnern die nach New York und London drittgrößte Stadt der Welt. Unbändiger als andernorts entwickelten sich in Berlin Tanzbewegung und Sexwelle: „Sexuelle Fragen standen in der Literatur, im Film und im Theater weit vorn. Manchmal schritt der Zensor ein, aber insgesamt herrschte ein Klima der Duldsamkeit, und jedenfalls war man in diesen Jahren hier großzügiger als sonst in einem Land.“ In den Kaffeehäusern trafen sich zum Gedankenaustausch Avantgarde und gewöhnliches Publikum, Schriftsteller und Kritiker. Besonderer Anziehungspunkt der kulturellen Szene war das Romanische Café, wo auch Maler und Schauspieler ein und aus gingen. Zeitgleich entwickelte sich eine der ersten offen homosexuellen Subkulturen der Welt. Als Stadt der Superlative war das damalige Berlin die größte und vielfältigste Zeitungsstadt der Welt, die Stadt der Theater, Konzertsäle und des politischen Kabaretts. Berlin verfügte über die schnellste Stadtbahn und war mit annähernd einer halben Million Anschlüssen auch die telefonierfreudigste Stadt der Welt.

### Ausstrahlende „Neue Sachlichkeit“

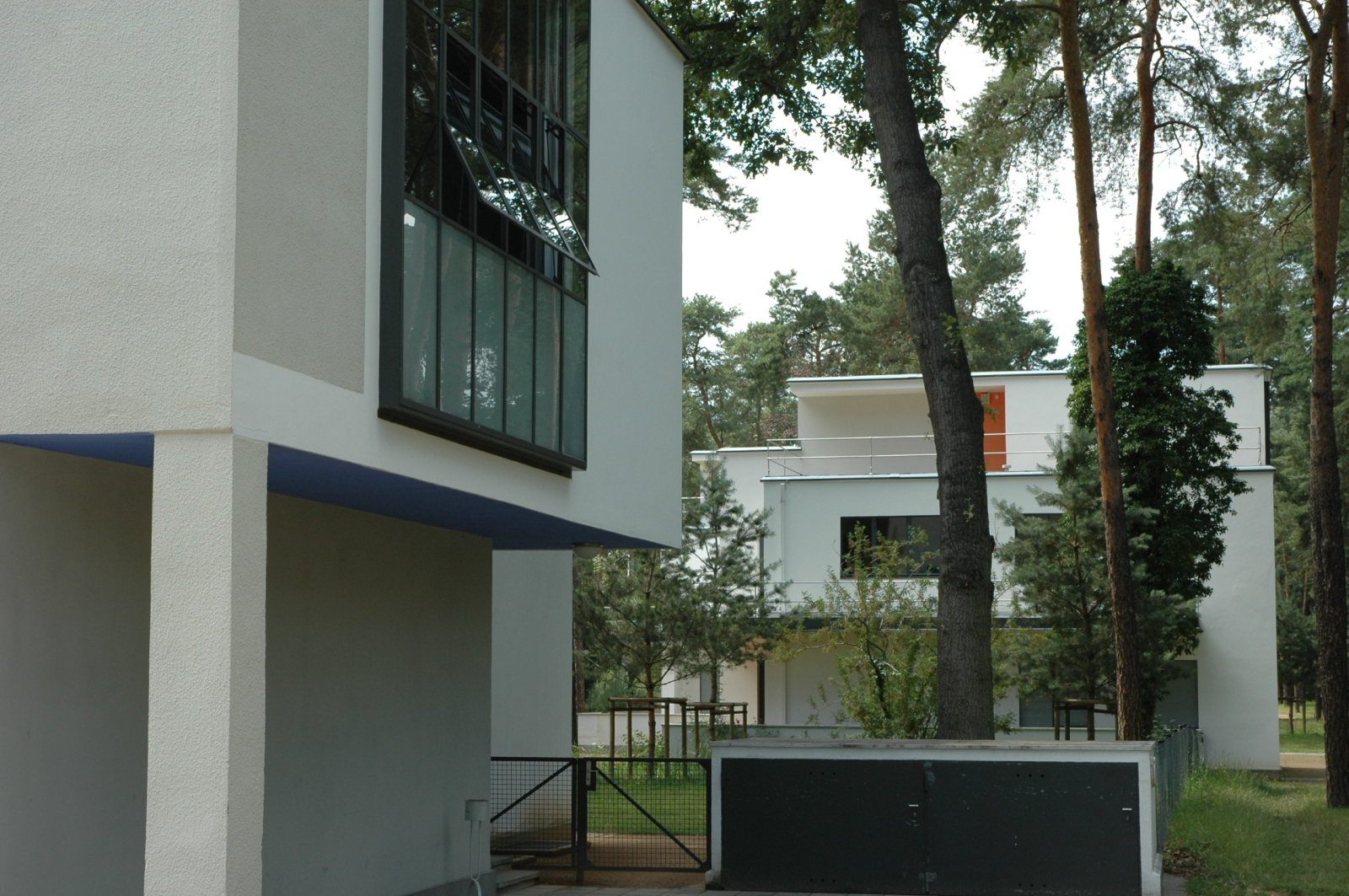
Meisterhäuser in Dessau (Ebert-Allee)

Mit dem Ende der Hyperinflation ergaben sich auch für Kunst und Kultur der Republik neue Rahmenbedingungen. Künstler und bürgerliche Intellektuelle hatten vielfach die kleinen und mittleren Vermögen verloren, aus denen sie ihren Lebensunterhalt hauptsächlich bestritten hatten. Nun galt es für sie, sich neuen Konsumansprüchen auf einem veränderten Markt zu stellen und eine „demokratische“, unpathetische Gebrauchskunst zu entwickeln. Eine allgemeine Versachlichung der ästhetischen Ausdrucksformen setzte sich nun als neue Stilrichtung gattungsübergreifend durch. Der Begriff „Neue Sachlichkeit“ wurde zuerst auf die Malerei angewendet, wo die Avantgarde, oft in Gestalt bereits bekannter Künstler, nun in Stillleben und „betont unprätentiösen Portraits“ auf Objektivität und Distanziertheit zielte, auf eine „neue Gegenständlichkeit“.
In der Architektur, die mehr als jeder andere Aspekt der Weimarer Kultur einen dauerhaften internationalen Einfluss ausübte, war vor allem das 1919 in Weimar gegründete und 1925 nach Dessau verlegte Bauhaus ausstrahlend wirksam. Hier wurde der Anspruch der „Wiedervereinigung aller werkkünstlerischen Disziplinen – Bildhauerei, Malerei, Kunstgewerbe und Handwerk – zu einer neuen Baukunst“ erhoben. Das von Walter Gropius als Direktor und Nachfolger Henry van de Veldes vertretene Konzept einer wiederhergestellten Einheit von künstlerischer und handwerklicher Ausbildung zog bedeutende Künstler als Lehrende ans Bauhaus, darunter Lyonel Feininger, Johannes Itten, Paul Klee, Oskar Schlemmer, Wassily Kandinsky und László Moholy-Nagy. Die Vorstellungen aus der frühen Weimarer Ära von einem künstlerischen Gesamtkunstwerk (wobei der Künstler als Steigerung des Handwerkers verstanden wurde) wichen mit der von Gropius organisierten ersten Bauhausausstellung von 1923 unter dem Titel „Kunst und Technik – eine Einheit“ einem Bemühen um Anschluss an ökonomische Verwertungsmöglichkeiten. Konstruktion und Einrichtung von Häusern basierten in der Folge auf der Entwicklung von Prototypen für Handwerk und industrielle Serienfertigung. Im Umfeld des Dessauer Bauhausgebäudes wurden exemplarische „Meisterhäuser“ errichtet, deren Gemeinsamkeit in Flachdach, kubischer Grundform und weißem Anstrich zum Ausdruck kam.

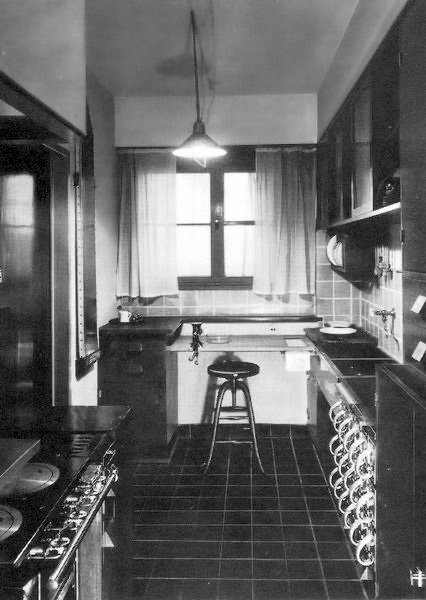
Die Frankfurter Küche von 1926

Für den zeitgemäßen Städtebau, der als politische, soziale und wirtschaftliche Herausforderung begriffen wurde, sah Gropius breite Blocks mit nach Süden ausgerichteten Terrassen vor, als Baumaterial im Wesentlichen Stahl, Glas und Beton. Die Ausführung sollte präzis, praktisch-funktionell und frei von überflüssiger Ornamentierung sein, in der Wirkungsabsicht auf die kubische Komposition gerichtet. Auch die Wohnungsinneneinrichtung wurde auf schnörkellose Funktionalität hin angelegt. Nicht versklavende Fülle, sondern eine befreiende Leere galt es zu erzeugen, beispielsweise durch einen Wohnungstyp ohne Tapeten, Vorhänge und Tischtücher. Bei den Möbeln sorgten Klapptische, Klappbetten oder Sofas mit Bettkästen für funktionelle Nützlichkeit. „Fast alles ist klappbar, schwenkbar, verstellbar, stapelbar, wegstellbar und damit letztlich austauschbar und könnte ebensogut von jemand anderem benutzt, weggestellt oder weggeklappt werden.“ Als erste Einbauküche der Welt wurde 1926 die Frankfurter Küche vorgestellt. „Zweckmäßiges Wohnen für jedes Einkommen“, so ein Publikationstitel, bestand zumeist in recht kleinen Wohnungen, die aber den Eindruck von Weiträumigkeit vermittelten, weil fast alle Zimmer ohne Türen ineinander übergingen. Weißgetünchte Wände und große Fenster erzeugten Helligkeit, in der für Persönliches aber kaum Platz war. „Auch die neusachlichen Möbel tragen zu dieser Unpersönlichkeit bei. Meist handelt es sich um Schleiflackmöbel mit Metallteilen, die auch im Behandlungszimmer eines Zahnarztes stehen könnten. Überhaupt dominiert das Lackierte, Verchromte, Stählerne, Synthetische, während warme Holztöne fast völlig fehlen.“
Doch auch in den Reihen der Architektur-Avantgarde war die reine Wohnmaschine umstritten. Manche von ihnen setzten sich für einen Siedlungsbau mit niedrigen Häusern und möglichst vielen Grünflächen ein. Wo entsprechende Mittel zur Behebung der nach dem Weltkrieg eingetretenen Wohnungsnot zur Verfügung standen, wie zeitweise im Berliner sozialen Wohnungsbau – zwischen 1924 und 1929 wurden fast 85 % der neugebauten Siedlungen und Wohnblocks durch die öffentliche Hand finanziert –, da konnten in verschiedenen Stadtteilen großzügig geplante Siedlungen mit Grünzonen geschaffen werden, von denen einige heute zum UNESCO-Welterbe gehören.

### Theater, Film, Musik und Literatur

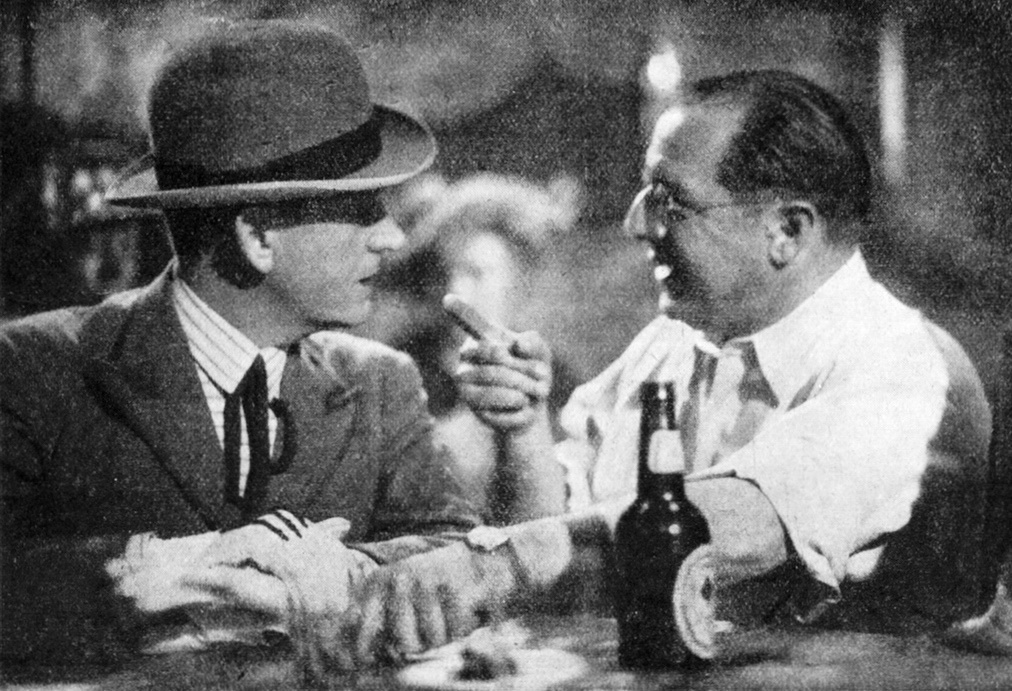
Georg Wilhelm Pabst und Albert Préjean (als Mackie Messer) während der Verfilmung der Dreigroschenoper, 1931

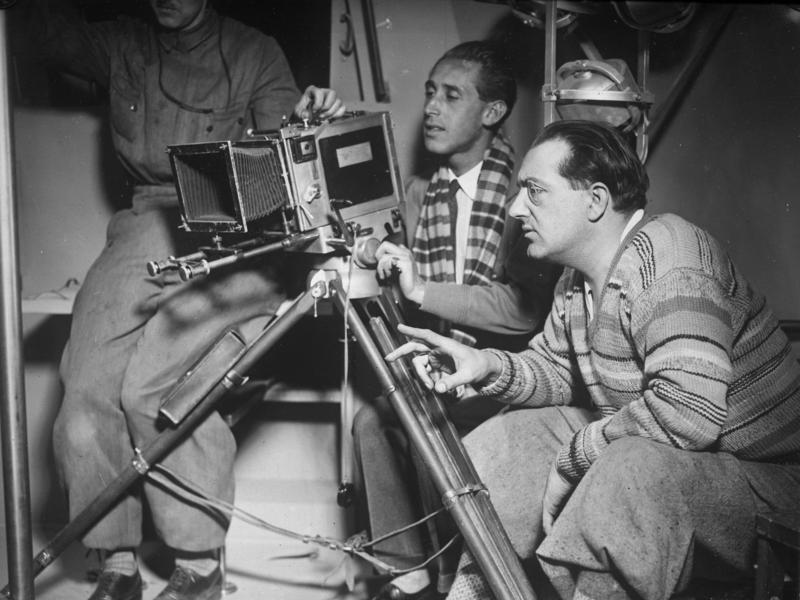
Fritz Lang bei den Dreharbeiten zu Frau im Mond, 1929

Berlin wurde in den 1920er Jahren auch zu einer „Weltmetropole des Theaters“, in der die bedeutendsten Regisseure, die begabtesten Schauspieler und die renommiertesten Theaterkritiker anzutreffen waren und auf ein theaterbegeistertes Publikum stießen. Das Theater spiegelte den Zeitgeist, die Bühne glich einer nationalen Institution: „Über neue Stücke wurde hitzig debattiert, als seien sie Ereignisse von größter politischer oder gesellschaftlicher Bedeutung. Eine Uraufführung diskutierte man eingehender als einen neuen Roman, […] und die Theaterkritiken wurden mit gespannter Aufmerksamkeit verschlungen.“ Unter den Theaterregisseuren standen Max Reinhardt als Meister des impressionistischen, neuromantischen Schauspiels und Leopold Jessner mit temporeichen und symbolträchtigen Inszenierungen bei Kritik und Publikum in höchstem Ansehen. Für starke politische Akzente standen das proletarische Theater Erwin Piscators und die Stücke Bertolt Brechts. Die Theaterbegeisterung zeigte sich jedoch auch außerhalb des etablierten Theaterapparats in Hunderten von Gruppen, Spielgemeinschaften und politischen Kollektiven. In Sprechchorbewegung, Gruppenlehrtheater und im agitatorischen Theater wurden politische und gesellschaftliche Erfahrungen mit dem Theaterspiel öffentlich artikuliert.

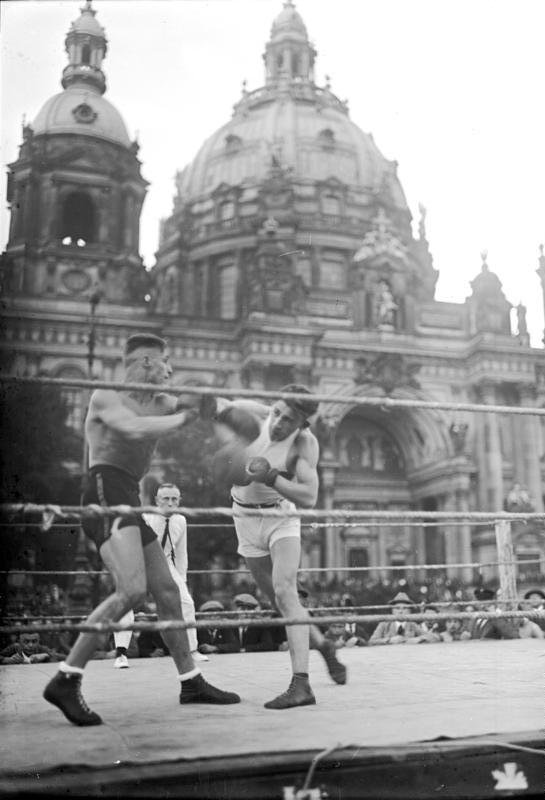
Boxkämpfe im Berliner Lustgarten im Rahmen der Turn- und Sportwoche 1924

Seit Mitte der 1920er Jahre war auch der Kinofilm als Kunstform allgemein akzeptiert. Nach zeitgenössischen Schätzungen gingen jeden Tag etwa zwei Millionen Menschen ins Kino. Nicht jeder Erwachsene ging ins Kino, manche aber wesentlich häufiger. In der Stummfilm-Ära bis 1929 machten sich unter den deutschen Regisseuren Robert Wiene (Das Cabinet des Dr. Caligari), Fritz Lang (Dr. Mabuse, der Spieler), Friedrich Wilhelm Murnau (Nosferatu – Eine Symphonie des Grauens) und G. W. Pabst (Die freudlose Gasse) einen Namen. Beliebt waren aber auch die Filme Charlie Chaplins und „Russenfilme“ wie Sergej Eisensteins (Panzerkreuzer Potemkin). Mit dem Übergang zum Tonfilm verloren etablierte künstlerische Konzepte der Stummfilmzeit ihre Basis und wegen der für die neue Technik benötigten Investitionen setzte ein Konzentrationsprozess in der Filmindustrie ein. Das seit 1929 sich durchsetzende neue Genre, insbesondere der so genannten Tonfilmoperette, bot in der Wirtschaftskrise dieser Zeit die populärste Form der Ablenkung, etwa in den Erzeugnissen Der blaue Engel (1930) oder Der Kongreß tanzt (1931). Die Schauspieler Lilian Harvey und Willy Fritsch avancierten zum ersten „Traumpaar des deutschen Films“ und lockten Millionen Zuschauer in die Kinos.
Auch die Musik stand während der ersten Jahre der Weimarer Republik im Zeichen des Expressionismus, als dessen Höhepunkt die Uraufführung der Oper Wozzeck an der Berliner Staatsoper 1925 gilt. Gleichzeitig hatte Arnold Schönberg bereits die Wende von der freien Atonalität zur Zwölftonmusik eingeleitet. Ging es der neuen Musikrichtung um die Befreiung vom Subjektiven, entdeckten andere die „vorsubjektivistische“ Musik vor allem des Barock wieder. Komponisten wie Georg Friedrich Händel oder Johann Sebastian Bach erlebten eine Renaissance. Andere wiederum wandten sich dem Jazz zu. Großen Erfolg hatte Ernst Kreneks Jazzoper Jonny spielt auf (1927), aber auch Revuen wie Chocolate Kiddies mit Musik von Duke Ellington oder die Revue Nègre mit Louis Douglas und Josephine Baker. Diese Revuen präsentierten zwar klischeehafte Darstellungen des Lebens der Afro-Amerikaner in den USA, wurden aber wie der Jazz überhaupt zur Zielscheibe nationalistischer und rassistischer Hetze. Die Unterhaltungsmusik orientierte sich nichtsdestoweniger an amerikanischen Vorbildern und machte sich zugleich neue Verbreitungswege wie Schallplatte, Rundfunk und Tonfilm zu Nutze. Paradigmatisch für diese Entwicklung steht die Karriere der Comedian Harmonists, die Jazztitel ebenso wie Varietéstücke und Volkslieder im Repertoire hatten und in Filmen wie Die Drei von der Tankstelle mitwirkten. Darüber hinaus schufen Filmkomponisten wie Werner Richard Heymann (Das gibt's nur einmal, das kommt nicht wieder) oder Friedrich Holländer (Ich bin von Kopf bis Fuß auf Liebe eingestellt) populäre Schlager, die durch ihre Interpretation in den mehrsprachig gedrehten Tonfilmen zu internationalen Erfolgen wurden.
Während das literarische Leben der Weimarer Republik einerseits stark von Autoren wie Gerhart Hauptmann, Heinrich Mann oder Stefan George bestimmt blieb, deren Hauptwerke bereits vor 1918 entstanden waren, entwickelten sich andererseits Reportage (Egon Erwin Kisch) und Zeitroman (unter anderen Lion Feuchtwanger, Arnold Zweig, Jakob Wassermann, Hans Fallada, Erich Maria Remarque), die sich direkt oder literarisch chiffriert mit Erscheinungsformen und gesellschaftlichen Problemen der Gegenwart auseinandersetzten, so auch Alfred Döblins Großstadtroman Berlin Alexanderplatz und Thomas Manns retrospektiver Bildungsroman Der Zauberberg. Eine eigene Gattung stellte daneben die kritisch-satirische „Gebrauchslyrik“ zum Beispiel eines Erich Kästner oder Kurt Tucholsky dar.
Die zeitgenössische Literatur fand während der Weimarer Republik großen Absatz. Remarques Im Westen nichts Neues zum Beispiel wurde bis Mai 1930 über eine Million Mal verkauft. Unter den ausländischen Autoren verkauften sich vor allem Knut Hamsun, John Galsworthy und Jack London sehr gut. Teilweise um ein Vielfaches höhere Auflagenstärken erreichte jedoch Literatur antimodernen Zuschnitts. Neben nationalistischer Kriegsliteratur wie von Werner Beumelburg und Ernst Jünger waren dies nicht zuletzt Bücher, die bereits in der Vorkriegszeit erschienen waren wie Werke Gustav Frenssens oder Ludwig Ganghofers. Auch exotische Schauplätze (Karl May) und Kriminalromane (Edgar Wallace) sprachen ein Massenpublikum an. Die höchsten Auflagen aber erzielte Hedwig Courths-Mahler.

### Wissenschaft
Zu den Neuerungen des Wissenschaftsbetriebs in der Weimarer Republik gehörte die Institutionalisierung der Soziologie, deren deutsche Begründer noch Professuren für Nationalökonomie oder Philosophie innegehabt hatten, wie zum Beispiel Max Weber, Georg Simmel oder Werner Sombart. Zu Klassikern, die nachhaltig die Theoriebildung diverser gesellschaftswissenschaftlicher Disziplinen anregten, gehörten auf den damals teils neugeschaffenen Lehrstühlen für Soziologie Karl Mannheim, Alfred Weber, Emil Lederer, Norbert Elias, Theodor Geiger und Alfred Vierkandt.
Als folgenreichste Gründung der Weimarer Jahre bezeichnet Peter Hoeres die des Instituts für Sozialforschung in Frankfurt am Main. Hier kam auch das 1929 gegründete Psychoanalytische Institut mit Erich Fromm als Bindeglied zwischen beiden Einrichtungen unter. Theodor W. Adorno, Anhänger des Komponisten Arnold Schönberg, profilierte sich als Vertreter einer marxistischen Musikkritik. Der seit 1930 das Institut für Sozialforschung leitende Max Horkheimer verschob den Forschungsschwerpunkt von der Geschichte der Arbeiterbewegung und des Sozialismus auf die Theorie der Gesellschaft. Die damit sich anbahnende Kritische Theorie der Frankfurter Schule „verband empirische Sozialwissenschaft, Psychoanalyse und Philosophie zu einer umfassenden Ideologiekritik an der bürgerlich-kapitalistischen Gesellschaft und ihren Institutionen und Werten (Familie, Kultur, Musik, Vernunft, Persönlichkeit).“
Andere innovative Einrichtungen zogen die liberalen Geister der Republik an, so insbesondere die von Aby Warburg gegründete kulturwissenschaftliche Bibliothek. Warburg wurde mit seinen Reflexionen zum Verhältnis von Mythos und Logos zu einem Anreger der modernen Kulturwissenschaft und die Hamburger Bibliothek zum Anziehungspunkt für kunsthistorisch und symbolgeschichtlich interessierte Forscher wie den Philosophen Ernst Cassirer und den Kunsthistoriker Erwin Panofsky. Im liberalen Umfeld der Zwanziger Jahre gründete Magnus Hirschfeld 1919 das Institut für Sexualwissenschaft.
Martin Heideggers 1927 erschienenes Werk Sein und Zeit etablierte sich rasch als viel beachtetes und nachhaltig wirkendes Opus der zeitgenössischen Philosophie, die bei Karl Jaspers als Existenzphilosophie Gestalt annahm und in seiner Schrift Die geistige Situation der Zeit (1931) zu einer zeitkritischen Bestandsaufnahme führte. In der von Max Scheler und Helmut Plessner mitbegründeten Philosophischen Anthropologie wurde unter Einbeziehung naturwissenschaftlicher Erkenntnisse vor allem aus Biologie und Zoologie eine Sonderstellung des Menschen im Kosmos beziehungsweise dessen „exzentrische Positionalität“ begründet.
Auf die noch zur Kaiserzeit teils nobelpreisgekrönten Leistungen von Chemikern und Physikern ließ sich in den 1920er Jahren aufbauen. Albert Einstein wurde 1919 weltweit bekannt, als eine Sonnenfinsternisexpedition unter Leitung von Arthur Eddington die von Einstein im Rahmen seiner Allgemeinen Relativitätstheorie vorhergesagte Lichtablenkung durch die Sonne zumindest qualitativ bestätigte. Einstein wurde 1921 mit dem Nobelpreis ausgezeichnet. Max Planck wurde für seine bahnbrechende Arbeit zum Wirkungsquantum 1918 der Nobelpreis für Physik verliehen (aufgrund der Kriegswirren 1919 übergeben). Er entwickelte sich während der Weimarer Republik zur obersten Autorität der deutschen Physik. Die moderne Quantenmechanik nahm ihren Anfang im Jahr 1925 mit der Formulierung der Matrizenmechanik durch Werner Heisenberg, Max Born und Pascual Jordan. 1931 entwickelten Ernst Ruska und Max Knoll das erste Elektronenmikroskop. Auch in anderen Disziplinen wie Medizin, Mathematik oder Astronomie wurden bedeutende Leistungen erbracht, auch wenn die deutsche Wissenschaft als Folge des Ersten Weltkriegs zunächst marginalisiert wurde und die deutsche Sprache als Kongress- und Wissenschaftssprache an Bedeutung verlor.

### Im Zeichen der Weltwirtschaftskrise

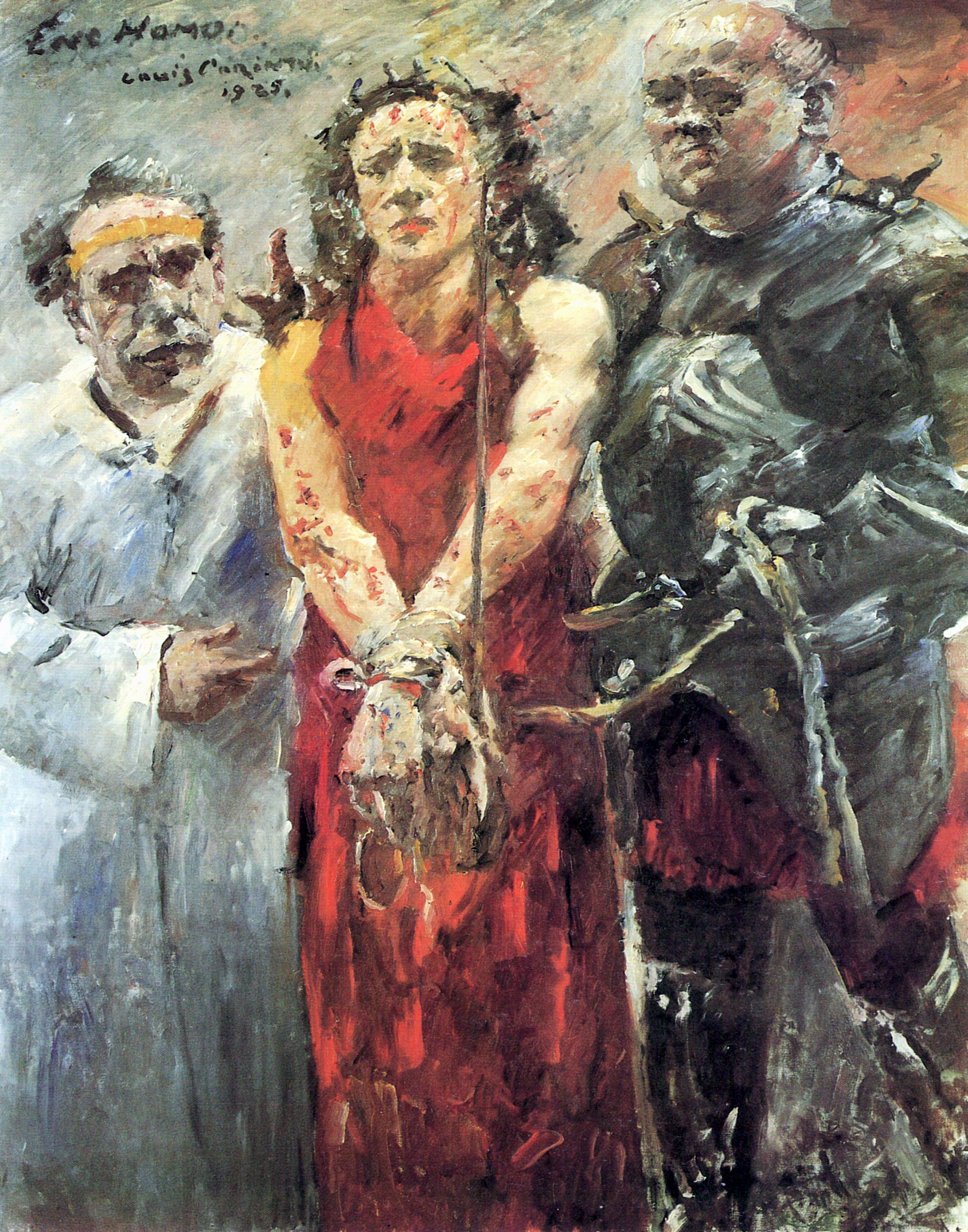
„Entartete Kunst“: Ecce Homo von Lovis Corinth, 1925

Zum Wendepunkt auch für die Kultur der Weimarer Republik, die bis 1928 alle größeren Erschütterungen überstanden hatte, wurden die ab 1930 spürbaren Auswirkungen der großen Depression. Mit Beginn der Weltwirtschaftskrise, die zum Stopp der kommunalen Wohnungsbauprojekte, zu Theaterschließungen und Massenentlassungen auch von Künstlern führte, zeigte sich, dass die bis dahin vorangetriebene „Kultur für alle“ auf unsicherer materieller Grundlage fußte. Die Kartenpreise für Theater- und Opernplätze wurden für das Publikum zu teuer. Kinos gaben für Arbeitslose ermäßigte Karten aus, und doch mussten allein in Berlin hundert Häuser aufgeben. Durch die Schließung von Kabaretts und Variétés verloren viele Musiker den Arbeitsplatz. Nach Schätzungen waren etwa drei Viertel aller Musiker schließlich arbeitslos.
Erschlaffen der künstlerischen Kreativität einerseits und eine zunehmende Polarisierung und Radikalisierung andererseits, so Eberhard Kolb, bestimmten die kulturelle Entwicklung ab 1929/30: „Während ein Teil der Künstler sich von der jetzt als bürgerlich und rein affirmativ stigmatisierten Neuen Sachlichkeit abwandte und die äußerste Linke Kunst nur noch als Waffe im politischen Kampf gelten ließ, intensivierten die traditionalistischen Kräfte ihre Angriffe auf die moderne Literatur, Malerei, Architektur und Bühnenkunst.“ Die Nationalsozialisten und andere rechte Gegner der Republik mobilisierten gegen die gesamte moderne Kunst mit Begriffen wie „Kulturbolschewismus“ und „Entartung“. Man stellte der „Asphaltkultur“ der Großstadt, die als „widernatürlich“, „jüdisch-zersetzend“ und „verniggert“ angegriffen wurde, das Idealbild einer intakten Ländlichkeit und Provinz gegenüber, die für die Rückkehr zum Ursprünglichen, Natürlichen und Volkstümlichen stehen sollte. Die Spaltung des Weimarer Kulturlebens in seiner Endphase war, so Laqueur, die fatale Folgewirkung und Begleiterscheinung der Wirtschaftskrise: „Die Gruppen hätten nebeneinander bestanden, nicht unbedingt friedlich, eben so, wie Zirkel verschiedener politischer und kultureller Einstellungen in anderen Ländern koexistierten. Es hätte geschehen können, aber es sollte nicht sein.“
Zwar hatte sich die Kultur der Weimarer Republik einerseits universal-demokratischen Werten und „westlichem“ Lebensstil angenähert, doch gab es andererseits jene Kräfte, die antiuniversalistisch, antiamerikanisch und antiparlamentarisch eingestellt blieben und auf einem spezifisch „deutschen“ Weg in die Moderne beharrten, einem Weg, dem Begriffe wie nationaler oder völkischer „Sonderweg“ zugeordnet sind (siehe auch Deutscher Sonderweg). Der amerikanische Historiker Jeffrey Herf hat diese kulturelle Ausrichtung als „reaktionären Modernismus“ bezeichnet. Dessen Anhänger, so die Lesart, akzeptierten moderne technologische Entwicklungen als an sich neutral und als mögliche Mittel auf dem Weg zu Macht, lehnten aber die kulturellen, sozialen und politischen Entwicklungen der Moderne ab. Bei Autoren wie Oswald Spengler, Ernst Jünger, Hans Freyer oder Carl Schmitt findet sich deshalb neben Kulturpessimismus nachgerade eine Ästhetisierung der Technik.

## Gründe für das Scheitern der Weimarer Republik
„Wer von Weimar redet“, heißt es bei Hagen Schulze, „meint Weimars Scheitern“. Unter den Zeitgenossen der damaligen Vorgänge seien recht schlichte Formeln dazu geprägt worden; die Sozialdemokraten Otto Braun und Friedrich Stampfer etwa seien mit „Versailles und Moskau“ ausgekommen. Schulze selbst wie auch die jüngere Forschungsliteratur ziehen dagegen eine Vielfalt bzw. ein Bündel von Ursachen und Gründen in Betracht, die in ihrer je gesonderten Bedeutung allerdings unterschiedlich gewichtet werden.
Als zwangsläufig wird der Untergang der Republik bis zu der mit Hitlers Ernennung zum Reichskanzler beginnenden Etablierung der NS-Diktatur kaum noch angesehen. Vielmehr wird zumeist betont, die Weimarer Republik habe bis zu diesem Zeitpunkt eine Chance zu überdauern gehabt. Heinrich August Winkler schreibt: „Hitlers Ernennung zum Reichskanzler war nicht der unausweichliche Ausgang der deutschen Staatskrise, die mit dem Bruch der Großen Koalition am 27. März 1930 begonnen und sich seit der Entlassung Brünings am 30. Mai 1932 dramatisch zugespitzt hatte. Hindenburg mußte sich von Schleicher so wenig trennen, wie er genötigt gewesen war, Brüning durch Papen auszuwechseln.“ Hans Mommsen mutmaßt darüber hinaus: „Wäre die Reichstagsauflösung unter einer geschäftsführenden Regierung Schleicher erfolgt und Hitler der Bonus des Regierungschefs verweigert worden, hätten die folgenden Reichstagswahlen mit schweren Einbußen für die NSDAP und einer Stärkung der republikanischen Parteien geendet.“ Doch sei die mit Hitlers Ernennung verbundene „Machtübertragung“ nicht nur dem Versagen Hindenburgs und seiner bevorzugten Ratgeber zuzuschreiben, sondern auch den Interessen der bürgerlichen Rechtsparteien an der Ausschaltung der Sozialdemokratie sowie der freien und christlichen Gewerkschaften, die sich einem autoritären System entgegenstellten.
Derartige Interessen waren allerdings nicht erst im Januar 1933 wirksam, sondern fügen sich ein in das Bündel jener längerfristig angelegten und fortwirkenden Ursachen, die zum Untergang dieser ersten Demokratie in Deutschland beitrugen. Da Gewichtung und Verknüpfung der zusammenwirkenden Ursachenstränge durch das Quellenmaterial nicht zwingend vorgegeben sind, unterliegen die diesbezüglichen Interpretationen dem zeitbedingten und individuellen Erkenntnisinteresse sowie der jeweiligen „Perspektive des einzelnen Forschers oder einer ganzen Forschergeneration“, wie Kolb betont.

### Sozialgeschichtliche Grundlagen und Gruppenmentalitäten

Eigenanzeige der Weltbühne, 1929. Sie war als Wochenzeitschrift für Politik, Kunst und Wirtschaft ein Forum der Linksintellektuellen.

Von ihren turbulenten Anfängen bis zur Beseitigung durch das NS-Regime hat die Weimarer Republik nicht einmal anderthalb Jahrzehnte bestanden. Ihre Bürger waren weit überwiegend im Kaiserreich aufgewachsen und hatten den Ersten Weltkrieg durchlebt. Die in diesen Zeiten erhaltenen Prägungen, ihre gesellschaftlichen Bindungen und politischen Vorstellungen brachten sie mit in die nun demokratisch verfasste neue Ordnung. Die gesellschaftlichen Eliten der Weimarer Republik, so Peter Longerich, „waren antidemokratisch geprägt, die Loyalität ihrer Staatsdiener galt zum großen Teil der Monarchie“. Antirepublikanische Ressentiments existierten in staatlichen Behörden, im Justizapparat und in der Reichswehr. Ausschlaggebend für den Untergang der Republik waren sie laut Hagen Schulze aber nicht, weil sich diese Tendenzen etwa anlässlich des Kapp-Putsches als beherrschbar erwiesen hätten, abhängig allerdings vom Machtbewusstsein in Parteien und Regierung.
Die politische Orientierung der verschiedenen Sozialmilieus in der Weimarer Republik lässt sich vier groben Richtungen zuordnen: Das konservative Lager wurzelte wesentlich in den Kreisen der protestantischen Großgrundbesitzer Ostelbiens; in dem Teil des städtischen Bürgertums, das ebenfalls protestantisch geprägt war, hatten die Nationalliberalen und die bürgerlichen Mittelparteien ihre Hochburgen; Katholiken aller Schichten unterstützten traditionell die Zentrumspartei; und die nach dem Ersten Weltkrieg in Sozialdemokraten und Kommunisten gespaltene Arbeiterbewegung war in Gewerbegebieten und städtischen Industrieagglomerationen zu Hause. Diese Spaltung in Sozialdemokraten, die auf Erhaltung der Republik setzten, und Kommunisten, die ihre Zerschlagung betrieben, gehört zu den von Anbeginn wirksamen schweren Belastungsfaktoren des Weimarer Staatswesens.
In den gesellschaftlichen Mittelschichten löste der sich fortsetzende industriegesellschaftliche Wandel teilweise Verunsicherung und soziale Statussorgen aus, die sich in wirtschaftlichen Krisenzeiten potenzierten. Zwischen 1907 und 1925 fiel der Anteil der Selbständigen von 19,6 % auf 15,6 %, während der Anteil der Angestellten und Beamten von 10,3 % auf 17,3 % anstieg. Massenarbeitslosigkeit und schwere Einkommensverluste zur Zeit der Weltwirtschaftskrise brachten der NSDAP gerade aus diesen Schichten hohe Stimmenzuwächse.
Große Teile der Gesamtbevölkerung aus Lohnarbeiterschaft und gesellschaftlichen Mittelschichten hatten keine belastbare Bindung an die Republik aufgebaut, wie sich in der Krise zeigte. In den politischen Lagern überwog der „Parteienpatriotismus“ die Bereitschaft zum demokratischen Kompromiss. Das Schlagwort von der „Republik ohne Republikaner“ markiert trotz der enthaltenen Übertreibung ein zentrales Manko der Weimarer Demokratie.
Gegen das Zusammenspiel der Gegner des parlamentarischen Systems in Wirtschaft, Armee, Bürokratie und Justiz standen die wenigen Verteidiger der Demokratie aus der Sicht Mommsens zum Schluss auf verlorenem Posten. So konnte den alten Eliten in der „autoritären Wende“ unter den Präsidialkabinetten zwischen 1930 und 1932 die gewollte Zerstörung der angeschlagenen parlamentarisch-demokratischen Institutionen gelingen. Entscheidende Voraussetzung der Machtübertragung an Hitler war jedoch die im Juli 1932 erlangte und in der Novemberwahl trotz Verlusten behauptete Massenbasis der NSDAP, die sie zur mit Abstand stärksten politischen Kraft im Reichstag machte.

### Strukturelle Defizite des politischen Systems
Die politischen Strukturen der Weimarer Republik ergaben sich aus den Ergebnissen der Novemberrevolution, wurden gestaltet von den maßgeblichen Parteien in der Nationalversammlung – dann im Reichstag und in den Länderparlamenten – und waren seit 1919 mit vorgegeben durch die Weimarer Verfassung. Auch die Revolutionsergebnisse, das politische Agieren der Parteien und die Merkmale der Weimarer Verfassung wurden und werden in der historischen Forschung im Hinblick auf ihren möglichen Beitrag zum Scheitern der Weimarer Demokratie erörtert.
Außerhalb der spezifisch marxistisch ausgerichteten Forschung wird ein Rätesystem als gegenüber dem parlamentarischen System bessere nachrevolutionäre Alternative kaum noch in Betracht gezogen. Nichteinberufung der Nationalversammlung und gewaltsame Sozialisierung der Wirtschaft hätten laut Hagen Schulze Bürgerkrieg bedeutet und die parlamentarisch-demokratische Entwicklung bereits im Ansatz zunichtegemacht. Jenseits der Grundsatzentscheidung für das parlamentarische System werden in der Forschung aber gravierende Versäumnisse in dieser revolutionären Umgestaltungsphase geltend gemacht. Denn mögen die Räte großteils auch ihrem Selbstverständnis nach nur ein „Notbehelf in der parlamentslosen Übergangsperiode“ gewesen sein, so konnten sie eine energische regierungsseitige Reformpolitik doch unterstützen: „Möglich waren 1918 vorbeugende Strukturreformen: erste Schritte in Richtung auf eine Demokratisierung der Verwaltung, der Schaffung eines republikloyalen Militärwesens, der öffentlichen Kontrolle wirtschaftlicher Macht bis hin zur Vergesellschaftung des Montansektors. Nicht möglich war jener radikale Bruch mit der Vergangenheit, dessen es bedurft hätte, um die gesamte Erblast des kaiserlichen Obrigkeitsstaates abzuschütteln.“
Die in den Anfängen der Novemberrevolution verpasste Chance, durch Reformen demokratiewidrige Strukturen zu verändern, habe, so Kolb, ein Übermaß an gesellschaftlicher Kontinuität zwischen kaiserlichem Obrigkeitsstaat und demokratischer Republik zur Folge gehabt und viele Sozialdemokraten daran gehindert, sich mit dem neuen Staat zu identifizieren. Heinrich August Winkler resümiert: „Die sozialdemokratische Machtscheu schwächte die parlamentarische Demokratie und gab den ohnehin starken antiparlamentarischen Kräften im Bürgertum zusätzlichen Auftrieb.“

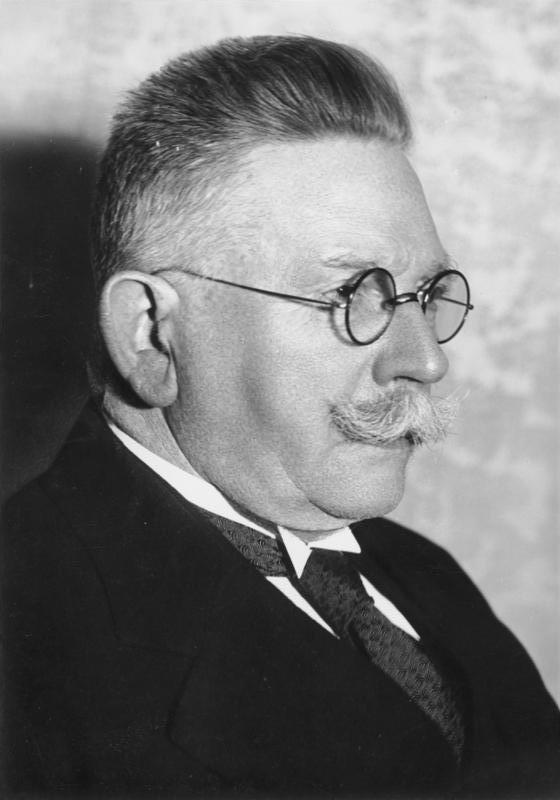
Alfred Hugenberg, „Medienzar“ und „DNVP-Vorsitzender“ (Aufnahme von 1933)

Geht es im Kontext der Weimarer Republik um die Rolle der Parteien, so wird mitunter die These von der „Selbstpreisgabe“ der Weimarer Demokratie vertreten: Es habe in ihnen an Einsicht und Kompromissfähigkeit gefehlt, was speziell das Auseinanderbrechen der großen Koalition im März 1930 zeige. Allerdings gab es ähnliche Probleme schon seit der Reichstagswahl 1920, nach der die Weimarer Koalition keine Mehrheit mehr besaß, sondern nur noch spannungsreiche Große Koalitionen unter Einschluss der DVP oder Rechtskoalitionen vom Zentrum bis zur DNVP als Mehrheitsregierungen möglich waren. Während die erstere Konstellation in der Wirtschafts- und Sozialpolitik nicht zusammenpasste, war die zweite in der Außen- und Kulturpolitik kaum auf einen Nenner zu bringen. Mit der Vertagung des Streits um die Arbeitslosenversicherung hätte die SPD die Große Koalition wohl bis zum Herbst desselben Jahres noch erhalten können, meint Winkler. Die Kompromissbereitschaft der Parteien könnte aber in dieser Situation zusätzlich darunter gelitten haben, dass seit Januar 1930 inoffiziell bereits laut über eine „Hindenburg-Regierung“ nachgedacht wurde – über ein Präsidialregime also.
Die Kompetenzen des Reichspräsidenten laut Weimarer Verfassung, die es ihm ermöglichten, einen Reichskanzler nach eigenem Gutdünken zu ernennen und zu entlassen (Art. 53), ihn durch Notverordnungen von der parlamentarischen Gesetzgebung freizustellen (Art. 48) und den Reichstag im Falle der verfassungskonformen Obstruktion gegen das Präsidialregime aufzulösen (Art. 25), werden als Ursachenfaktoren für den Untergang der Weimarer Republik ambivalent eingeschätzt: Hatten sie unter Reichspräsident Ebert 1923 zur Krisenbewältigung nicht unerheblich beigetragen, so führten sie unter Reichspräsident Hindenburg ab 1930 zur massiven Schwächung und zunehmenden Aushöhlung des parlamentarischen Systems. Andererseits stellt sich die Frage, ob die Weimarer Republik ohne die präsidiale „Reserveverfassung“ nicht sogar schon früher zugrunde gegangen wäre.
Als Konstruktionsfehler in der Verfassung ist mitunter auch das Verhältniswahlrecht angesprochen worden, das der Zersplitterung Vorschub geleistet und die Bildung funktionsfähiger Koalitionen im Reichstag erschwert habe. Mangels Gegenprobe bleiben derartige Überlegungen allerdings hypothetisch, etwa auch die, dass durch ein Mehrheitswahlrecht der Aufstieg der NSDAP hätte verhindert werden können. Ohnehin war die Einführung der Verhältniswahl nach den Erfahrungen mit dem Wahlrecht im Kaiserreich für die Sozialdemokraten eine Kernforderung, die aber auch von den bürgerlichen Parteien befürwortet wurde.
Als ein Mangel, der Konsequenzen im Grundgesetz für die Bundesrepublik Deutschland gezeitigt hat, gilt die fehlende Wertbindung der Weimarer Verfassung, die infolgedessen mit qualifizierter Mehrheit beliebig verändert werden konnte. Verteidiger der Weimarer Verfassung hatten hinsichtlich der Werte, die sie ihrem Handeln zugrunde legten, verfassungsseitig keinen Vorteil gegenüber Republikfeinden.

### Anhaltende Kriegsfolgelasten und tiefgreifende Wirtschaftskrisen

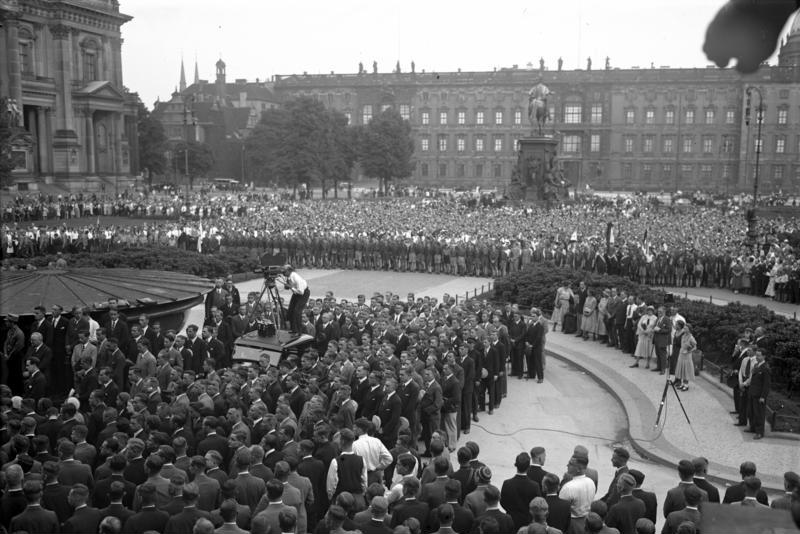
Kundgebung gegen den Versailler Vertrag im Berliner Lustgarten, im Juni 1932

Im Bewusstsein ihrer Bürger lastete auf der Weimarer Republik nicht so sehr das Erbe des Kaiserreichs als vielmehr der Versailler Vertrag mit seinen Bestimmungen, Auflagen und Folgewirkungen. In nichts anderem war man politisch so einig wie in der Weigerung, diese Konsequenzen der Niederlage zu akzeptieren. Die tatsächlich resultierenden materiellen Lasten haben dabei nicht die wichtigste Rolle gespielt, auch nicht für Entstehung und Verlauf der Großen Inflation oder der Weltwirtschaftskrise.
Die Beurteilung des Inflationsgeschehens der Nachkriegszeit ist in der heutigen Forschung nicht mehr einhellig negativ. Sie ermöglichte bei relativer Vollbeschäftigung zunächst eine im Außenvergleich störungsarme Umstellung von der Kriegs- auf die Friedenswirtschaft. Die mit der Hyperinflation einhergehende Enteignung betraf die Mittelschichten zwar nicht im Ganzen, wurde aber doch für viele zu einer sozialpolitisch hochbrisanten Katastrophenerfahrung, in der sie proletarisiert, politisch haltlos und für den Nationalsozialismus anfällig wurden.
Gegenüber der Vorkriegszeit ging Deutschland wirtschaftlich erheblich geschwächt aus Krieg und Inflation hervor. Der konjunkturelle Aufschwung zur Zeit der relativen Stabilisierung glich einer Scheinblüte und ging einher mit relativer Stagnation. Das geringe Wirtschaftswachstum, so Detlev Peukert, „verengte die Handlungsspielräume, die die politischen und sozialen Neuerungen der Weimarer Republik für die verschiedensten Bevölkerungsgruppen akzeptabel gemacht hatten. Wo es nicht nur keine Zuwächse zu verteilen gab, sondern sogar Abstriche an der Substanz vorgenommen werden mußten, radikalisierten sich alle Verteilungskämpfe und vertieften sich die Segmentierungen und Polarisierungen der Gesellschaft, in der sich zum Schluß nur noch ebenso unversöhnliche wie für sich genommen handlungsunfähige gegnerische Lager gegenüberstanden.“ Gerade in der Wirtschafts- und Sozialpolitik habe es einen Umschwung von der Reformverheißung über die Handlungsblockade bis zur Zurücknahme von Errungenschaften gegeben, indem die Unternehmer gegen „Gewerkschaftsstaat“ und „Sozialstaat“ mit Lohnabbau und Arbeitszeitverlängerung zu Felde zogen.
Zu Beginn der Weltwirtschaftskrise war der Legitimationsverlust der Republik laut Peukert schon erschreckend weit fortgeschritten. Doch wer den damaligen Parteien mangelnde Kompromissbereitschaft vorhalte, müsse auch zeigen, auf welche materiellen Grundlagen man sich für Kompromisse unter den Bedingungen der Krise hätte stützen können. Der Zerfall in Weltanschauungs- und Interessenparteien war demnach Ausdruck einer tiefgreifenden Zersplitterung der Gesellschaft: „So wurden die Basiskompromisse von 1918/19 unterminiert statt ausgestaltet, bis sich die Partner von 1918 aus dem ausgehöhlten Gebäude der republikanischen Ordnung zurückzogen und die alten Eliten seine Reste zum Einsturz brachten.“
Ob es eine Alternative zu Brünings konjunkturschädlicher und prozyklischer Spar- und Deflationspolitik gab, ist umstritten. Der „Hungerkanzler“ ist von der historischen Forschung schon früh kritisiert worden. 1979 stellte der Wirtschaftshistoriker Knut Borchardt dagegen die These auf, eine antizyklische Finanzpolitik im Sinne John Maynard Keynes’ sei 1931/32 weder machbar noch wünschenswert gewesen, da Deutschlands Kernproblem nicht eine Nachfrageschwäche, sondern zu hohe Reallöhne gewesen seien. Damit löste er eine intensive Kontroverse aus: Seine Gegner wie der Berliner Wirtschaftshistoriker Carl-Ludwig Holtfrerich hielten dagegen, dass die Lohnentwicklung der 1920er Jahre im internationalen Vergleich nicht exorbitant gewesen sei; zudem habe es auch vor der Veröffentlichung von Keynes’ Allgemeine Theorie der Beschäftigung, des Zinses und des Geldes 1936 durchaus realistische Überlegungen zu einer Konjunkturankurbelung durch Deficit spending und Arbeitsbeschaffungsmaßnahmen gegeben, so etwa von Wilhelm Lautenbach, einem hohen Beamten des Reichswirtschaftsministeriums, den WTB-Plan der Gewerkschaften oder der Wagemann-Plan des Präsidenten des Statistischen Reichsamts. Noch heute ist die Frage, ob in kontrafaktischer Sicht eine andere Politik möglich und sinnvoll gewesen wäre, umstritten. Der Wirtschaftshistoriker Albrecht Ritschl etwa verneint die Frage und verweist auf die deutschen Zahlungsbilanzprobleme. Der Gesellschaftshistoriker Hans-Ulrich Wehler urteilt dagegen, Brüning habe eine aktive Konjunkturpolitik, die durchaus möglich gewesen sei, abgelehnt, um eine erneute Inflation zu verhüten, vor allem aber um durch den Nachweis der deutschen Zahlungsunfähigkeit eine Streichung der Reparationen zu erreichen.
Die These, dass Brünings Ziel, die Reparationsverpflichtungen loszuwerden, „absolute Priorität“ über seine Wirtschafts- und Finanzpolitik gehabt habe, ist weit verbreitet. Andere Historiker nehmen dagegen an, dass Brünings Minderheitsregierung die Revision des Youngplans nicht nach einem schlüssigen Konzept angegangen sei, sondern aus innenpolitischen Gründen, um der nationalistischen Öffentlichkeit Aktivität zeigen zu können. Ihre Wirtschafts- und Finanzpolitik hätten Brüning und seine Mitarbeiter nicht aus reparationspolitischen Zwecken betrieben, sondern weil sie sachlich von ihr überzeugt gewesen seien.

### Fehler und Versäumnisse der politisch Verantwortlichen

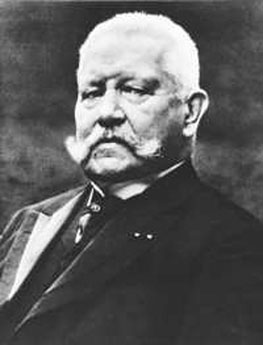
Reichspräsident Paul von Hindenburg

Außer den gesellschaftsgeschichtlichen, strukturpolitischen und wirtschaftsbezogenen Gründen für das Scheitern der Weimarer Republik werden auch Einfluss und Handeln von Personen in herausgehobener Stellung und Verantwortung von der Geschichtswissenschaft hinsichtlich ihres Wirkungsbeitrags im demokratischen Niedergangsprozess geprüft, speziell in der Ära der Präsidialkabinette.
Reichspräsident Paul von Hindenburg musste aufgrund seiner militärischen Karriere und monarchischen Prägung im Kaiserreich, wegen seiner Hauptrolle bei der Verbreitung der Dolchstoßlegende und wegen seiner Zugehörigkeit zum konservativen ostpreußischen Großgrundbesitzermilieu den Anhängern der Republik bereits seit seiner Wahl 1925 als Reaktionär verdächtig sein. Er verkörperte an der Spitze des Staates die eingetretene Rechtsverschiebung der politischen Machtgewichte, forderte und förderte autoritäres Regierungshandeln. Dabei sah er sich jedoch auch in verfassungswahrender Funktion und verweigerte eklatantem Verfassungsbruch seine Machtmittel. Die Ernennung Hitlers zum Reichskanzler lehnte er mit deutlichem Hinweis auf dessen diktatorische Ambitionen und den hochfahrenden Machtanspruch seiner gewalttätigen Anhängerschaft lange entschieden ab. Dass er im Januar 1933 nachgab, lag weniger an ihm selbst als an den Ratgebern in seinem Umfeld, die das dynamische Potential Hitlers und seiner Gefolgsleute unterschätzten.
Umstritten sind Politik und Rolle Heinrich Brünings, der als erster Kanzler in der Reihe der Präsidialkabinette von Hindenburg ernannt wurde. Dazu gehört auch sein Agieren beim Auseinanderbrechen der Großen Koalition im März 1930. Hindenburgs Staatssekretär Otto Meißner und der deutschnationale Abgeordnete Kuno Graf Westarp fassten im Januar 1930 eine neue Regierung ins Auge, die sowohl „antimarxistisch“ als auch „antiparlamentarisch“ sein und eine „Wandlung in Preußen“, das heißt eine Ablösung der sozialdemokratisch geführten Landesregierung von Otto Braun mit sich bringen sollte. Die Frage, ob die Große Koalition an einer inneren „Krise des Parteienstaats“ oder an den Absichten Hindenburgs und der Reichswehrführungen scheiterte, war in den 1950er Jahren Gegenstand einer Kontroverse zwischen Werner Conze und Karl Dietrich Bracher. Die Frage wird bis heute kontrovers diskutiert. Einigkeit besteht dagegen darüber, dass das Ende der Regierung Müller am 27. März 1930 eine wichtige Zäsur darstellte: Der Historiker Arthur Rosenberg ließ seine 1935 erschienene Gesamtdarstellung der Weimarer Republik damit enden – was danach kam, war für ihn nur noch Epilog. Heinrich August Winkler urteilt, dass mit dem Regierungsantritt Brünings „die Zeit relativer Stabilität zu Ende ging und die Auflösungsphase der ersten deutschen Demokratie begann.“

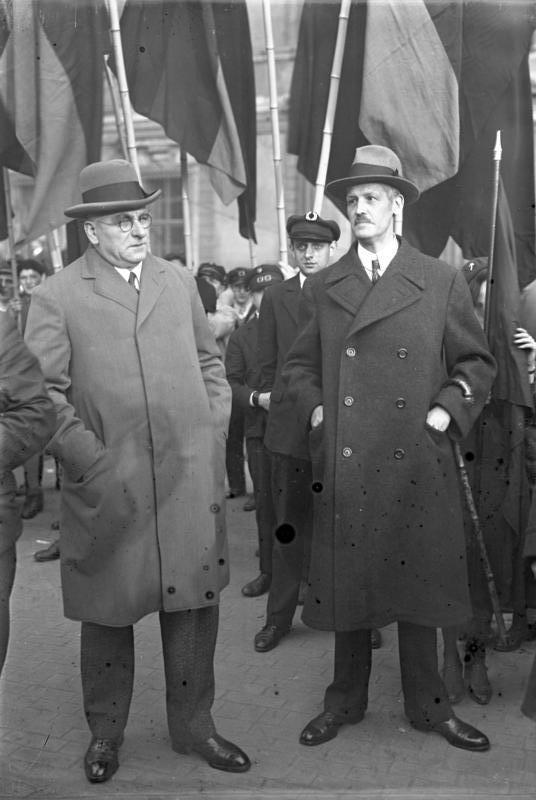
Otto Braun (links) mit Rudolf Breitscheid, 1932

Hinsichtlich der Kanzlerschaft Franz von Papens mit verstärkt autoritären Zügen werden zwei gegensätzliche Optionen des Republikschutzes erwogen. Einerseits wird die im Wesentlichen resignative Hinnahme des Preußenschlags durch die SPD-Verantwortlichen mit Otto Braun und Carl Severing an der Spitze sowie durch die Gewerkschaften problematisiert. Dabei kommt jedoch auch die jüngere Forschung nicht zu dem Ergebnis, dass die Ausrufung des Generalstreiks oder der Appell zum bewaffneten Widerstand etwa an die preußische Polizei und an die Eiserne Front wahrscheinlich Erfolg gehabt hätte. Dagegen standen nicht nur die Verbände der NSDAP, sondern auch ein zu erwartender Reichswehreinsatz von durchschlagender Wirkung. Andererseits werden die Chancen eines noch einseitiger autoritär gegründeten Regimes erwogen, wie es Papen mit der Verhängung des Staatsnotstands und der Aussetzung von Neuwahlen auf unbestimmte Zeit anstrebte. Da Hindenburg einen solchen Verfassungsbruch in den entscheidenden Momenten aber ablehnte, konnte die Republik auf diesem Wege allenfalls hypothetisch gerettet werden.
Auch Kurt von Schleicher als letzter Reichskanzler vor Hitler bereitete, nachdem seine anderen Pläne gescheitert waren, für den eigenen Verbleib im Amt die Ausrufung des Staatsnotstands vor – und scheiterte damit ebenfalls bei Hindenburg. Die Reichswehrführung war allerdings bereits gründlich vorbereitet auf die für diesen Fall anstehenden Aufgaben.
Unter den Voraussetzungen einer Präsidialregierung, die vielleicht die Wirtschafts- und Staatskrise hätte überstehen können, nennt Longerich soziale Zugeständnisse und eine aktive Krisenbekämpfungspolitik, wie sie mit Schleichers „Querfront“-Konzept am deutlichsten verbunden war. Doch kam dieser Ansatz Schleichers, der sich bei Hindenburg seinerzeit sowohl für Brünings wie für Papens Berufung eingesetzt hatte, zu spät, um die Vertrauensverluste auszugleichen und die verlorenen Hoffnungen mit Hilfe eines erst noch umzusetzenden Programms nachhaltig wiederzubeleben. „Sicherlich“, heißt es bei Mommsen, „hätte dies im August 1932 größere Chancen gehabt als nach der Diskreditierung des Präsidialsystems durch die dilettantischen Alleingänge von Papens.“

## Rezeptions- und Nachwirkungsaspekte
Einen Überblick über Betrachtungsweisen der Weimarer Republik in der bundesdeutschen zeitgeschichtlichen Forschung und veröffentlichten Meinung bietet 2018 Thomas Raithel in den Vierteljahrsheften für Zeitgeschichte. Er konstatiert, dass in den ersten deutschen Weimar-Gesamtdarstellungen aus der zweiten Hälfte der 1940er Jahre noch ein positives Bild gezeichnet worden sei, das die Leistungen der Weimarer Republik in den Vordergrund gerückt habe. Dabei sei es um eine Gegenposition zur nationalsozialistischen Schmähung Weimars und um Impulse für eine erneute Demokratiegründung gegangen.
Bereits mit der Ausarbeitung des Grundgesetzes am Ende der 1940er Jahre sei die Weimarer Republik aber zu einer Negativfolie geworden, aus der es „Lehren“ zu ziehen galt. Nun seien das Scheitern und die innere Schwäche der Republik in den Fokus gerückt. „Die bundesdeutschen Weimar-Analysen der 1950er Jahre waren in eine totalitarismustheoretische Gesamtperspektive eingebettet, welche die Weimarer Republik in einem Abwehrkampf gegenüber Extremismen von links und rechts verortete.“ Seit den 1960er und in den 1970er Jahren sei parallel zu politisch-gesellschaftlichen Reformbestrebungen in der Bundesrepublik Deutschland das Scheitern der Weimarer Demokratie primär mit der – angesichts einer „unvollendeten Revolution“ – fortdauernden Dominanz der aus der Kaiserzeit stammenden alten Eliten erklärt worden. Ein anderes neues Deutungsmuster brachten die späten 1980er Jahre mit einer Sichtweise vom Scheitern der Weimarer Republik nicht so sehr an den inneren Strukturproblemen als an den in Deutschland besonders ausgeprägten Widersprüchen und totalitären Potenzialen der industriegesellschaftlichen Moderne. Andererseits ergab sich daraus die Perspektive, die Weimarer Republik „als modernen Entfaltungsraum gegenwärtiger Lebensformen“ zu begreifen.
„Das heutige Forschungsbild der Weimarer Demokratie besitzt, nicht zuletzt auch wegen der Reichhaltigkeit der Erträge, ein hohes Maß an Pluralität, an Komplexität und auch an Unübersichtlichkeit“, resümiert Raithel. Dies gelte in besonderer Weise für die Frage des Scheiterns, „wobei der Verweis auf den vielfältigen und hohen Problemdruck zweifellos breite Zustimmung findet.“ Jüngere Bezugnahmen auf „Weimarer Verhältnisse“ in der öffentlichen Diskussion hängen nach seinem Eindruck mit den ökonomischen und politischen Entwicklungen der vergangenen Jahre zusammen, beginnend bei der 2007 ausgebrochenen globalen Finanzkrise ab 2007 und gefolgt von der Eurokrise seit 2010, die teils Befürchtungen eines Staatsbankrotts schürte, teils – mit Blick auf den Austeritätskurs der Bundesregierung gegenüber südeuropäischen Staaten – an die Folgen eines rigiden Sparkurses nach Art des Reichskanzlers Brüning gemahnte. Infolge der Flüchtlingskrise ab 2015 und des Erstarkens der rechtspopulistischen Alternative für Deutschland (AfD) würden sowohl die Probleme der Bildung mehrheitsfähiger Regierungen als auch die der fremdenfeindlichen Stimmungsmache eine „Krise der Demokratie“ heraufbeschwören und neuerlichen Weimar-Vergleichen Vorschub leisten.
Insgesamt sieht Raithel die gesellschaftlichen und politischen Unterschiede zwischen dem Weimarer und dem heutigen Deutschland – etwa im Hinblick auf den Volksbegriff – als so weitreichend an, dass Gleichsetzungen unangebracht erscheinen. Das Weimarer Schreckensbild habe in der Geschichtswissenschaft schon seit Langem an Kraft verloren und wirke in der Öffentlichkeit unterdessen eher wie eine „rhetorische Schimäre“. Andererseits biete die Geschichte der ersten deutschen Republik weiterhin, und mit zunehmender Differenzierung der Forschung in verstärktem Maße, „einen komplexen Fundus von – stets historisch zu verortendem – Anschauungsmaterial für strukturelle und funktionale Prozesse und Probleme in parlamentarisch-demokratischen Staaten.“
Seinen Beitrag zur gegenwärtigen öffentlichen Auseinandersetzung mit den Nachwirkungen der Weimarer Republik stellte Raithel 2018 nicht zuletzt in den Zusammenhang des 100-jährigen Gründungsjubiläums: „Möglicherweise wird in diesem Zusammenhang die Erinnerung an die schwierige und zunächst durchaus erfolgreiche demokratische Staatsgründung von 1918/19 in verstärktem Maße positive Akzente gewinnen.“